# Eurovíziós Dalfesztivál
Ha az előző versenyről szeretnél többet tudni, lásd: 2025-ös Eurovíziós Dalfesztivál
Ha a következő versenyről szeretnél többet tudni, lásd: 2026-os Eurovíziós Dalfesztivál
Ha Magyarország eurovíziós történetéről szeretnél többet tudni, lásd: Magyarország az Eurovíziós Dalfesztiválokon
Az Eurovíziós Dalfesztivál (angolul: Eurovision Song Contest, franciául: Concours Eurovision de la Chanson, 2007 és 2009 között a Magyar Televízió, a valós elnevezésnek megfelelően, az Eurovíziós Dalverseny címet használta, gyakori rövidítése szerint ESC, Eurovision vagy Eurovízió) egy 1956 óta (2020 kivételével) évente megrendezett zenei verseny, az Európai Műsorsugárzók Uniójának tagállamai között, a világ leghosszabb ideje futó nemzetközi televíziós zenei versenye. A dalfesztivál keretében minden részt vevő ország benevez egy zeneszámot, amit élő adásban előadnak, majd szavaznak a többi résztvevő által benevezett számokra, hogy megtalálják a verseny legnépszerűbb produkcióját. Az országok az EBU-tag tévétársaságukon keresztül szerepelnek: Magyarországon az MTVA volt felelős azért, hogy kiválassza az országot képviselő énekest és dalt 2019-ig.
Az 1951 óta Olaszországban megrendezett Sanremói Dalfesztivál mintájára 1956-ban létrehozott, és azóta (2020 kivételével) minden évben megrendezett verseny a világ leghosszabb ideje futó nemzetközi televíziós zenei vetélkedője, valamint az egyik legrégebb óta műsoron lévő televíziós produkciója. Az EBU-tagsággal rendelkező tévétársaságok, és a meghívott megfigyelő tagországok nevezhetnek a versenyre. 2025-ig 52 ország vett már részt legalább egyszer az Eurovíziós Dalfesztiválon. Minden ország egy eredeti, az adott dalfesztivál előtti év szeptember 1-je után bemutatott új zeneszámot nevez be a versenyre, melynek a hossza nem lehet több három percnél. A színpadi produkcióban maximum hatan vehetnek részt, valamint a fellépő előadóknak legalább 16 évesnek kell lenniük. A részt vevő nemzetek szakmai zsűrijei és a műsorban szavazó közönség külön-külön 1–8, 10 és 12 pontot oszt ki a tíz legjobbnak ítélt dalnak, úgy hogy a saját dalát senki sem pontozhatja. Az így legtöbb pontot összegyűjtő dalt hirdetik ki a verseny végén győztesnek. A dalfesztiválon egyéb előadások is láthatóak, úgy mint nyitó és záró, valamint vendégprodukciók. Ezek a fellépések szórakoztatják a közönséget a szavazás alatt, vagy ezzel veszi kezdetét az adott verseny. Idáig többek között feltűnt az Eurovíziós Dalfesztiválokon a Cirque du Soleil, Justin Timberlake vagy Madonna is, valamint itt volt látható először a Riverdance című Michael Flatley-előadás is. Eredetileg egy egy éjszakás esemény volt a verseny, de ahogy az évek előrehaladtával növekedett a részt vevő országok száma, így 2004-től már egy, majd 2008-tól két elődöntőt is rendeznek a döntő előtti napokban. A legtöbb versenyen idáig Németország vett részt – 1996 kivételével mindegyik dalfesztiválon volt énekesük. A legkevesebb alkalommal, mindössze egyszer, 1980-ban Marokkó vett részt. A győzelmek számát tekintve Írország az első, Svédország a második ország, akiknek hétszer sikerült eddig megnyerni az Eurovíziós Dalfesztivált. A rendezéseket illetően az Egyesült Királyság áll az élen, ők kilencszer látták vendégül a verseny rajongóit és résztvevőit.
Hagyományosan a verseny házigazdája mindig az az ország lesz, amely az előző évi dalfesztivált megnyerte. Az esemény lehetőséget biztosít arra, hogy a rendező ország vagy város hirdesse magát, vonzóvá, ismertté váljon a külföldi turisták számára. Több ezer rajongó látogat el minden évben az Eurovíziós Dalfesztiválra, ahol jelen vannak az újságírók is, akik az első próbáktól kezdve tudósítanak mindenről, ami a versennyel kapcsolatos.
Jellemzően a dalfesztivál általános logója mellett minden évben van egy egyedi tematikája, szlogenje és emblémája a versenynek. A műsorokat Európa-szerte közvetítik, és 2001 óta a verseny hivatalos oldalán is elérhetőek az adások. Európán kívül, a világ nagy részén is közvetítik a dalfesztivált, többek közt Argentínában, Brazíliában, Kanadában, Hongkongban, Indiában, Dél-Koreában, Új-Zélandon és az Amerikai Egyesült Államokban is látható volt már a tévében korábban, annak ellenére, hogy ezek az országok nem vehetnek részt a versenyen.
Az Eurovíziós Dalfesztivál a legnézettebb nem sport témájú esemény a világon minden évben, több százmillió nézővel világszerte. A műsorban való szereplés a legtöbbször országos vagy akár nemzetközi ismertséget is szerzett az előadóknak, de volt arra is példa, hogy ez lendítette előre a fellépők már meglévő karrierjét. A világ leghíresebb előadói közül többen is felléptek a dalfesztiválon, többek között itt lett ismert az ABBA, Céline Dion, Cliff Richard, Julio Iglesias, Loreen, a Måneskin, Ofra Haza, Olivia Newton-John és Rosa Linn is. Emellett a világ legismertebb dalainak első nemzetközi bemutatkozására is az Eurovíziós Dalfesztivál színpadán került sor.
A versenyt általában a popzene fellegvárának tartják, azonban a szereplő dalok stílus tekintetében széles skálán mozognak. Van köztük arab, balkáni, északi, görög, latin, metal, pop-rap, rap, rock, dance és népzene is. Habár az évek alatt hatalmas népszerűségre tett szert a verseny nem csak a részt vevő országokban, sokszor éri kritika a művészi értékek hiányossága, és az időről időre felerősödő politikai befolyás miatt. Többen aggodalmukat fejezték ki azzal kapcsolatban, hogy minden évben torzít a végeredményen, hogy a kultúrpolitikailag barátinak tartott országok egymás dalait favorizálják, míg az egymással konfliktusban álló nemzetek egyáltalán nem értékelik a másik produkcióját. Előfordult már, hogy ilyen vitás nemzetközi kapcsolatok miatt az utolsó pillanatban döntött a versenytől való távolmaradás mellett egy ország, de volt példa arra is, hogy cenzúrázták a közvetítés bizonyos részeit politikai okokból, vagy éppen egy politikai állásfoglalás miatt zártak ki egy tévétársaságot a versenyből. Hasonlóképpen érte kritika az Eurovíziós Dalfesztivált, hogy sokszor a művészi értékek helyett a megkapó, túlságosan kidolgozott színpadi produkciók vannak favorizálva a szavazás során. Az Eurovíziókon népszerűvé vált a giccs, a folk és nemzetközi stílusok zenei keveredése. A dalfesztivál megjelenik az LMBTQ+ kultúra részeként is, ami a nagy és aktív rajongótábornak, valamint a világ popkulturális befolyásának tudható be. Az évek során a dalfesztivál kinőtte magát egy egyszerű televíziós kísérletből, és egy óriási méretű nemzetközi intézménnyé vált. Európa legtöbb országa részt vett már legalább egyszer a fesztiválon, és az Eurovízió (Eurovision) szó ismert lett az egész kontinensen. A verseny népszerűségén felindulva több hasonló rendezvényt hoztak létre, akár az EBU szervezésében (Junior Eurovíziós Dalfesztivál, Eurovíziós Kórusverseny, Fiatal Zenészek Eurovíziós versenye, Fiatal Táncosok Eurovíziós versenye), akár külső szervezetek által. Az EBU több speciális eseményt, gálaműsort is szervezett az egyes évfordulók megünneplésére vagy a verseny elmaradása miatti helyettesítésként.
A dalfesztivált Magyarországon évekig a Magyar Televízió M1-es, vagy M2-es csatornája közvetítette. Habár 2010-ben nem volt magyar résztvevő az akkori versenyen, a Duna TV vetítette a műsort, továbbá 2015 és 2019 között a Duna Média tűzte programjára a megújult Duna csatornán, mint az ország nemzeti főadóján. 2020-tól Magyarország nem küld többé versenyzőket a dalfesztiválra, és a műsor közvetítése sem látható a televízióban.

## Történet

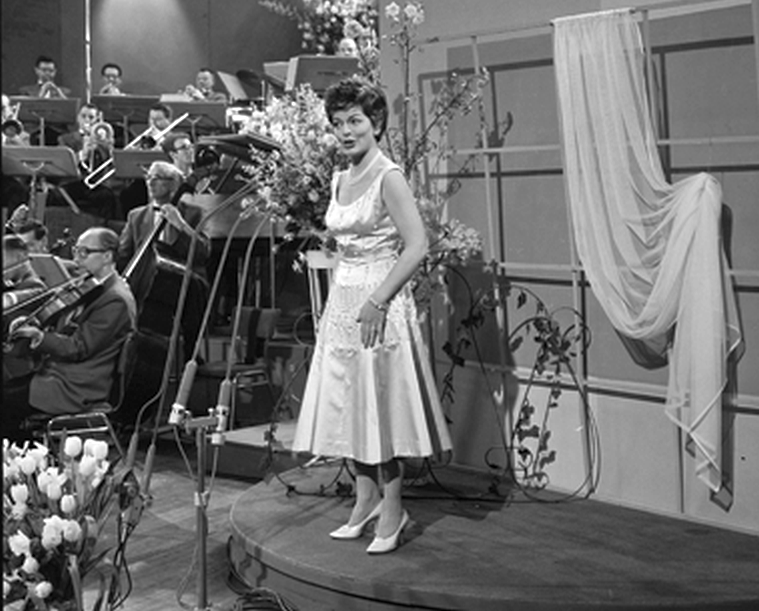
Lys Assia, az első verseny győztesének fellépése az 1958-as Eurovíziós Dalfesztiválon

Az Eurovíziós Dalfesztivált azzal a szándékkal hozták létre, hogy a második világháborút követő években a határokon átívelő televíziós közvetítések segítségével előmozdítsák az európai országok közötti együttműködést, amely az Európai Műsorsugárzók Uniójának 1950-es megalapításával kezdődött. Magát az Eurovízió szót először 1951-ben George Campey, brit újságíró használta a London Evening Standard-ben, amikor arra utalt, hogy a BBC egyik műsorát a holland televízió is közvetítette.
Az 1950-es évek elején több, az Eurovíziós Hálózaton keresztül nemzetközileg közvetített eseményt követően – köztük volt többek között 1953-ban II. Erzsébet brit királynő megkoronázása – megalakult az EBU bizottsága Marcel Bezençon vezetésével. 1955 januárjában a tagsággal rendelkező műsorszolgáltatók közötti új együttműködési lehetőségeket elemezték, és további tanulmányozásra jóváhagyták az európai dalversenyt a RAI menedzsere, Sergio Pugliese által eredetileg javasolt ötlet alapján. Az EBU közgyűlése 1955 októberében hozzájárult a dalverseny megszervezéséhez European Grand Prix (magyarul: Európai Nagydíj) munkacímmel, és elfogadta a svájci delegáció javaslatát, hogy a rendezvényt Luganoban rendezzék meg 1956 tavaszán. A verseny kezdeti tervezésének az 1951 óta megrendezett olasz Sanremói Dalfesztivál szolgált alapjául, számos módosítással és kiegészítéssel, tekintettel a verseny nemzetközi jellegére. A műsort egyben az élő televíziós közvetítés technikai kísérleteként is tekintették: akkoriban sok ország összekapcsolása egy széles körű nemzetközi hálózatban ambiciózus elképzelésnek számított. A műholdas televíziós sugárzás még nem létezett, és az úgynevezett Eurovíziós Hálózat földi mikrohullámú adók hálózatából állt.
Az első versenyen, 1956. május 24-én hét ország vett részt; mindegyik két dalt küldve be, így összesen 14 dal hangzott el. Ez volt az egyetlen alkalom, amikor országonként több dal nevezése is megengedett volt, 1957 óta az összes dalfesztiválon egy dalt indíthat minden ország. A győztese a házigazda Svájcot képviselő Lys Assia által előadott Refrain című dal volt. Az első versenyen a szavazás zárt ajtók mögött zajlott, és csak a győztest hirdették ki a színpadon. 1957 óta használnak eredményjelző táblát, és ezóta hirdetik ki nyilvánosan a szavazás eredményét, melyet a BBC Festival of British Popular Songs című nemzeti dalválasztó műsora inspirált. 1958-ban vette kezdetét az a hagyomány, hogy a következő évi verseny házigazdája az előző győztes ország lesz. Ez a tradíció azóta a rendezvény állandó elemévé vált. A dalfesztivált a technológiai fejlődés folyamatosan alakította: 1968-ban először közvetítették színesben a versenyt, 1985-ben már műholdon, majd 2000-ben streamingen keresztül is elérhető volt. A szélesvásznú, 16:9 oldalarányú közvetítés 2005-ben kezdődött el, ezt követően 2007-ben HD felbontásban is látható volt a dalfesztivál. A legutóbbi technikai előrelépés 2022-ben, az UHD minőségű műsorfolyam tesztelése volt.

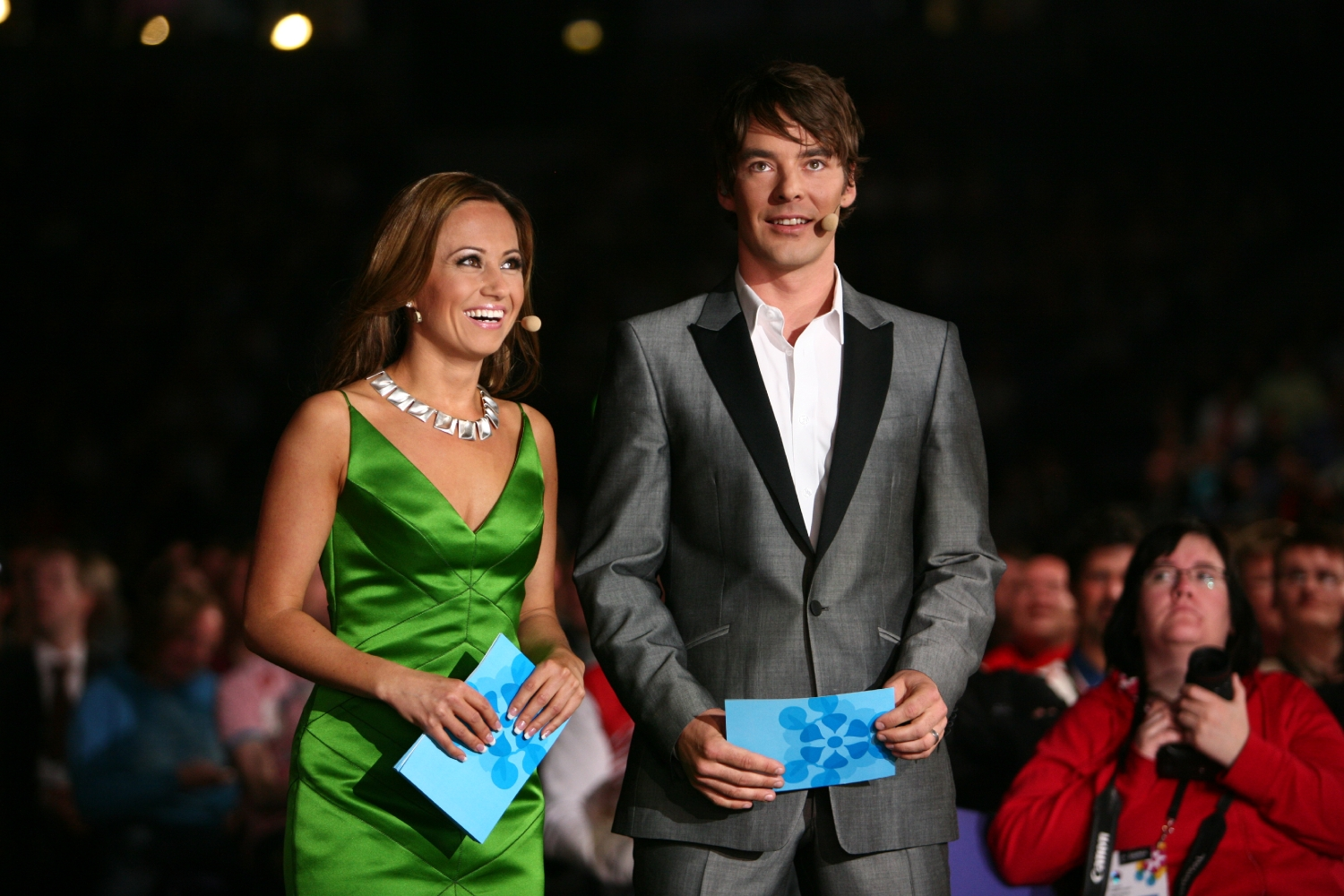
Jaana Pelkonen és Mikko Leppilampi a 2007-es Eurovíziós Dalfesztivál műsorvezetői a döntő egyik próbáján (Helsinki, Finnország)

Az 1960-as években átlagosan 16 és 18 között volt a részt vevő országoknak a száma minden évben. Országok Európa földrajzi határain túlról is elkezdtek érdeklődni a dalfesztivál iránt, így az 1970-es és 1980-as években délnyugat-ázsiai és észak-afrikai nemzetek is csatlakoztak. A hidegháború utáni változások következtében a kelet-közép-európai térségből érkeztek először új résztvevők az 1990-es években. Az 1993-as Eurovíziós Dalfesztivál előtt hét újonnan csatlakozni szándékozó ország számára külön előkvalifikációs fordulón kellett részt venni, valamint 1994-ben bevezették a leminősítés rendszerét, amit a versenyző országok számának szinten tartása miatt vezettek be, és a leggyengébb teljesítményt nyújtó országok nem vehettek részt a következő évi versenyen. 2004-től a verseny többnapos eseménnyé bővült, a 49. Eurovíziós Dalfesztivál elődöntőjében már minden érdeklődő ország versenyezhetett, és 2008-tól egy második elődöntő is bekerült a programba.
2025-ig 69 versenyt rendeztek meg, így az Eurovíziós Dalfesztivál a leghosszabb ideje futó évente megrendezett nemzetközi televíziós zenei verseny lett, mely ezzel az eredménnyel a Guinness Rekordok Könyvébe is bekerült. A versenyt a világ egyik legrégebben futó televíziós műsoraként és a világ legnézettebb nem sport témájú műsorai közé sorolják. Összesen 52 ország vett részt legalább egy versenyen; rekordszámú, 43 ország versenyzett a 2008-as, a 2011-es és a 2018-as Eurovíziós Dalfesztiválon. Ausztrália lett az első EBU tagsággal nem rendelkező ország, akiket a szervezők a 60. Eurovíziós Dalfesztiválra hívtak meg versenyzőként. Habár eredetileg csak egyszeri alkalomnak indult a részvételük, az országot a következő években újra meghívták, és ezt követően a verseny szervezői a későbbiekben is biztosították a részvételüket.
A dalfesztivált idáig minden évben megrendezték 2020 kivételével, amikor a Covid19-pandémia miatt a szervezők úgy döntöttek, hogy azt nem tartják meg. A vírus európai terjedése okozta bizonytalanság, és a résztvevő országok kormányai által bevezetett különféle korlátozások miatt nem lehetett a rendezvényt megtartani; helyette egy gálaműsort készítettek a szervezők, Eurovision: Europe Shine a Light címmel, amely egy nem kompetitív jellegű adás volt – egy tisztelgés a 2020-as verseny előadói és dalai előtt.

### A verseny elnevezése

Az első, 1956-os Eurovíziós Dalfesztivál logója

Az évek során a verseny leírására használt név, és a hivatalos logó is folyamatosan változott, fejlődött. Az első versenyeket franciául Grand Prix Eurovision de la Chanson Européenne néven, angolul pedig Eurovision Song Contest Grand Prix néven készítették el, mindegyik résztvevő ország nyelvén hasonló fordításokkal. Az angol elnevezésből 1968-ban került ki a Grand Prix végződés, míg a ma is használt francia Concours Eurovision de la Chanson nevet 1973-ban használták először. Magyarországon jellemzően az Eurovíziós Dalfesztivál, vagy az Eurovíziós Dalverseny elnevezést használták, de a rendszerváltás előtti években volt rá példa, hogy Eurovíziós Táncdalfesztiválként, Az Eurovízió dalaként, vagy az Eurovízió Grand Prix műsoraként hivatkoztak rá. A Magyar Televízió és később a MTVA a dalfesztivál megnevezést preferálta, egyedül 2007 és 2009 között volt használatban az eredeti fordítással megegyező dalverseny elnevezés.
A dalfesztivál hivatalos szabálya előírja, hogy a név különböző fordításait a nemzeti hagyományoktól, és a márka ismertségétől függően lehet használni, de mindig a Eurovision Song Contest hivatalos elnevezést részesítik előnyben. A verseny nevét angolul általában a Eurovision rövidítéssel használják, a belső dokumentumokban pedig ESC rövidítéssel emlegetik. Az Eurovíziós Hálózatot használják más hír- és sportprogramok nemzetközi közvetítésére is az EBU által szervezett egyéb programok mellett, azonban a dalfesztivál magasan a legnagyobb profilú ezek közül, és régóta az Eurovízió név köznyelvi szinonimája lett.
Mindössze négy alkalommal fordult elő, hogy a verseny hivatalos logójához használt név nem az angol vagy a francia volt: az olaszok 1965-ben a Gran Premio Eurovisione della Canzone, 1991-ben pedig a Concorso Eurovisione della Canzone nevet használták, míg a hollandok 1976-ban és 1980-ban-ban az Eurovisiesongfestival név alatt tartották meg a rendezvényt.

## Formátum

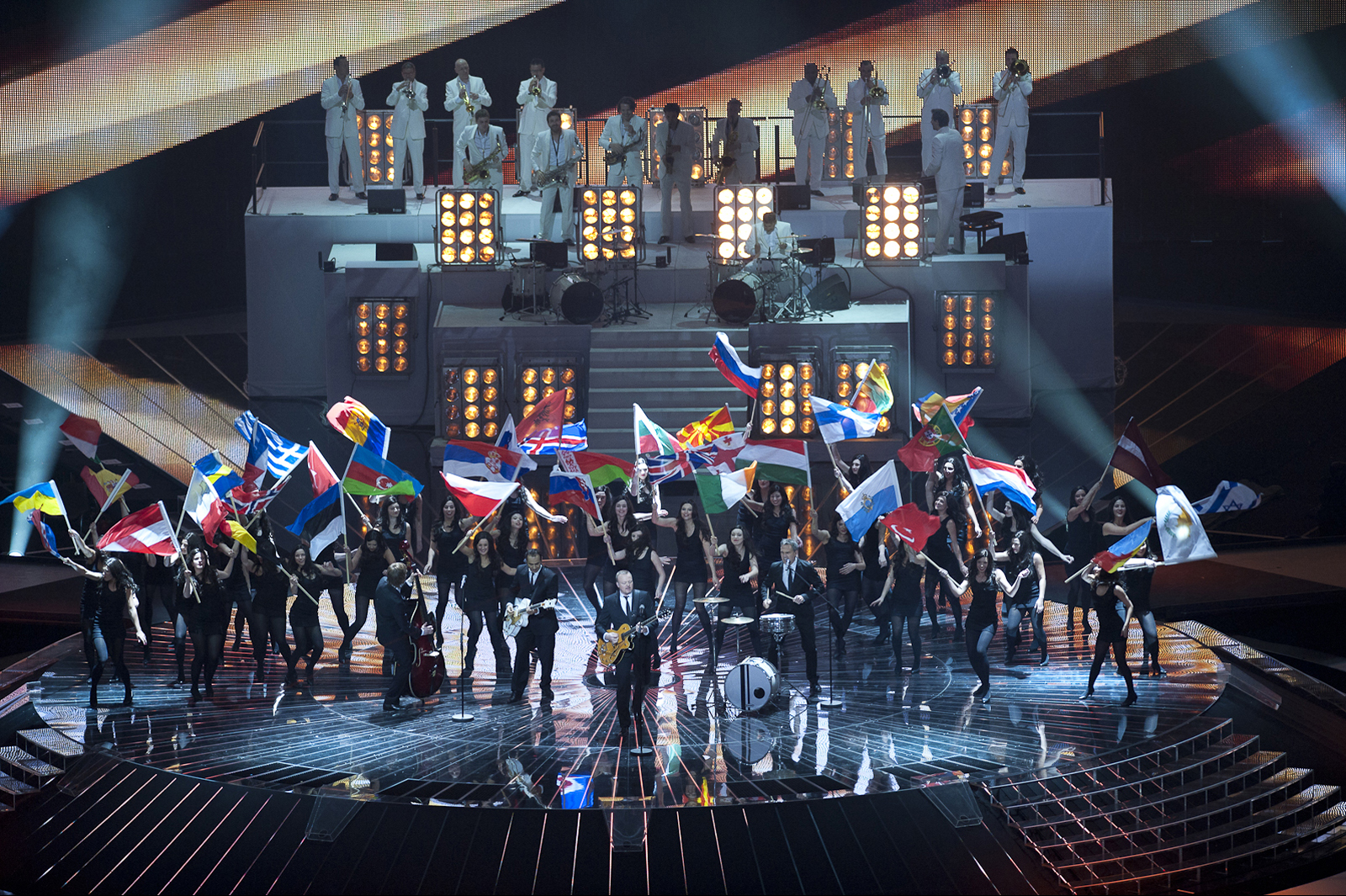
A 2011-es Eurovíziós Dalfesztivál döntőjének nyitó száma (Düsseldorf, Németország)

A résztvevő országokat képviselő eredeti, új dalokat élő televíziós műsorban adják elő, amelyet az Eurovíziós és Eurorádió hálózaton közvetítenek egyidejűleg minden országban élőben. Egy országot, mint résztvevőt az adott ország egyik televíziós műsorszolgáltatója képviseli, amely tagja az Európai Műsorszugárzók Uniójának, és jellemzően ez a nemzeti közszolgálati műsorszolgáltató szervezet. A dalfesztivált az egyik résztvevő ország állítja színpadra, és a kiválasztott rendező város egyik rendezvényközpontjából sugározzák. 2008 óta minden verseny jellemzően három, egy héten át tartó élő televíziós műsorból áll: kedden és csütörtökön két elődöntőt rendeznek, majd szombaton egy döntőt. Minden részt vevő ország a két elődöntő egyikében indul, kivéve az adott évi verseny rendező országát és a verseny legnagyobb pénzügyi támogatóit, az úgynevezett „Öt Nagy”-ot – az Egyesült Királyság, Franciaország, Németország, Olaszország és Spanyolország. A fennmaradó országok a két elődöntő között oszlanak meg, és mindegyikben a tíz legmagasabb pontszámot elért dal jut tovább a legjobb 26 ország közé a döntőbe.
Minden adás jellemzően a nyitó produkciókkal kezdődik, amely meghívott művészek zenés és/vagy táncos előadásaiból áll. Ez jellemzően hozzájárul az adott év eseményéhez kialakított egyedi témához és identitásához. 2013 óta a verseny döntőjének nyitánya egy zászlós bevonulást is magában foglal, ahol a versenyző művészek országuk zászlóival lépnek színpadra, hasonlóan az olimpiai játékokon a sportolók bevonulásához. A nézőket egy vagy több műsorvezető köszönti, akik a legfontosabb hírekkel és információkkal szolgálnak a műsor során, interjúkat készítenek a ’’green room’’ versenyzőivel, és angolul és franciául vezénylik le a szavazást. A versenyzők egymás után lépnek fel és miután az összes dalt előadták, a nézőket felkérik, hogy szavazzanak kedvenc előadásukra – kivéve a saját hazájuk előadását – telefonon, SMS-ben vagy a hivatalos eurovíziós applikáción keresztül. 2023-tól a nem részt vevő országokban is lehetőség van szavazni online a dalokra. A döntőben a közönségszavazás a végeredménynek az 50%-át teszi ki, valamint a másik felét az egyes országok zeneipari szakembereiből álló zsűri határozza meg. Az elődöntők továbbjutóiról csak a közönségszavazás dönt. A szavazási szünetben vendégelőadók lépnek fel; itt több alkalommal a rendező ország ismert személyiségei vagy nemzetközileg elismert zenészek mutatkoznak be. A szavazás eredményét ezt követően hirdetik ki; az elődöntőben véletlenszerű sorrendben kihirdetik a közönségszavazáson tíz legmagasabb helyezést elért országot. (A teljes, részletes eredményeket nem hozták nyilvánosságra.) A döntőben a műsorvezetők egyesével kapcsolják a részt vevő országok szóvivőit, akik kihirdetik a zsűrijük legmagasabb pontszámát. A közönségszavazás eredményét ezt követően a műsorvezetők hirdetik ki. Az elődöntőkből a továbbjutó előadókat, valamint a döntőben a győztes delegációt visszahívják a színpadra ezt követően. A döntőben egy trófeával jutalmazzák a győztes előadókat és a dalszerzőket, az előző év győztese pedig átadja a trófeát, majd a győztes dalt ismételten előadják. A verseny részletes eredményét, beleértve a zsűri és a közönségszavazás eredményeit külön-külön, a döntő vége után közzéteszik az interneten. A győztes ország résztvevő műsorszolgáltatója hagyományosan a következő évi rendezvény megszervezésének a lehetőségét is megkapja ekkor.
A közvetítések előtt játszott főcímzene a Marc-Antoine Charpentier Te Deum-jának prelúdiuma.

### Kiválasztási módszerek

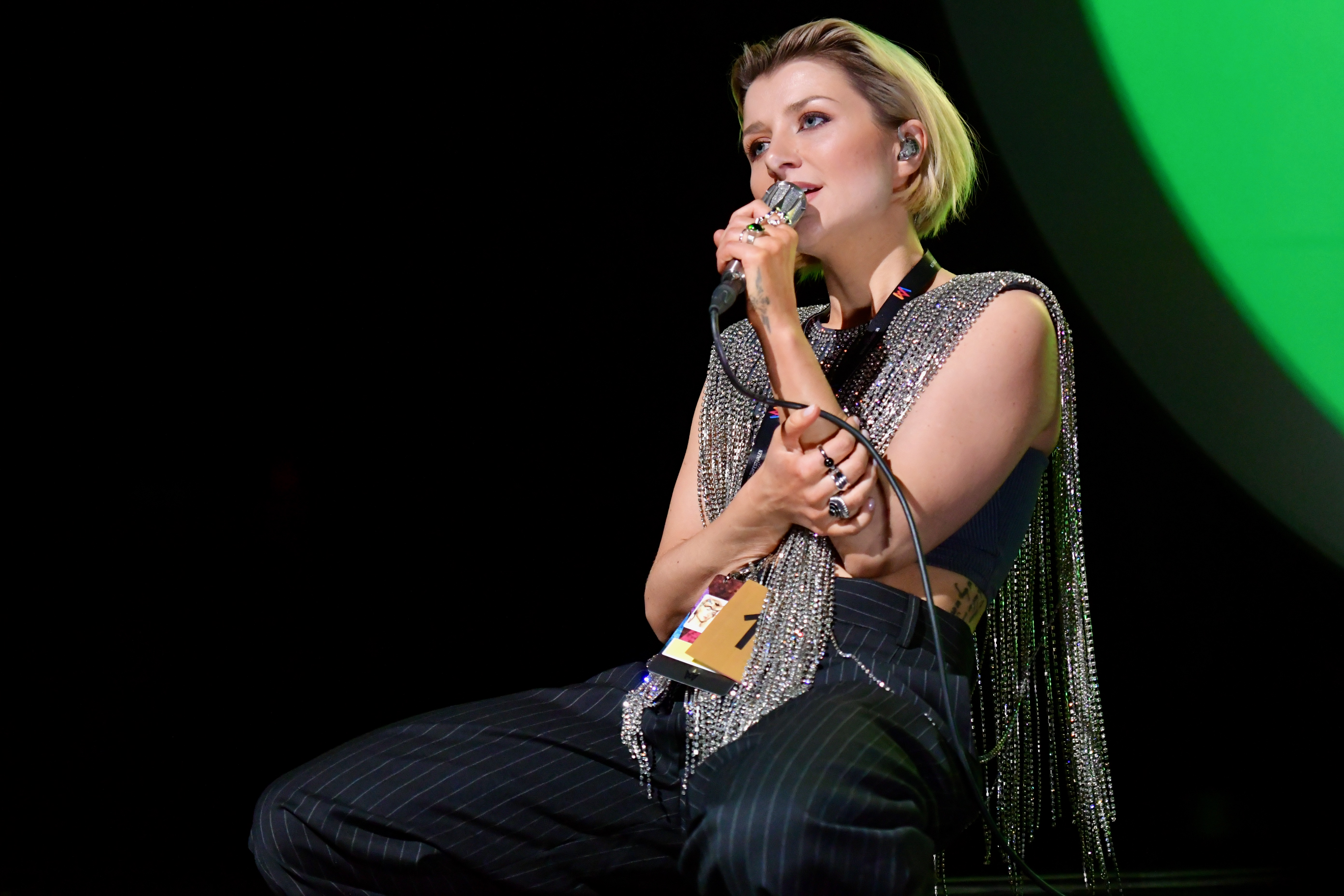
Cornelia Jakobs a 2022-es Melodifestivalen győztese

Minden országnak be kell küldenie egy dalt a részvétel évében. Egyetlen kivétel ez alól az első dalfesztivál volt, amire mindegyik ország két dalt küldött be. Szabály tiltja az adott verseny előtti szeptember 1-je előtt kereskedelmi forgalomba bocsátott, vagy sugárzott dalok beküldését. E szabály célja biztosítani, hogy csak teljesen új dalokat lehessen indítani, így olyan szerzeményekkel nem lehet nevezni, amelyek már nagy sikereket értek el a dalfesztivál előtt.
Minden részt vevő műsorszolgáltató saját belátása szerint dönthet arról, hogy milyen eljárást alkalmaz a dalfesztiválon való énekesének kijelölésére. A résztvevők kiválasztásának tipikus módszerei közé tartozik:
- a nyilvános telefonos szavazással egybekötött nemzeti dalválasztó műsor megrendezése
- a belső kiválasztás, melynek során a műsorszolgáltató által kijelölt zsűri dönt az előadóról és a dalról, valamint
- a vegyes kiválasztási formátum, ahol bizonyos döntéseket belsőleg hoznak meg, míg másokban a közönséget is belevonják a folyamatba.[48]

Az EBU a közönség bevonásával megrendezett válogatóműsorok megrendezését támogatja, hiszen ez nagyobb nyilvánosságot biztosít magának a dalfesztiválnak is. Ezeket a versenyeket jellemzően nemzeti döntőknek nevezik.
Néhány ország nemzeti döntője legalább akkora nézettségű – ha nem nagyobb –, mint maga az Eurovíziós Dalfesztivál. A legsikeresebb nemzeti dalválasztó műsorok közé tartozik a svéd Melodifestivalen, amelyet először 1959-ben rendeztek meg, és ma Svédország egyik legnézettebb tévés produkciója minden évben. Népszerű válogatóműsornak számít még a norvég Melodi Grand Prix, a dán Dansk Melodi Grand Prix, az észt Eesti Laul, a horvát Dora vagy a spanyol Benidorm Fest. Az olaszoknál egy nem kifejezetten eurovíziós nemzeti döntőként szolgáló műsor, a Sanremói Dalfesztivál győztese kapja meg a lehetőséget, hogy részt vegyen az adott évi versenyen. Magyarországon 2012 és 2019 között A Dal című műsor szolgált az ország indulójának kiválasztására minden évben.
A kiválasztási módszertől függetlenül az előadók és a versenydal részletes adatait véglegesíteni kell, és az EBU-nak elküldeni a megadott határidő előtt, ami jellemzően minden évben március közepén szokott lenni.

## Részvétel

Az Európai Műsorsugárzók Uniójának közvetítési területe, pirossal jelölve

Országok, melyek már legalább egyszer részt vettek
Országok, melyek még egyszer sem vettek részt
Országok, amelyek jelezték részvételi szándékukat, de mégsem indultak el
EBU-tagországok, melyek korábban más ország részeként vettek részt a versenyen, de független országként még nem

Az Eurovíziós Dalfesztivál részt vevő országai, debütálásuk évtizede szerint

Az Európai Műsorsugárzók Uniójának aktív tagjai (ellenben a társult tagokkal) jogosultak a dalfesztiválon való részvételre. Aktív tagok azok, akik az Európai Sugárzási Területhez (European Broadcasting Area) tartoznak, vagy az Európa Tanács tagállamai. Az aktív tagok közé tartoznak azok a médiaszervezetek, amelyek adásai elérhetőek a saját országuk azon háztartásainak legalább 98%-ban, amelyek képesek a televízióadások vételére. A szervezet társult tagsággal rendelkező műsorszolgáltatói jogosultak lehetnek a versenyen való részvételre, ha azt a verseny Referenciacsoportja jóváhagyja.
Az Európai Sugárzási Területet a Nemzetközi Távközlési Egyesület úgy határozta meg, hogy az ITU 1. régiójának a nyugati határától a keleti hosszúság 40°-ig terjedő földrajzi területet foglalja magában, valamint az északi szélesség 30° határolja délről. Örményország, Azerbajdzsán és Grúzia, valamint Irak, Jordánia, Szíria, Törökország és Ukrajna e határokon kívül eső területei is az Európai Sugárzási Területhez tartoznak. Megjegyzendő, hogy a részvételi alkalmasság nem függ Európán belüli földrajzi elhelyezkedéstől, a névben szereplő Euro név ellenére, és nincs semmi köze az Európai Unióhoz. A versenyen való részvétel így nem korlátozódik csupán Európa országaira, mivel több olyan állam is részt vehet, amelyek földrajzilag kívül esnek a kontinens határain, vagy amelyek több kontinensen helyezkednek el egyszerre. Ezen országok részt vettek a korábbi versenyeken is, köztük olyan nyugat-ázsiai országok, mint Izrael vagy Ciprus, vagy amelyek Európában és Ázsiában egyszerre helyezkednek el, mint például Oroszország és Törökország, valamint az észak-afrikai országok, mint például Marokkó. Ausztrália lett az első olyan ország, amely 2015-ben meghívást kapott az Európai Sugárzási Területen kívülről a verseny Referenciacsoportja által.
Az EBU-tagoknak, akik részt kívánnak venni a versenyen, meg kell felelniük a versenyszabályzatban meghatározott feltételeknek, amelyekről évente újabb változatokat készítenek el. Egy versenyen legfeljebb 44 ország vehet részt. A műsorszolgáltatóknak előzetesen be kell fizetniük az éves részvételi díjat az EBU felé a szabályzatban meghatározott határidőig, amennyiben részt kívánnak venni a soron következő dalfesztiválon. Ez a díj országonként eltérő, annak méretétől és a potenciális nézőközönségtől függően.
Eddig ötvenkét ország szerepelt legalább egyszer az Eurovíziós Dalfesztiválokon. Ezek a következők (az első részvétel éve szerint sorba rendezve):
| Év   | Ország             |
| ---- | ------------------ |
| 1956 | Belgium            |
| 1956 | Franciaország      |
| 1956 | Luxemburg          |
| 1956 | Hollandia          |
| 1956 | Németország        |
| 1956 | Olaszország        |
| 1956 | Svájc              |
| 1957 | Ausztria           |
| 1957 | Dánia              |
| 1957 | Egyesült Királyság |
| 1958 | Svédország         |
| 1959 | Monaco             |
| 1960 | Norvégia           |
| 1961 | Finnország         |
| 1961 | Jugoszlávia        |
| 1961 | Spanyolország      |
| 1964 | Portugália         |
| 1965 | Írország           |

| Év   | Ország              |
| ---- | ------------------- |
| 1971 | Málta               |
| 1973 | Izrael              |
| 1974 | Görögország         |
| 1975 | Törökország         |
| 1980 | Marokkó             |
| 1981 | Ciprus              |
| 1986 | Izland              |
| 1993 | Bosznia-Hercegovina |
| 1993 | Horvátország        |
| 1993 | Szlovénia           |
| 1994 | Észtország          |
| 1994 | Lengyelország       |
| 1994 | Litvánia            |
| 1994 | Magyarország        |
| 1994 | Románia             |
| 1994 | Oroszország         |
| 1994 | Szlovákia           |
| 1998 | Észak-Macedónia     |

| Év   | Ország                |
| ---- | --------------------- |
| 2000 | Lettország            |
| 2003 | Ukrajna               |
| 2004 | Albánia               |
| 2004 | Andorra               |
| 2004 | Fehéroroszország      |
| 2004 | Szerbia és Montenegró |
| 2005 | Bulgária              |
| 2005 | Moldova               |
| 2006 | Örményország          |
| 2007 | Csehország            |
| 2007 | Grúzia                |
| 2007 | Montenegró            |
| 2007 | Szerbia               |
| 2008 | Azerbajdzsán          |
| 2008 | San Marino            |
| 2015 | Ausztrália            |

Az Európai Műsorsugárzók Uniójának tagállamai, melyek egyszer sem vettek részt a dalfesztiválon:
- Algéria
- Egyiptom
- Jordánia
- Libanon – majdnem részt vett 2005-ben, de kizárták
- Líbia
- Tunézia – majdnem részt vett 1977-ben, de visszalépett
- Vatikán

### Résztvevők

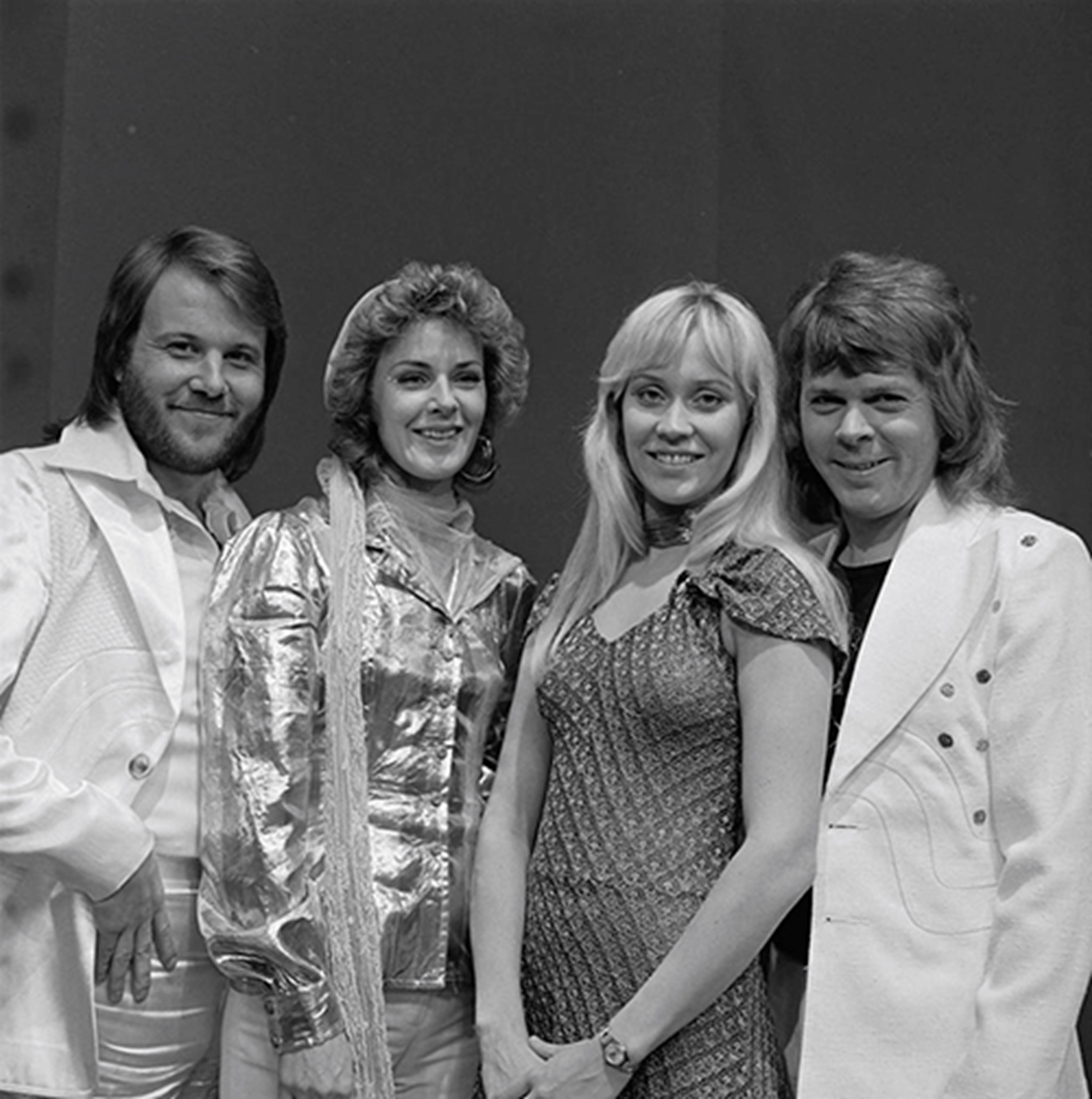
Az ABBA az 1974-es Eurovíziós Dalfesztiválon

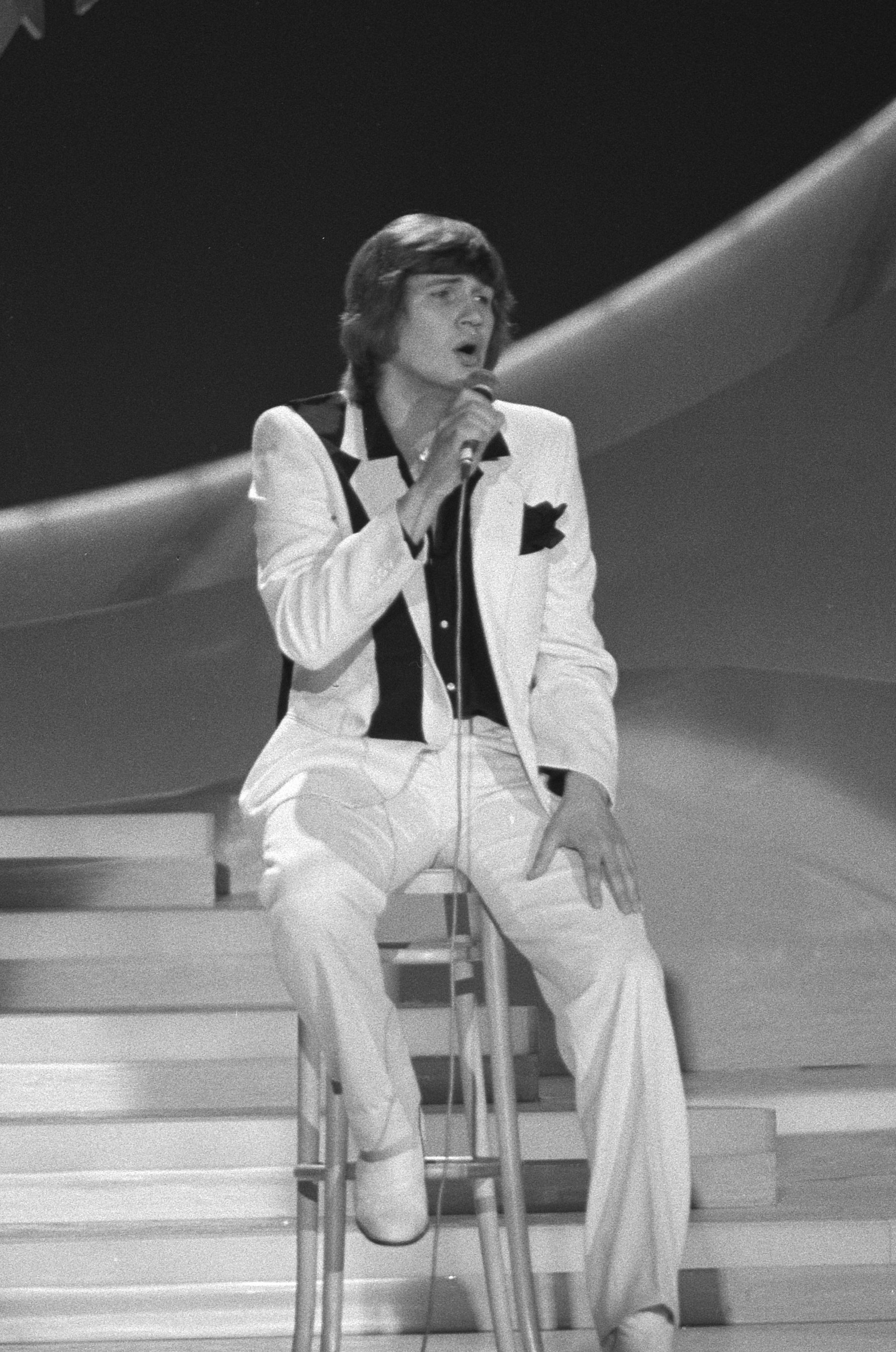
Johnny Logan az első előadó, aki kétszer is megnyerte a dalfesztivált, először 1980-ban (a képen) majd másodszor 1987-ben, valamint 1992-ben ő volt a győztes dal szerzője

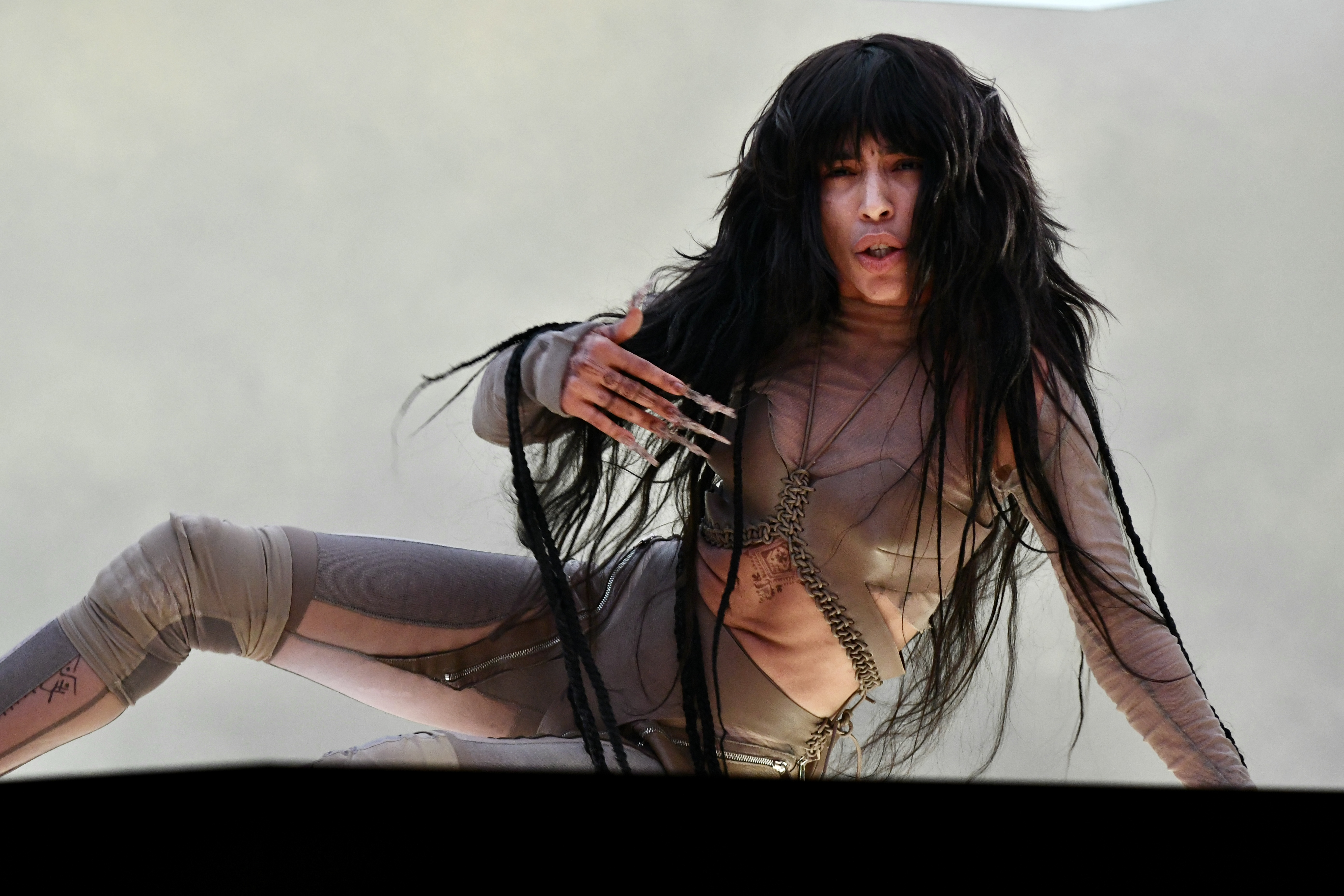
A svéd Loreen, a 2012-es és a 2023-as Eurovíziós Dalfesztivál (a képen) győztese

A versenyt a világhírű előadók karrierjük kiindulópontjának használták, és számos előadó az Eurovíziós Dalfesztivál korábbi résztvevői és győztesei közül is ide tartozik. Az ABBA, az 1974-es Eurovíziós Dalfesztivál svéd győztesei, a becslések szerint 380 millió album- és kislemezeladást rögzítettek, azt követően, hogy a versenyen aratott győzelmük világszerte felkeltette az emberek figyelmét. A győztes dalukból, a Waterlooból több mint ötmillió példányt értékesítettek világszerte. Céline Dion svájci győzelme az 1988-as versenyen elősegítette a nemzetközi karrierjének beindítását, különösen az angol nyelvű piacokon, és a becslések szerint 200 millió lemezt értékesített világszerte. Julio Iglesias még viszonylag ismeretlen volt, amikor Spanyolországot képviselte az 1970-es Eurovíziós Dalfesztiválon, és a negyedik helyen végzett. Az eurovíziós szereplését világsiker követte, és a becslések szerint 100 millió lemezt adott el pályafutása során. Olivia Newton-John, ausztrál énekesnő képviselte az Egyesült Királyságot 1974-ben, aki a negyedik helyen végzett az ABBA mögött, de becslések szerint 100 millió lemezt adott el, négy Grammy-díjat is nyert, valamint megkapta a Grease című filmmusical női főszerepét.
Számos olyan előadó is elindult a versenyen, akik már korábban jelentős sikereket értek el a karrierjükben. Ide tartozik a győztesek közül Lulu, Toto Cutugno, a Katrina and the Waves, és a nem győztesek közül Nána Múszhuri, Cliff Richard, a Baccara, Ofra Haza, Umberto Tozzi, Plastic Bertrand, Lara Fabian, Alla Pugacheva, a t.A.T.u, a Las Ketchup, Patricia Kaas, a Blue, Engelbert Humperdinck, Bonnie Tyler, Flo Rida a Måneskin, a The Rasmus és Olly Alexander. Számos jól ismert zeneszerző és szövegíró írt dalokat a dalfesztiválra az évek során, többek között Serge Gainsbourg, Pierre Kartner, Goran Bregović, Ralph Siegel, Diane Warren, Andrew Lloyd Webber, Pete Waterman, és Tony Iommi, valamint a produceri munkában vett részt Timbaland és Guy-Manuel de Homem-Christo a Daft Punkból.
Korábbi résztvevők a zenei karrierjük mellett más területeken is alkottak maradandót. Hollandia (és egyben az egész dalfesztivál) első dalának, a De vogels van Hollandnak a szerzője Annie M. G. Schmidt a saját írásaival szerzett világszerte hírnevet, és elnyerte 1988-ban a Hans Christian Andersen-díjat. Az úgynevezett francia "yé-yé lányok", Françoise Hardy és a dalfesztivál luxemburgi győztese, France Gall az 1960-as évek popkultúrájának ismert nevei voltak. Hardy az utcai stílus divatirányzatnak volt az úttörője, valamint a globális Youthquake mozgalom inspirálója volt. A politikai karriert befutó, humanitárius eredményekkel nemzetközi elismerést kivívott személyiségek közé tartozik a verseny 1970-es győztese Dana, aki kétszer volt ír elnökjelölt, valamint tagja az Európai Parlamentnek is; Nána Múszhuri a görög parlament tagja, és az UNICEF jószolgálati nagykövete; a dalfesztivál 2004-es győztese Ruslana az ukrán parlament, a Verhovna Rada tagja, a narancsos forradalom és az Euromajdan tüntetéssorozat egyik szereplője, aki vezető szerepéért és bátorságáért világszerte kitüntetéseket szerzett; valamint a macedón Esma Redžepova politikai pártok tagja, és kétszeres Nobel-békedíj-jelölt volt.
A versenydalok időnként nagy sikert hoznak az eredeti előadók és más előadók számára is, valamint felkerülnek világszerte a legkeresettebb kislemezek listájára a nemzetközi fellépést követően. 1976-ban a győztes Brotherhood of Man Save Your Kisses for Me című dalából több mint hatmillió kislemezt adtak el, többet, mint bármely más nyertes dalból. A Nel blu dipinto di blu című dal, ismertebb néven a Volare, 1958-ban végzett a harmadik helyen Domenico Modugno előadásában, és mindmáig ez az egyetlen eurovíziós dal, amely Grammy-díjat nyert. Sőt, ez volt az első Grammy-vel kitüntetett dal, amely az év albuma és az év dala kategóriában is győzni tudott, és azóta különböző előadók rögzítettek feldolgozásokat belőle. A Billboard Hot 100 élére került az Egyesült Államokban, és összesen több mint 22 millió példányt értékesítettek belőle világszerte. A Mocedades Eres tú című dala, amely az 1973-as Eurovíziós Dalfesztiválon vett részt Spanyolország színeiben a második helyen végzett, az első spanyol nyelvű dal lett, amely bekerült a Billboard Hot 100 legjobb tíz dala közé. A Grammy-díjra jelölt Ooh Aah... Just a Little Bitből, amely 1996-ben a nyolcadik lett, 790 000 lemezt adtak el, és kimagasló sikereket ért el az egész világon, beleértve az első helyet a Brit kislemezlistán, és a tizenkettedik helyet a Billboard Hot 100-on.
Az ezredfordulót követően is számos versenydal lett sikeres. A Euphoria, a svéd Loreen győztes dala 2012-ben Európa-szerte sikereket ért el, és több ország lejátszási listáin első lett, valamint 2014-re a legtöbbet letöltött eurovíziós dal lett. A Francesco Gabbani Occidentali’s Karma című dalához készült videóklip lett az első az eurovíziós dalok közül, amelyet több mint 200 millióan néztek meg a YouTube-on, Mahmood Soldi című dala a legtöbbet streamelt eurovíziós dal lett a Spotify-on, míg az ez évi holland győztes Arcade le nem taszította az első helyről, miután 2020-ban és 2021-ben a dal befutott a TikTokon. Az Arcade ezt követően az első eurovíziós dal lett az Ooh Aah... Just a Little Bit után, és az első eurovíziós győztes dal a Save Your Kisses for Me után, ami a Billboard Hot 100-as listán is szerepelt, itt egészen a harmincadik helyig jutott. A következő nagy áttörést a 2021-es versenyen a Måneskin együttes érte el, akiknek a Zitti e buoni című daluk közvetlenül a győzelmet követően hívta fel magára a világ figyelmét. 2022-ben ugyan nem győzött, de hatalmas sikert ért el a versenyt követően az Örményországot képviselő Snap című dal Rosa Linn előadásában. Miután berobbant a TikTokon, a legtöbb rádió is felvette a kínálatába, és jelenleg ez a második legtöbbet streamelt eurovíziós dal a Spotifyon. 2023-ban a győztes Tattoo című dalt az eurovíziós döntő utáni napon 4 275 290-szer streamelték a Spotify-on, ezzel megdöntve az eurovíziós dalok valaha elért legnagyobb streaming számának rekordját egyetlen nap alatt. A lejátszások száma egy másik rekordot is felállított Loreen számára: ez volt a legtöbb meghallgatás egyetlen nap alatt, amit egy svéd női előadó valaha elért. A dal hatalmas sikereket ért el továbbá több országban is: az Egyesült Királyságban, Finnországban, Franciaországban, Írországban, Lengyelországban, Litvániában, Magyarországon, Németországban, Norvégiában, Oroszországban és Ukrajnában a legjobb tíz közé jutott a hivatalos rádiós lejátszási listákon, és több, mint 27 év után ez volt az első eurovíziós dal, ami két hetet töltött a Brit kislemezlista Top 5-jében.
Johnny Logan Írország színeiben először 1980-ban a What’s Another Year? című dallal győzött, amelyet Shay Healy írt, majd 1987-ben a saját szerzeményével, a Hold Me Now-val végzett az első helyen. Logan volt az Írországot képviselő győztes dal szerzője 1992-ben is, viszont a Why Me?-t már nem ő, hanem Linda Martin adta elő. Ezzel elért három versenygyőzelmet előadóként és zeneszerzőként. A svéd Loreen 2012-ben a Euphoria című dallal győzött, majd 2023-ban a Tattoo-val végzett az első helyen. Ezzel ő lett az első nő és a második előadó, aki kétszer is megnyerte az Eurovíziós Dalfesztivált.
Logan-en kívül további hat dalszerző írt két-két győztes dalt eddig: Brendan Graham (1994 és 1996), Rolf Løvland (1985 és 1995), Peter Boström (2012 és 2023), Thomas G:son (2012 és 2023), Willy van Hemert (1957 és 1959) és Yves Dessca (1971 és 1972). Az elődöntős rendszer bevezetését követően Alexander Rybak lett az első, és eddig egyetlen művész, aki többször is megnyerte az Eurovíziós Dalfesztivál elődöntőit: 2009-ben és 2018-ban is a második elődöntőben végzett az első helyen. Loreen, aki ugyan kétszer is megnyerte az Eurovíziós Dalfesztivált, 2012-ben a második elődöntőben győzni tudott, míg 2023-ban az első elődöntőben a második helyezett lett.
Az Eurovíziós Dalfesztivál különböző nemzeti válogatóműsoraiban több nemzetközi szinten ismert előadó próbálkozott a versenyre való kijutással, azonban voltak olyanok, akiknek ez nem sikerült. Akadt köztük olyan, aki a pályája csúcsán volt, de olyan is, aki már túl volt azon, vagy még csak ezt követően vált szélesebb körökben ismertté. Többek között ide tartozik az Alcazar, Antony Costa, az Army of Lovers, David Bisbal, Dr. Alban, az Eiffel 65, Enya, Fancy, Fiorella Mannoia, ICE MC, Johnny Rotten a Public Image Ltd-vel, a Kazka, Kerli, Loredana Bertè, Maruv, Mohombi, a Nightwish, Oceana, Rita Ora, Thomas Anders, Samantha Mumba, a Scooter, a The Kelly Family, a The Weather Girls, az Unheilig és Vanessa Amorosi.

#### Győztesek

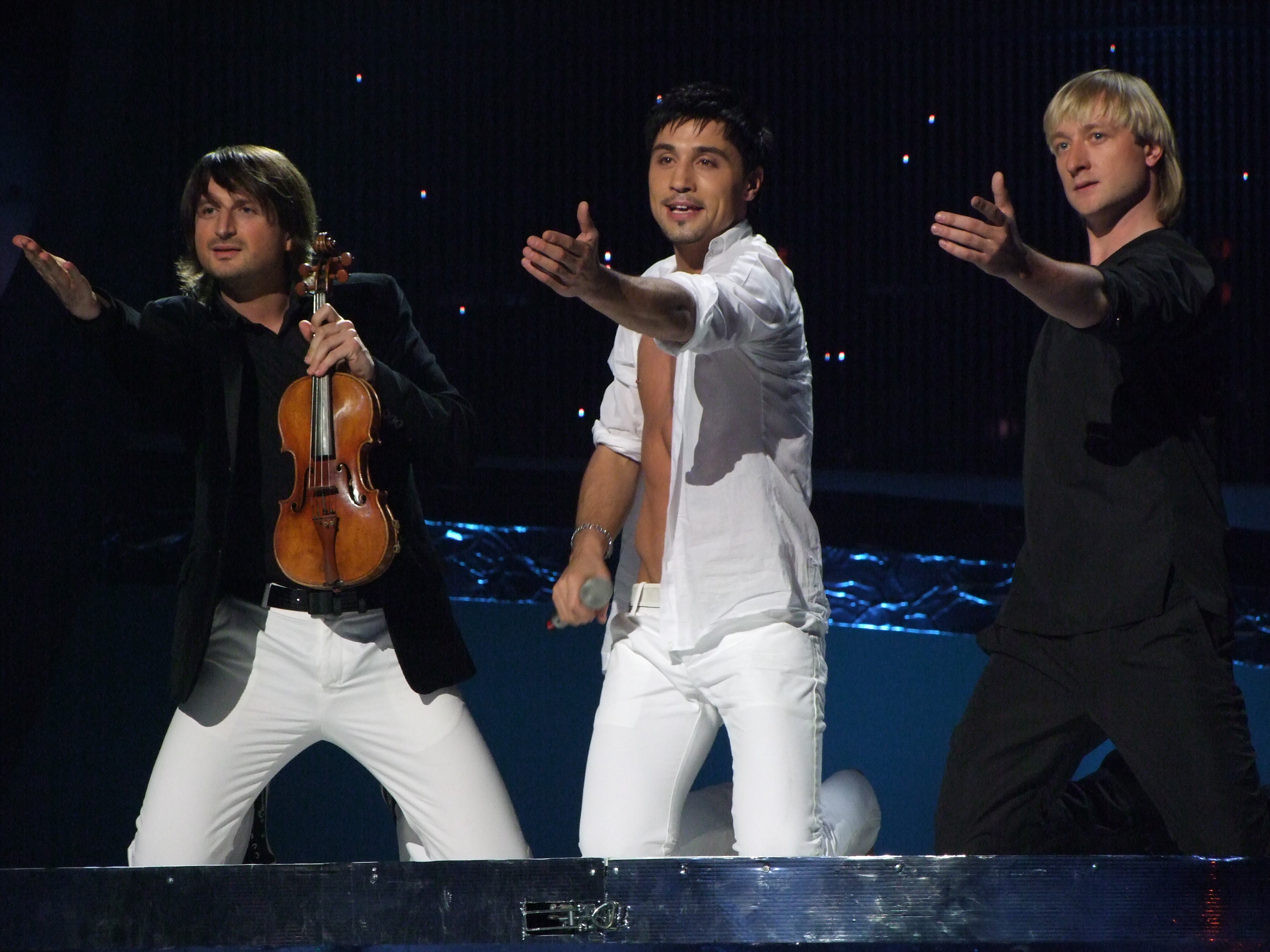
Edvin Marton, Dima Bilan és Jevgenyij Pljuscsenko Belgrádban a 2008-as Eurovíziós Dalfesztiválon szerezték meg Oroszország színeiben hazájuk első és eddigi egyetlen győzelmét

Az Eurovíziós Dalfesztivál megnyerése egyedi alkalmat szolgáltat a győztes művészeknek, hogy a sikerükre, és az őket körülvevő publicitásra alapozva elindítsák vagy kiterjesszék nemzetközi karrierjüket. 2007-ben és 2008-ban a győztesek egy európai Győztesek Turnéján vehettek részt. A nyertes művészek és a dalszerzők egy trófeát kapnak, amely 2008 óta egy szabványos dizájnt követ: egy kézzel készített, homokfúvott, festett üvegtrófea, ami az 1950-es évekbeli mikrofonok alakjában jelenik meg. A díj a svéd székhelyű Kosta Boda műhelyben készül Kjell Engman tervei alapján. A trófeát jellemzően az előző év nyertese adja át; mások, akik korábban átadták a díjat, vagy műsorvezetők, vagy az EBU képviselői, esetleg vezető politikusok voltak. 2007-ben Joulupukki, az eredeti finn Mikulás karaktere adta át a díjat a győztesnek, Marija Šerifovićnak.
A leghíresebb eurovíziós együttes, amely a győzelem után került reflektorfénybe, az ABBA volt: Waterloo című dalukkal 1974-ben, Svédország színeiben megnyerték a dalfesztivált. Az ABBA korának egyik legsikeresebb zenekara lett. Az ő sikerükön felbuzdulva egy évvel később a hasonló felállású holland Teach-In, majd két évvel később a brit Brotherhood of Man vett részt a versenyen, és ők is győztek. Nemzetközi hírnevet és sikert szerzett Céline Dion is, aki 1988-ban Svájc képviseletében nyerte meg a versenyt a Ne partez pas sans moi című dallal. Dion sikerét ugyanakkor nem kötik közvetlenül a dalfesztivál megnyeréséhez, mivel szélesebb körökben csak pár évvel azt követően lett ismert. A többi győztes között vannak ismert művészek, akik a fesztivált a karrierjük közepén nyerték meg, amikor már sikeresek voltak. Néhány művész ugyanakkor az ismeretlenségbe süllyedt, győzelmük óta csekély vagy semmilyen hatást sem gyakorolva a nemzetközi zenei világra, azonban az elmondható, hogy saját hazájában minden győztes nagy karriert futott be, és évekkel később is tömegek ismerték nem csak az előadót, de az Eurovízió-győztes dalát is.

Az Eurovíziós Dalfesztiválok győzteseit ábrázoló térkép. A színek a győzelmek számát jelölik.

| Év   | Ország                            | Előadó                                | Dal                               | Szerző(k)                                                                                         | Karmester           | Forrás  |
| ---- | --------------------------------- | ------------------------------------- | --------------------------------- | ------------------------------------------------------------------------------------------------- | ------------------- | ------- |
| 1956 | Svájc                             | Lys Assia                             | Refrain                           | Géo Voumard Émile Gardaz                                                                          | Fernando Paggi      | [ 144 ] |
| 1957 | Hollandia                         | Corry Brokken                         | Net als toen                      | Guus Jansen Willy van Hemert                                                                      | Dolf van der Linden | [ 145 ] |
| 1958 | Franciaország                     | André Claveau                         | Dors, mon amour                   | Hubert Giraud Pierre Delanoë                                                                      | Franck Pourcel      | [ 146 ] |
| 1959 | Hollandia                         | Teddy Scholten                        | Een beetje                        | Dick Schallies Willy van Hemert                                                                   | Dolf van der Linden | [ 147 ] |
| 1960 | Franciaország                     | Jacqueline Boyer                      | Tom Pillibi                       | André Popp Pierre Cour                                                                            | Franck Pourcel      | [ 148 ] |
|      |                                   |                                       |                                   |                                                                                                   |                     |         |
| 1961 | Luxemburg                         | Jean-Claude Pascal                    | Nous les amoureux                 | Jacques Datin Maurice Vidalin                                                                     | Léo Chauliac        | [ 149 ] |
| 1962 | Franciaország                     | Isabelle Aubret                       | Un premier amour                  | Claude-Henri Vic Roland Valade                                                                    | Franck Pourcel      | [ 150 ] |
| 1963 | Dánia                             | Grethe és Jørgen Ingmann              | Dansevise                         | Otto Francker Sejr Volmer-Sørensen                                                                | Kai Mortensen       | [ 151 ] |
| 1964 | Olaszország                       | Gigliola Cinquetti                    | Non ho l’età                      | Nicola Salerno Mario Panzeri                                                                      | Gianfranco Monaldi  | [ 152 ] |
| 1965 | Luxemburg                         | France Gall                           | Poupée de cire, poupée de son     | Serge Gainsbourg                                                                                  | Alain Goraguer      | [ 153 ] |
| 1966 | Ausztria                          | Udo Jürgens                           | Merci, Chérie                     | Udo Jürgens Thomas Hörbiger                                                                       | Hans Hammerschmid   | [ 154 ] |
| 1967 | Egyesült Királyság                | Sandie Shaw                           | Puppet on a String                | Bill Martin Phil Coulter                                                                          | Kenny Woodman       | [ 155 ] |
| 1968 | Spanyolország                     | Massiel                               | La, la, la                        | Manuel de la Calva Ramón Arcusa                                                                   | Rafaele Ibarbia     | [ 156 ] |
| 1969 | Egyesült Királyság                | Lulu                                  | Boom Bang-a-Bang                  | Alan Moorhouse Peter Warne                                                                        | Johnny Harris       | [ 157 ] |
| 1969 | Franciaország                     | Frida Boccara                         | Un jour, un enfant                | Émile Stern Eddy Marnay                                                                           | Franck Pourcel      | [ 158 ] |
| 1969 | Hollandia                         | Lenny Kuhr                            | De troubadour                     | David Hartsema Lenny Kuhr                                                                         | Frans de Kock       | [ 159 ] |
| 1969 | Spanyolország                     | Salomé                                | Vivo cantando                     | María José de Cerato Aniano Alcalde                                                               | Augusto Algueró     | [ 160 ] |
| 1970 | Írország                          | Dana                                  | All Kinds of Everything           | Derry Lindsay Jackie Smith                                                                        | Dolf van der Linden | [ 161 ] |
|      |                                   |                                       |                                   |                                                                                                   |                     |         |
| 1971 | Monaco                            | Séverine                              | Un banc, un arbre, une rue        | Jean-Pierre Bourtayre Yves Dessca                                                                 | Jean-Claude Petit   | [ 162 ] |
| 1972 | Luxemburg                         | Vicky Leandros                        | Après toi                         | Leo Leandros Klaus Munro Yves Dessca                                                              | Klaus Munro         | [ 163 ] |
| 1973 | Luxemburg                         | Anne-Marie David                      | Tu te reconnaîtras                | Claude Morgan Vline Buggy                                                                         | Pierre Cao          | [ 164 ] |
| 1974 | Svédország                        | ABBA                                  | Waterloo                          | Benny Andersson Björn Ulvaeus Stig Anderson                                                       | Sven-Olof Walldoff  | [ 165 ] |
| 1975 | Hollandia                         | Teach-In                              | Ding-A-Dong                       | Dick Bakker Will Luikinga Eddy Ouwens                                                             | Harry van Hoof      | [ 166 ] |
| 1976 | Egyesült Királyság                | Brotherhood of Man                    | Save Your Kisses for Me           | Tony Hiller Lee Sheriden Martin Lee                                                               | Alyn Ainsworth      | [ 167 ] |
| 1977 | Franciaország                     | Marie Myriam                          | L’oiseau et l’enfant              | Jean-Paul Cara Joe Gracy                                                                          | Raymond Donnez      | [ 168 ] |
| 1978 | Izrael                            | Izhar Cohen és az Alphabeta           | A-Ba-Ni-Bi                        | Nurit Hirs Ehud Manor                                                                             | Nurit Hirs          | [ 169 ] |
| 1979 | Izrael                            | Gali Atari & Milk and Honey           | Hallelujah                        | Kobi Osrat Simrit Orr                                                                             | Kobi Osrat          | [ 170 ] |
| 1980 | Írország                          | Johnny Logan                          | What’s Another Year?              | Shay Healy                                                                                        | Noel Kelehan        | [ 171 ] |
|      |                                   |                                       |                                   |                                                                                                   |                     |         |
| 1981 | Egyesült Királyság                | Bucks Fizz                            | Making Your Mind Up               | Andy Hill John Danter                                                                             | John Coleman        | [ 172 ] |
| 1982 | Németország                       | Nicole                                | Ein bißchen Frieden               | Ralph Siegel Bernd Meinunger                                                                      | Norbert Daum        | [ 173 ] |
| 1983 | Luxemburg                         | Corinne Hermès                        | Si la vie est cadeau              | Jean-Pierre Millers Alain Garcia                                                                  | Michel Bernholc     | [ 174 ] |
| 1984 | Svédország                        | Herreys                               | Diggi-Loo Diggi-Ley               | Torgny Söderberg Britt Lindeborg                                                                  | Curt-Eric Holmquist | [ 175 ] |
| 1985 | Norvégia                          | Bobbysocks!                           | La det swinge                     | Rolf Løvland                                                                                      | Terje Fjærn         | [ 176 ] |
| 1986 | Belgium                           | Sandra Kim                            | J’aime la vie                     | Jean-Paul Furnémont Angelo Crisci Rosario Marino Atria                                            | Jo Carlier          | [ 177 ] |
| 1987 | Írország                          | Johnny Logan                          | Hold Me Now                       | Johnny Logan                                                                                      | Noel Kelehan        | [ 178 ] |
| 1988 | Svájc                             | Céline Dion                           | Ne partez pas sans moi            | Nella Martinetti Atilla Şereftuğ                                                                  | Atilla Şereftuğ     | [ 179 ] |
| 1989 | Jugoszlávia                       | Riva                                  | Rock Me                           | Rajko Dujmić Stevo Cvikić                                                                         | Nikica Kalogjera    | [ 180 ] |
| 1990 | Olaszország                       | Toto Cutugno                          | Insieme: 1992                     | Toto Cutugno                                                                                      | Gianni Madonini     | [ 181 ] |
|      |                                   |                                       |                                   |                                                                                                   |                     |         |
| 1991 | Svédország                        | Carola                                | Fångad av en stormvind            | Stephan Berg                                                                                      | Anders Berglund     | [ 182 ] |
| 1992 | Írország                          | Linda Martin                          | Why Me?                           | Johnny Logan                                                                                      | Noel Kelehan        | [ 183 ] |
| 1993 | Írország                          | Niamh Kavanagh                        | In Your Eyes                      | Jimmy Walsh                                                                                       | Noel Kelehan        | [ 184 ] |
| 1994 | Írország                          | Paul Harrington és Charlie McGettigan | Rock ’n’ Roll Kids                | Brendan Graham                                                                                    | Nem volt karmester  | [ 185 ] |
| 1995 | Norvégia                          | Secret Garden                         | Nocturne                          | Rolf Løvland Petter Skavlan                                                                       | Geir Langslet       | [ 186 ] |
| 1996 | Írország                          | Eimear Quinn                          | The Voice                         | Brendan Graham                                                                                    | Noel Kelehan        | [ 187 ] |
| 1997 | Egyesült Királyság                | Katrina and the Waves                 | Love Shine a Light                | Kimberley Rew                                                                                     | Don Airey           | [ 188 ] |
| 1998 | Izrael                            | Dana International                    | Diva                              | Zvika Pick Joav Ginai                                                                             | Nem volt karmester  | [ 189 ] |
| 1999 | Svédország                        | Charlotte Nilsson                     | Take Me to Your Heaven            | Lars Diedricson Marcos Ubeda                                                                      | Nem volt karmester  | [ 190 ] |
| 2000 | Dánia                             | Olsen Brothers                        | Fly on the Wings of Love          | Jørgen Olsen                                                                                      | Nem volt karmester  | [ 191 ] |
|      |                                   |                                       |                                   |                                                                                                   | Nem volt karmester  |         |
| 2001 | Észtország                        | Tanel Padar, Dave Benton és 2XL       | Everybody                         | Ivar Must Maian-Anna Kärmas                                                                       | Nem volt karmester  | [ 192 ] |
| 2002 | Lettország                        | Marie N                               | I Wanna                           | Marija Naumova Marats Samauskis                                                                   | Nem volt karmester  | [ 193 ] |
| 2003 | Törökország                       | Sertab Erener                         | Everyway That I Can               | Demir Demirkan Sertab Erener                                                                      | Nem volt karmester  | [ 194 ] |
| 2004 | Ukrajna                           | Ruslana                               | Wild Dances                       | Ruszlana Lizsicsko Olekszandr Kszenofontov                                                        | Nem volt karmester  | [ 195 ] |
| 2005 | Görögország                       | Helena Paparizou                      | My Number One                     | Manosz Pszaltakisz Christos Dantis Natalia Germanou                                               | Nem volt karmester  | [ 196 ] |
| 2006 | Finnország                        | Lordi                                 | Hard Rock Hallelujah              | Mr. Lordi                                                                                         | Nem volt karmester  | [ 197 ] |
| 2007 | Szerbia                           | Marija Šerifović                      | Molitva                           | Vladimir Graić Saša Milošević Mare                                                                | Nem volt karmester  | [ 198 ] |
| 2008 | Oroszország                       | Dima Bilan                            | Believe                           | Jim Beanz Dima Bilan                                                                              | Nem volt karmester  | [ 199 ] |
| 2009 | Norvégia                          | Alexander Rybak                       | Fairytale                         | Alexander Rybak                                                                                   | Nem volt karmester  | [ 200 ] |
| 2010 | Németország                       | Lena                                  | Satellite                         | Julie Frost John Gordon                                                                           | Nem volt karmester  | [ 201 ] |
|      |                                   |                                       |                                   |                                                                                                   | Nem volt karmester  |         |
| 2011 | Azerbajdzsán                      | Ell/Nikki                             | Running Scared                    | Stefan Örn Sandra Bjurman Iain James Farquharson                                                  | Nem volt karmester  | [ 202 ] |
| 2012 | Svédország                        | Loreen                                | Euphoria                          | Peter Boström Thomas G:son                                                                        | Nem volt karmester  | [ 203 ] |
| 2013 | Dánia                             | Emmelie de Forest                     | Only Teardrops                    | Lise Cabble Julia Fabrin Jakobsen Thomas Stengaard                                                | Nem volt karmester  | [ 204 ] |
| 2014 | Ausztria                          | Conchita Wurst                        | Rise Like a Phoenix               | Charlie Mason Joey Patulka Ali Zuckowski Julian Maas                                              | Nem volt karmester  | [ 205 ] |
| 2015 | Svédország                        | Måns Zelmerlöw                        | Heroes                            | Anton Hård af Segerstad Joy Deb Linnea Deb                                                        | Nem volt karmester  | [ 206 ] |
| 2016 | Ukrajna                           | Jamala                                | 1944                              | Jamala                                                                                            | Nem volt karmester  | [ 207 ] |
| 2017 | Portugália                        | Salvador Sobral                       | Amar pelos dois                   | Luísa Sobral                                                                                      | Nem volt karmester  | [ 208 ] |
| 2018 | Izrael                            | Netta                                 | Toy                               | Doron Medalie Stav Beger                                                                          | Nem volt karmester  | [ 209 ] |
| 2019 | Hollandia                         | Duncan Laurence                       | Arcade                            | Duncan Laurence Joel Sjöö Wouter Hardy Will Knox                                                  | Nem volt karmester  | [ 210 ] |
| 2020 | Elmaradt a Covid19-pandémia miatt | Elmaradt a Covid19-pandémia miatt     | Elmaradt a Covid19-pandémia miatt | Elmaradt a Covid19-pandémia miatt                                                                 | Nem volt karmester  | [ 211 ] |
|      |                                   |                                       |                                   |                                                                                                   | Nem volt karmester  |         |
| 2021 | Olaszország                       | Måneskin                              | Zitti e buoni                     | Damiano David Ethan Torchio Thomas Raggi Victoria De Angelis                                      | Nem volt karmester  | [ 212 ] |
| 2022 | Ukrajna                           | Kalush Orchestra                      | Stefania                          | Ihor Gyidencsuk Ivan Klimenko Oleh Pszjuk Timofij Muzicsuk Vitalij Duzsik                         | Nem volt karmester  | [ 213 ] |
| 2023 | Svédország                        | Loreen                                | Tattoo                            | Jimmy "Joker" Thörnfeldt Jimmy Jansson Lorine Talhaoui Moa Carlebecker Peter Boström Thomas G:son | Nem volt karmester  | [ 214 ] |
| 2024 | Svájc                             | Nemo                                  | The Code                          | Benjamin Alasu Linda Dale Nemo Mettler Lasse Nymann                                               | Nem volt karmester  | [ 215 ] |
| 2025 | Ausztria                          | JJ                                    | Wasted Love                       | Johannes Pietsch Teodora Špirić Thomas Thurner                                                    | Nem volt karmester  | [ 216 ] |

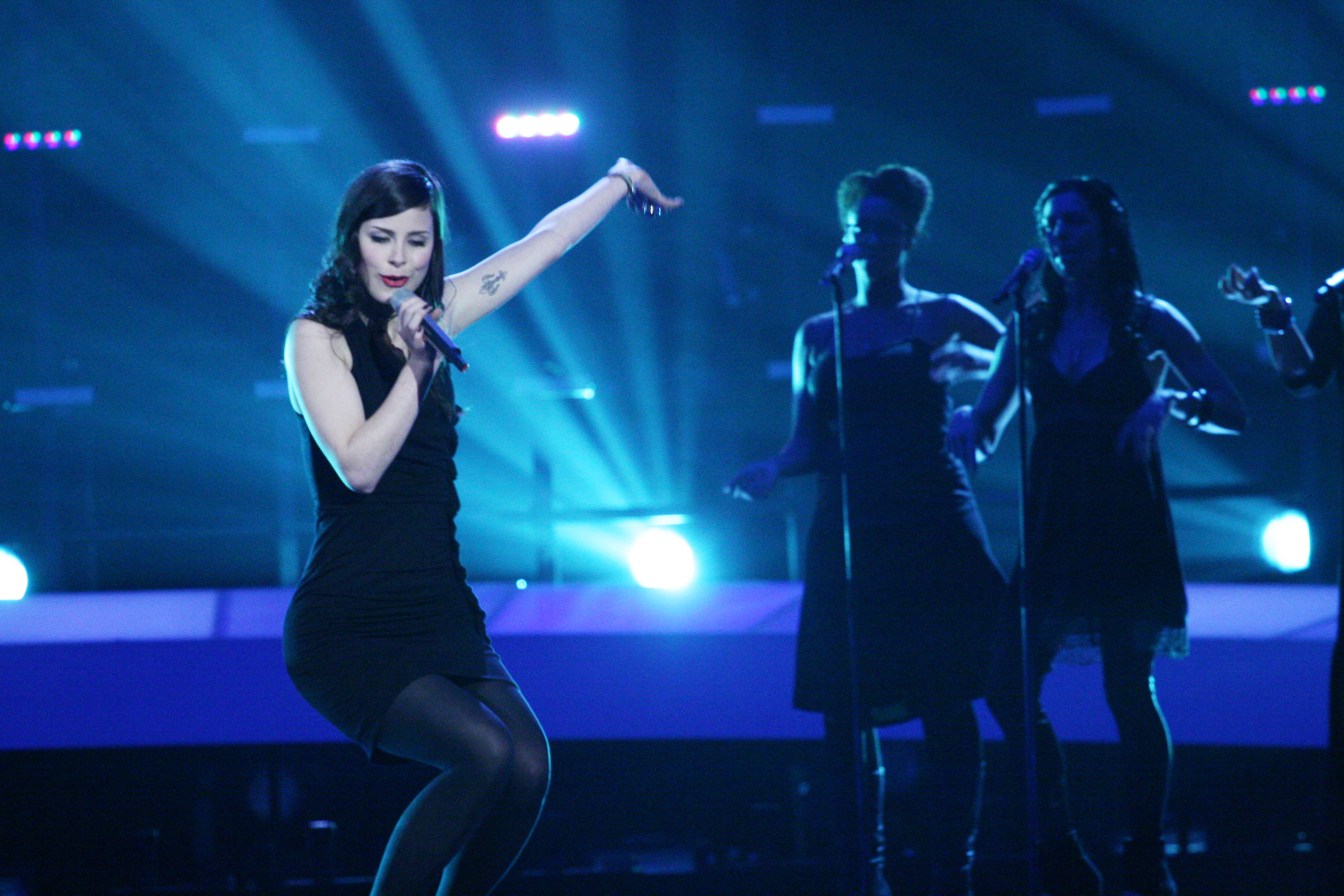
Lena a 2010-es Eurovíziós Dalfesztivál győztese Oslóban

27 országból 72 dal nyerte meg eddig az Eurovíziós Dalfesztiválokat. Írország és Svédország tartja a rekordot hét-hét győzelemmel, őket követi az Egyesült Királyság, Franciaország, Hollandia és Luxemburg, akik ötször végeztek a tabella legtetején. A britek tizenhatszor végeztek a második helyen, így az Egyesült Királyságé az eddigi legjobb eredmény a dalfesztiválokon: a versenyeken huszonegy alkalommal az első kettő között szerepeltek, legutóbb 2022-ben lettek másodikok.
Az 52 országból, melyek legalább egyszer részt vettek a versenyen, 25-nek még egyszer sem sikerült győznie. Egyszer, 1969-ben négy győztest is hirdettek a versenyben, mivel nem volt szabály arra, hogy hogyan bontsanak fel egy esetlegesen kialakuló holtversenyt. A győztes dalok többsége angolul volt előadva, különösen mióta a nyelvhasználatra vonatkozó szabályt legutóbb 1999-ben eltörölték. A versenyeken azóta hat nyertes dalt adtak elő részben vagy egészben az angoltól eltérő nyelven.
Két alkalommal fordult elő, hogy egy ország az első részvételének alkalmával megnyerte a versenyt: 1956-ban Svájc győzött, míg 2007-ben Szerbia először vett részt független államként. Megjegyzendő, hogy Montenegróval közös államalakulatként 2004-ben és 2005-ben is indultak, Jugoszlávia tagjaként pedig már 1961 óta versenyeztek. A 21. század első évei az addig győzelem nélküli országok első győzelmeit hozták el az új eurovíziós nemzeteknek, illetve a sok éve részt vevő, de addig nyeretlen országok is végeztek első helyen a 2000-es években. 2001 és 2008 között minden év egy addig első helyezés nélküli ország győzelmét hozta el: viszonylag rövid időt kellett várnia első versenygyőzelméig Ukrajnának, akik második fellépésükkor 2004-ben győztek, míg Lettország harmadik nevezésével 2002-ben nyert Eurovíziós Dalfesztivált. 2008-ban Oroszország aratta első győzelmét, azután, hogy korábban már nagyon sokszor közel álltak ehhez: 2000-ben és 2006-ban a második, 2003-ban és 2007-ben a harmadik helyen végeztek. Ezzel szemben néhány ország sok éven át versenyzett, mielőtt megszerezte volna első győzelmét: Görögország először 2005-ben végzett az első helyen, 31 évvel a debütálásuk után, míg Finnország 2006-ban vetett véget a 45 éves vereségsorozatának. Az addigi legjobb eredményük mindössze egy hatodik hely volt még 1973-ból. Portugália 1964-ben szerepelt először és 2017-ben, rekordmennyiségű 53 évnyi várakozás után érték el első győzelmüket.

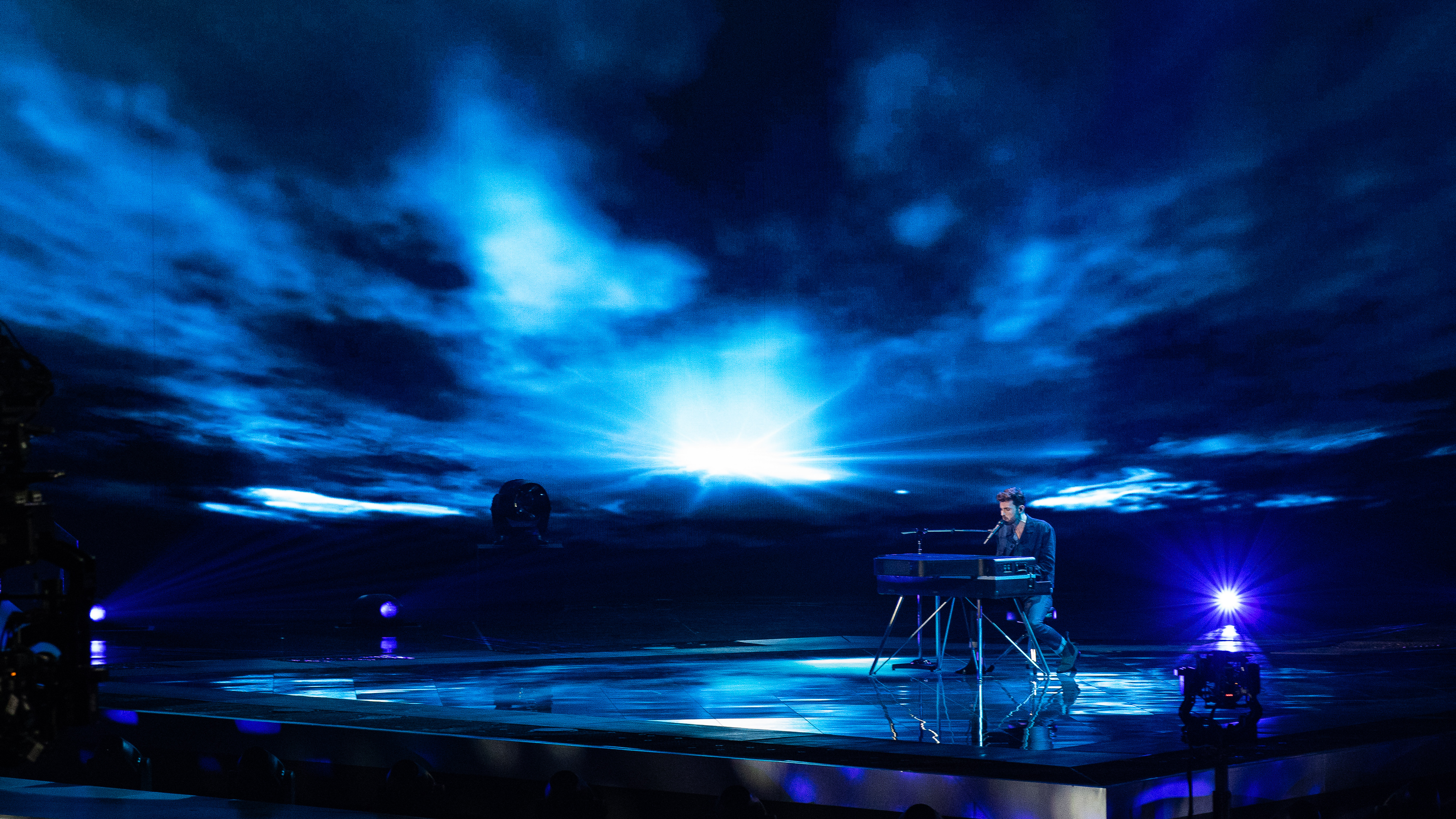
Duncan Laurence a 2019-es Eurovíziós Dalfesztivál győztese Tel-Avivban

A verseny kezdeti évei a hagyományos eurovíziós nemzetek – Franciaország, Hollandia és Luxemburg – győzelmeit hozták el. Azonban ezen országok sikerei a 2000-es évekre lecsökkentek: például Franciaország 1977-ben, Luxemburg pedig 1983-ban nyert legutóbb. Az utolsó alkalom, hogy Luxemburg részt vett a versenyen 1993-ban volt, habár a 2024-es Eurovíziós Dalfesztiválra harmincegy év kihagyást követően újra neveztek indulót. Bár Hollandia 2019-ben megnyerte a dalfesztivált, 44 évet kellett várni erre a győzelemre. Ezelőtt legutoljára 1975-ben nyert holland induló az Eurovíziós Dalfesztiválon.
Jelenleg Málta a legjobb eredményekkel rendelkező, de még győzelem nélküli ország: ők 2002-ben és 2005-ben lettek másodikok, 1992-ben és 1998-ban pedig harmadikak. Ciprus a leghosszabb ideje, Málta pedig a legrégebb óta résztvevő győzelem nélkül versenyző ország. Norvégia viszont minden más országnál többször végzett az utolsó helyen: tizenegy alkalommal szerepeltek az eredménytábla legalján, ebből négyszer nulla ponttal. Négy alkalommal fordult elő olyan, hogy egy ország több versenyt is megnyert egymás után: Spanyolország győzött 1968-ban és 1969-ben; Luxemburg 1972-ben és 1973-ban; Izrael 1978-ban és 1979-ben; Írország pedig 1992-ben, 1993-ban és 1994-ben. Írország nyerési sorozata az 1990-es években, mely magában foglalja az 1996-os versenyen aratott győzelmet is, azt jelenti, hogy öt év alatt négyszer is elsők tudtak lenni.

### Magyarország az Eurovíziós Dalfesztiválokon

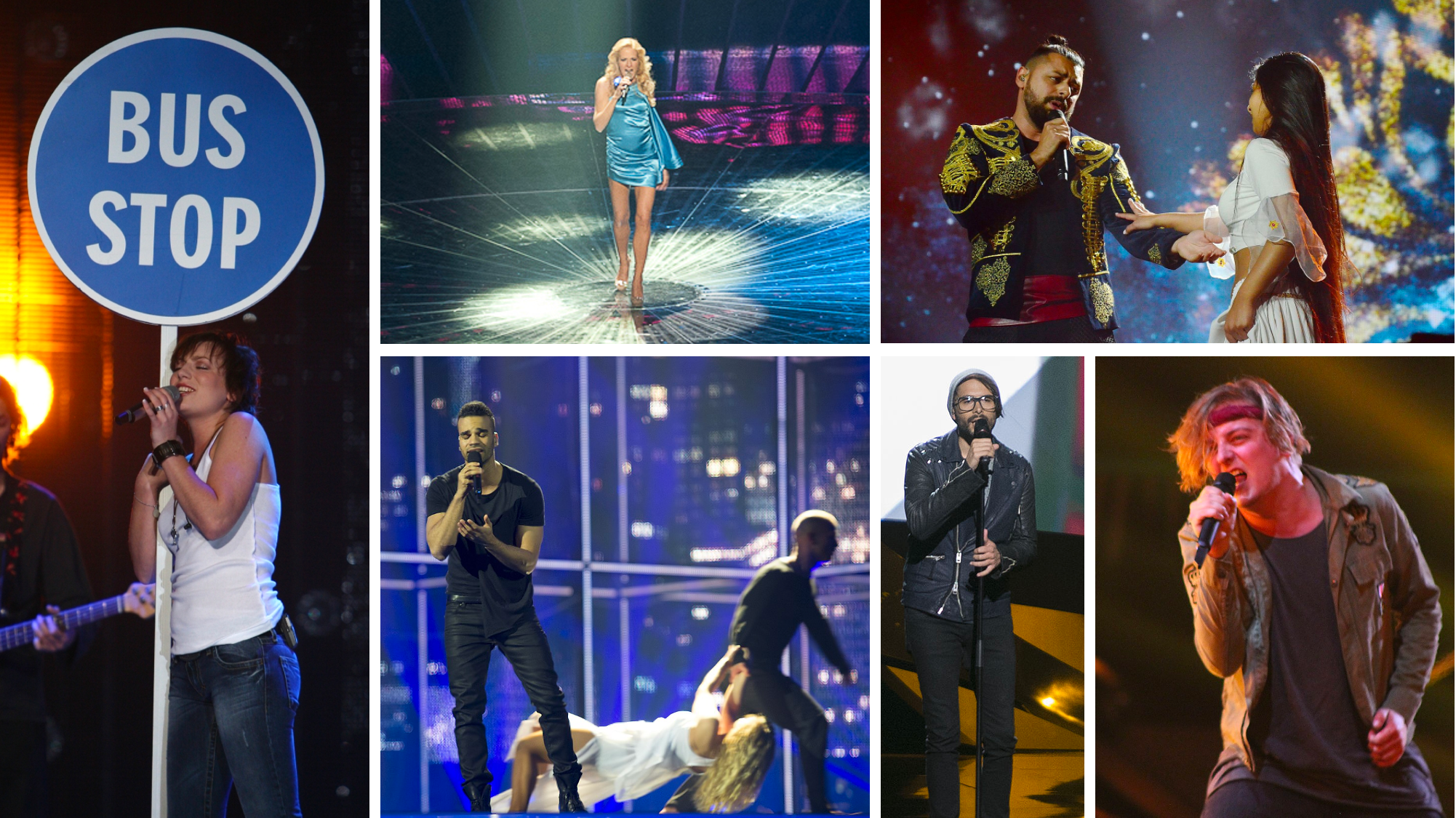
Az Eurovíziós Dalfesztiválok magyar résztvevői (balról jobbra: Rúzsa Magdi, Wolf Kati, Pápai Joci, Kállay-Saunders András, ByeAlex és az AWS)

Magyarország 1994 és 2019 között összesen tizenhét alkalommal (ebből tizennégyszer a döntőben) vett részt az Eurovíziós Dalfesztiválokon, továbbá kétszer a selejtezőkön (1993-ban és 1996-ban). Az ország számára a debütálás éve mindmáig a legsikeresebb részvételnek számít, ugyanis 1994-ben Bayer Friderika a negyedik helyezést érte el. Összesen öt alkalommal sikerült a legjobb tíz között végeznie a magyaroknak: Kállay-Saunders András 2014-ben ötödik, Pápai Joci 2017-ben nyolcadik, Rúzsa Magdi 2007-ben kilencedik, míg ByeAlex 2013-ban tizedik lett. A 2004-ben bevezetett elődöntős rendszerben a magyar versenyzők tízszer jutottak tovább a döntőbe, míg háromszor ez nem sikerült. A legrosszabb eredményt 2008-ban Csézy érte el, aki az elődöntő utolsó helyén végzett.
Az Eurovíziós Dalfesztivált az országban 2014-ig a Magyar Televízió közvetítette, majd 2015 és 2019 között a Duna Média Duna csatornáján volt látható. A dalfesztiválon való indulás alapfeltétele, hogy a televíziótársaság tagja legyen az Európai Műsorsugárzók Uniójának. A Magyar Televízió 1993-ban vált a szervezet tagjává, és 1994-ben tudott csatlakozni a versenyhez. A Duna Televízió 2010-ben közvetítette a versenyt és 2015 óta az egységes közmédia új főadójaként a Duna csatorna vette át ezt a feladatot az M1-től. Az MTVA a 2020-as Eurovíziós Dalfesztiváltól nem delegált versenyzőt a megmérettetésre. Az utolsó versenyző Pápai Joci volt a 2019-es Eurovíziós Dalfesztiválon, aki – az ország történetében harmadik alkalommal – az elődöntőből nem jutott tovább a verseny döntőjébe.
2011 és 2018 között sorozatban nyolc alkalommal jutott tovább a magyar előadó az Eurovíziós Dalfesztiválok elődöntőjéből a döntőbe. Ezt a rekordot Görögország tartja még egyedüliként a versenyben: nekik ez 2008 és 2015 között sikerült minden évben. A dalfesztiváltól való visszalépést követően a Covid19-pandémia miatt elmaradt 2020-as Eurovíziós Dalfesztivált helyettesítő Eurovision: Europe Shine a Light című gálaműsort sem vetítették Magyarországon valamint a 2021-es Eurovíziós Dalfesztivál sem volt látható a közmédia csatornáin. 2006 óta ez volt az első év, amikor a dalfesztivált egyetlen hazai tévéadó sem tűzte műsorára. Az MTVA a későbbiekben sem helyezte kilátásba a visszatérést a dalfesztiválra, valamint nem kommunikálnak nyilvánosan semmit ezzel kapcsolatban. A műsor magyarországi kommentátora a rendszerváltás előtti időkben, valamint az 1990-es években Vágó István volt, majd 1998 és 2016 között tíz alkalommal Gundel Takács Gábor látta el ezt a feladatot.
| Év   | Előadó                 | Dal (Szerzők)                                                                           | Magyar fordítás      | Eredmény                       | Eredmény                       | Eredmény          | Eredmény          |
| Év   | Előadó                 | Dal (Szerzők)                                                                           | Magyar fordítás      | Döntő                          | Pontszám                       | Elődöntő          | Pontszám          |
| ---- | ---------------------- | --------------------------------------------------------------------------------------- | -------------------- | ------------------------------ | ------------------------------ | ----------------- | ----------------- |
| 1993 | Szulák Andrea          | Árva reggel (Hatvani Emese, Pásztor László, Jakab György)                               | —                    | Nem jutott ki a dalfesztiválra | Nem jutott ki a dalfesztiválra | Nem volt elődöntő | Nem volt elődöntő |
| 1994 | Friderika              | Kinek mondjam el vétkeimet? (Jenei Szilveszter)                                         | —                    | 4.                             | 122                            | Nem volt elődöntő | Nem volt elődöntő |
| 1995 | Szigeti Csaba          | Új név egy régi ház falán (Balázs Fecó, Horváth Attila)                                 | —                    | 22.                            | 3                              | Nem volt elődöntő | Nem volt elődöntő |
| 1996 | Delhusa Gjon           | Fortuna (Delhusa Gjon)                                                                  | —                    | Nem jutott ki a dalfesztiválra | Nem jutott ki a dalfesztiválra | Nem volt elődöntő | Nem volt elődöntő |
| 1997 | V.I.P.                 | Miért kell, hogy elmenj? (Rakonczai Viktor, Bokor Fekete Krisztina)                     | —                    | 12.                            | 39                             | Nem volt elődöntő | Nem volt elődöntő |
| 1998 | Charlie                | A holnap már nem lesz szomorú (Lerch István, Horváth Attila)                            | —                    | 23.                            | 4                              | Nem volt elődöntő | Nem volt elődöntő |
|      |                        |                                                                                         |                      |                                |                                |                   |                   |
| 2005 | NOX                    | Forogj, világ! (Harmath Szabolcs, Valla Attila)                                         | —                    | 12.                            | 97                             | 5.                | 167               |
|      |                        |                                                                                         |                      |                                |                                |                   |                   |
| 2007 | Rúzsa Magdi            | Unsubstantial Blues (Rúzsa Magdi, Mózsik Imre)                                          | Lényegtelen blues    | 9.                             | 128                            | 2.                | 224               |
| 2008 | Csézy                  | Candlelight (Rakonczai Viktor, Mózsik Imre, Jánosi)                                     | Gyertyaláng          | Nem jutott be a döntőbe        | Nem jutott be a döntőbe        | 19.               | 6                 |
| 2009 | Ádok Zoli              | Dance with Me (Szabó Zé, Kasai Jnofinn)                                                 | Táncolj velem        | Nem jutott be a döntőbe        | Nem jutott be a döntőbe        | 15.               | 16                |
|      |                        |                                                                                         |                      |                                |                                |                   |                   |
| 2011 | Wolf Kati              | What About My Dreams? (Rakonczai Viktor, Rácz Gergő, Johnny K. Palmer, Geszti Péter)    | Mi van az álmaimmal? | 22.                            | 53                             | 7.                | 72                |
| 2012 | Compact Disco          | Sound of Our Hearts (Pál Gábor, Sándor Attila, Walkó Csaba, Lotfi Begi)                 | Szíveink dallama     | 24.                            | 19                             | 10.               | 52                |
| 2013 | ByeAlex                | Kedvesem (Zoohacker Remix) (Márta Alex, Palásti Kovács Zoltán Zoohacker)                | —                    | 10.                            | 84                             | 8.                | 66                |
| 2014 | Kállay-Saunders András | Running (Kállay-Saunders András, Szakos Krisztián)                                      | Rohanás              | 5.                             | 143                            | 3.                | 127               |
| 2015 | Boggie                 | Wars for Nothing (Sebestyén Áron, Csemer Boglárka, Bori Sára Hélène)                    | Háborúk a semmiért   | 20.                            | 19                             | 8.                | 67                |
| 2016 | Freddie                | Pioneer (Szabó Zé, Csarnai Borbála)                                                     | Úttörő               | 19.                            | 108                            | 4.                | 197               |
| 2017 | Pápai Joci             | Origo (Pápai Joci)                                                                      | Eredet               | 8.                             | 200                            | 2.                | 231               |
| 2018 | AWS                    | Viszlát nyár (Kökényes Dániel, Brucker Bence, Veress Áron, Schiszler Soma, Siklósi Örs) | —                    | 21.                            | 93                             | 10.               | 111               |
| 2019 | Pápai Joci             | Az én apám (Pápai Joci, Molnár Ferenc Caramel)                                          | —                    | Nem jutott be a döntőbe        | Nem jutott be a döntőbe        | 12.               | 97                |
|      |                        |                                                                                         |                      |                                |                                |                   |                   |

## Rendezés

Országok, melyek már rendeztek Eurovíziós Dalfesztivált
Egyszer rendezett
Többször rendezett

Hagyományosan a győztes ország ad otthont a következő évi eseménynek 1958 óta néhány kivétellel. A verseny megrendezése egyedülálló lehetőségnek tekinthető a házigazda ország számára. A rendező város népszerűsítése a gazdaságra és turisztikai szektorra nézve is előnyökkel járhat. Az egyes versenyek előkészületei jellemzően az előző évi verseny végén már elkezdődnek, és a győztes ország delegációvezetője a győztes sajtótájékoztatóján felkérést kap a következő dalfesztivál megrendezésére. Az Eurovíziós Dalfesztivál egy nonprofit esemény, és a finanszírozása általában az egyes részt vevő műsorszolgáltatók részvételi díjából, a házigazda műsorszolgáltató és a rendező város hozzájárulásaiból, valamint a szponzorációs díjakból, a jegyértékesítésből, a televíziós szavazásból és a versennyel kapcsolatos ajándéktárgyakból származó kereskedelmi bevételekből történik. A műsor alatt nem lehetnek reklámok (kivéve ha az adott műsorszolgáltató megveszi a drágább közvetítési csomagot, ami ezt engedélyezi). Az egyes dalok között leadott kisfilmek, az úgynevezett képeslapok (amíg átszerelik a színpadot a következő előadáshoz) alkalmat adnak az ország jellegzetességeinek és a következő előadónak a bemutatására.
A házigazda műsorszolgáltató a győzelmét követően kiválaszt egy rendező várost, jellemzően a főváros vagy egy regionális központot, amelynek meg kell felelnie a versenyszabályzatban meghatározott feltételeknek. A helyszínnek legalább tízezer néző befogadására alkalmasnak kell lennie. A sajtóközpontban 1500 újságírónak kell elférnie, valamint kritérium az is, hogy egy nemzetközi repülőtér közelében kell lennie. Emellett legalább 2000 delegációs tag, újságíró és néző számára elérhető szállodai helyet kell biztosítani. A korábbi dalfesztiválok megrendezésére számos különböző helyszínt használtak – a színházaktól és televíziós stúdióktól a nagy arénákon át a stadionokig. Idáig a legnagyobb helyszín a koppenhágai Parken Stadion volt, ahol csaknem 38 000 néző vett részt a 2001-es Eurovíziós Dalfesztiválon. Az 1993-as Eurovíziós Dalfesztivál idején 1500 lakossal rendelkező írországi Millstreet számít továbbra is a legkisebb házigazda településnek, habár a verseny helyszínéül szolgáló Green Glens Arena akár 8000 néző fogadására is alkalmas. 2005-ben Kijevben kifejezetten kevés hotelszoba állt rendelkezésre, mert a dalfesztivál szervezői arra kérték az ukrán kormányt, hogy állítsák le a nem a szervezők által ellenőrzött foglalásokat. Ennek eredményeként sokak foglalását lemondták. Az Eurovíziós Dalfesztivál hatása a rendező városra fordítottan arányos annak méretével: 2003-ban Rigában a városközpontot szinte teljesen elfoglalták az eurovíziós delegációk. 2005 májusában Ukrajna megszüntette a turistákkal szembeni vízumkötelezettséget a dalfesztivál rendezésére tekintettel, hogy a rajongók könnyebben eljuthassanak Kijevbe.
Az évek során eddig hat alkalommal fordult elő, hogy nem a győztes ország rendezte a következő évi versenyt. Mivel 1960-ban Hollandia, 1963-ban pedig Franciaország anyagi okokból elállt a rendezéstől, így a BBC Londonban rendezte meg a versenyt. 1972 Monaco képtelen volt megfelelő helyszínt biztosítani, ezért a Télé Monte Carlo a BBC-t kérte fel a rendezésre, így Edinburghban tartották meg a versenyt. 1974-ben Luxemburg állt el a rendezéstől, helyettük a britek Brightonban látták vendégül a műsor vendégeit. 1980-ban a holland NOS rendezte meg a dalfesztivált Hágában, miután Izrael pénzügyileg nem volt képes erre. A hollandok azután ajánlották fel, hogy elvállalják a rendezést, miután több más tévétársaság, köztük a BBC sem volt hajlandó arra. 2023-ban az előző évi győztes Ukrajna számára lehetetlenné vált a verseny biztonságos megszervezése Oroszország Ukrajna ellen indított inváziója miatt, ezért az EBU a versenyben második helyen végzett előadó nemzeti televíziótársaságát, a BBC-t kérte fel erre a feladatra, így a versenyt Liverpoolban tartották meg. Az anyagi okokból való elállások a legtöbbször azért következtek be, mert az adott társaságok a megelőző években már rendeztek dalfesztivált az egymást követő nyeréseknek köszönhetően, és még egy versenyt már nem tudtak elvállalni.
| Év   | Házigazda (Rendező csatorna) | Házigazda (Rendező csatorna) | Dátum                 | Helyszín                           | Műsorvezető(k)                                                | Résztvevő országok | Jelmondat             | Jelmondat |
| ---- | ---------------------------- | ---------------------------- | --------------------- | ---------------------------------- | ------------------------------------------------------------- | ------------------ | --------------------- | --------- |
| 1956 | Lugano                       | RTSI                         | 1956. május 24.       | Teatro Kursaal                     | Lohengrin Filipello                                           | 7                  | Nem volt jelmondat    |           |
| 1957 | Frankfurt am Main            | HR                           | 1957. március 3.      | Großer Sendesaal des HR            | Anaid Iplicjian                                               | 10                 | Nem volt jelmondat    |           |
| 1958 | Hilversum                    | NTS                          | 1958. március 12.     | AVRO Studios                       | Hannie Lips                                                   | 10                 | Nem volt jelmondat    |           |
| 1959 | Cannes                       | RTF                          | 1959. március 11.     | Fesztivál- és Kongresszusi Palota  | Jacqueline Joubert                                            | 11                 | Nem volt jelmondat    |           |
| 1960 | London                       | BBC                          | 1960. március 29.     | Royal Festival Hall                | Katie Boyle                                                   | 13                 | Nem volt jelmondat    |           |
| 1961 | Cannes                       | RTF                          | 1961. március 18.     | Fesztivál- és Kongresszusi Palota  | Jacqueline Joubert                                            | 16                 | Nem volt jelmondat    |           |
| 1962 | Luxembourg                   | CLT                          | 1962. március 18.     | Villa Louvigny                     | Mireille Delannoy                                             | 16                 | Nem volt jelmondat    |           |
| 1963 | London                       | BBC                          | 1963. március 23.     | BBC Televíziós Központ             | Katie Boyle                                                   | 16                 | Nem volt jelmondat    |           |
| 1964 | Koppenhága                   | DR                           | 1964. március 21.     | Tivolis Koncertsal                 | Lotte Wæver                                                   | 16                 | Nem volt jelmondat    |           |
| 1965 | Nápoly                       | RAI                          | 1965. március 20.     | Sala di Concerto della RAI         | Renata Mauro                                                  | 18                 | Nem volt jelmondat    |           |
| 1966 | Luxembourg                   | CLT                          | 1966. március 5.      | Villa Louvigny                     | Josiane Shen                                                  | 18                 | Nem volt jelmondat    |           |
| 1967 | Bécs                         | ORF                          | 1967. április 8.      | Großer Festsaal der Wiener Hofburg | Erika Vaal                                                    | 17                 | Nem volt jelmondat    |           |
| 1968 | London                       | BBC                          | 1968. április 6.      | Royal Albert Hall                  | Katie Boyle                                                   | 17                 | Nem volt jelmondat    |           |
| 1969 | Madrid                       | TVE                          | 1969. március 29.     | Teatro Real                        | Laurita Valenzuela                                            | 16                 | Nem volt jelmondat    |           |
| 1970 | Amszterdam                   | NOS                          | 1970. március 21.     | RAI Congrescentrum                 | Willy Dobbe                                                   | 12                 | Nem volt jelmondat    |           |
| 1971 | Dublin                       | RTÉ                          | 1971. április 3.      | Gaiety Theatre                     | Bernadette Ní Ghallchóir                                      | 18                 | Nem volt jelmondat    |           |
| 1972 | Edinburgh                    | BBC                          | 1972. március 25.     | Usher Hall                         | Moira Shearer                                                 | 18                 | Nem volt jelmondat    |           |
| 1973 | Luxembourg                   | CLT                          | 1973. április 7.      | Grand Théâtre                      | Helga Guitton                                                 | 17                 | Nem volt jelmondat    |           |
| 1974 | Brighton                     | BBC                          | 1974. április 6.      | The Dome                           | Katie Boyle                                                   | 17                 | Nem volt jelmondat    |           |
| 1975 | Stockholm                    | SR                           | 1975. március 22.     | Stockholmsmässan                   | Karin Falck                                                   | 19                 | Nem volt jelmondat    |           |
| 1976 | Hága                         | NOS                          | 1976. április 3.      | Congresgebouw                      | Corry Brokken                                                 | 18                 | Nem volt jelmondat    |           |
| 1977 | London                       | BBC                          | 1977. május 7.        | Wembley Conference Centre          | Angela Rippon                                                 | 18                 | Nem volt jelmondat    |           |
| 1978 | Párizs                       | TF1                          | 1978. április 22.     | Palais des Congrès                 | Denise Fabre Léon Zitrone                                     | 20                 | Nem volt jelmondat    |           |
| 1979 | Jeruzsálem                   | IBA                          | 1979. március 31.     | Nemzetközi Kongresszusi Központ    | Daniel Peer Yardena Arazi                                     | 19                 | Nem volt jelmondat    |           |
| 1980 | Hága                         | NOS                          | 1980. április 19.     | Congresgebouw                      | Marlous Fluitsma                                              | 19                 | Nem volt jelmondat    |           |
| 1981 | Dublin                       | RTÉ                          | 1981. április 4.      | RDS Simmonscourt Pavilion          | Doireann Ní Bhriain                                           | 20                 | Nem volt jelmondat    |           |
| 1982 | Harrogate                    | BBC                          | 1982. április 24.     | Nemzetközi Központ                 | Jan Leeming                                                   | 18                 | Nem volt jelmondat    |           |
| 1983 | München                      | ARD                          | 1983. április 23.     | Rudi-Sedlmayer-Halle               | Marlene Charell                                               | 20                 | Nem volt jelmondat    |           |
| 1984 | Luxembourg                   | RTL                          | 1984. május 5.        | Théâtre Municipal                  | Désirée Nosbusch                                              | 19                 | Nem volt jelmondat    |           |
| 1985 | Göteborg                     | SVT                          | 1985. május 4.        | Scandinavium                       | Lill Lindfors                                                 | 19                 | Nem volt jelmondat    |           |
| 1986 | Bergen                       | NRK                          | 1986. május 3.        | Grieghallen                        | Åse Kleveland                                                 | 20                 | Nem volt jelmondat    |           |
| 1987 | Brüsszel                     | RTBF                         | 1987. május 9.        | Palais du Centenaire               | Viktor Lazlo                                                  | 22                 | Nem volt jelmondat    |           |
| 1988 | Dublin                       | RTÉ                          | 1988. április 30.     | RDS Simmonscourt Pavilion          | Pat Kenny Michelle Rocca                                      | 21                 | Nem volt jelmondat    |           |
| 1989 | Lausanne                     | SSR                          | 1989. május 6.        | Palais de Beaulieu                 | Jacques Deshenaux Lolita Morena                               | 22                 | Nem volt jelmondat    |           |
| 1990 | Zágráb                       | JRT                          | 1990. május 5.        | Vatroslav Lisinski Koncertterem    | Helga Vlahović Oliver Mlakar                                  | 22                 | Nem volt jelmondat    |           |
| 1991 | Róma                         | RAI                          | 1991. május 4.        | Cinecittà (Studio 15)              | Gigliola Cinquetti Toto Cutugno                               | 22                 | Nem volt jelmondat    |           |
| 1992 | Malmö                        | SVT                          | 1992. május 9.        | Malmö Isstadion                    | Lydia Capolicchio Harald Treutiger                            | 23                 | Nem volt jelmondat    |           |
| 1993 | Millstreet                   | RTÉ                          | 1993. május 15.       | Green Glens Arena                  | Fionnuala Sweeney                                             | 25                 | Nem volt jelmondat    |           |
| 1994 | Dublin                       | RTÉ                          | 1994. április 30.     | Point Theatre                      | Cynthia Ní Mhurchú Gerry Ryan                                 | 25                 | Nem volt jelmondat    |           |
| 1995 | Dublin                       | RTÉ                          | 1995. május 13.       | Point Theatre                      | Mary Kennedy                                                  | 23                 | Nem volt jelmondat    |           |
| 1996 | Oslo                         | NRK                          | 1996. május 18.       | Oslo Spektrum                      | Ingvild Bryn Morten Harket                                    | 23                 | Nem volt jelmondat    |           |
| 1997 | Dublin                       | RTÉ                          | 1997. május 3.        | Point Theatre                      | Carrie Crowley Ronan Keating                                  | 25                 | Nem volt jelmondat    |           |
| 1998 | Birmingham                   | BBC                          | 1998. május 9.        | National Indoor Arena              | Sir Terry Wogan Ulrika Jonsson                                | 25                 | Nem volt jelmondat    |           |
| 1999 | Jeruzsálem                   | IBA                          | 1999. május 29.       | Nemzetközi Kongresszusi Központ    | Dafna Dekel Sigal Shahamon Yigal Ravid                        | 23                 | Nem volt jelmondat    |           |
| 2000 | Stockholm                    | SVT                          | 2000. május 13.       | Globen Arena                       | Anders Lundin Kattis Ahlström                                 | 24                 | Nem volt jelmondat    |           |
| 2001 | Koppenhága                   | DR                           | 2001. május 12.       | Parken Stadion                     | Natasja Crone Back Søren Pilmark                              | 23                 | Nem volt jelmondat    |           |
| 2002 | Tallinn                      | ETV                          | 2002. május 25.       | Saku Suurhall                      | Annely Peebo Marko Matvere                                    | 24                 | A Modern Fairytale    |           |
| 2003 | Riga                         | LTV                          | 2003. május 24.       | Skonto Hall                        | Marie N Renārs Kaupers                                        | 26                 | Magical Rendezvous    |           |
| 2004 | Isztambul                    | TRT                          | 2004. május 12–15.    | Abdi İpekçi Arena                  | Korhan Abay Meltem Cumbul                                     | 36                 | Under The Same Sky    |           |
| 2005 | Kijev                        | NTU                          | 2005. május 19–21.    | Palace of Sports                   | Marija Jefroszinyina Pavlo Silko                              | 39                 | Awakening             |           |
| 2006 | Athén                        | ERT                          | 2006. május 18–20.    | Nikos Galis Olimpiai Csarnok       | María Menunósz Szákisz Ruvász                                 | 37                 | Feel The Rhythm!      |           |
| 2007 | Helsinki                     | Yle                          | 2007. május 10–12.    | Hartwall Arena                     | Jaana Pelkonen Mikko Leppilampi                               | 42                 | True Fantasy          |           |
| 2008 | Belgrád                      | RTS                          | 2008. május 20–22–24. | Belgrád Aréna                      | Jovana Janković Željko Joksimović                             | 43                 | Confluence of Sound   |           |
| 2009 | Moszkva                      | Pervij Kanal                 | 2009. május 12–14–16. | Olimpiai Stadion                   | Alszu Abramova Andrej Malahov Ivan Urgant Natalija Vogyanova  | 42                 | Nem volt jelmondat    |           |
| 2010 | Oslo                         | NRK                          | 2010. május 25–27–29. | Telenor Arena                      | Erik Solbakken Haddy N'jie Nadia Hasnaoui                     | 39                 | Share The Moment!     |           |
| 2011 | Düsseldorf                   | NDR                          | 2011. május 10–12–14. | Esprit Arena                       | Anke Engelke Judith Rakers Stefan Raab                        | 43                 | Feel Your Heart Beat! |           |
| 2012 | Baku                         | İTV                          | 2012. május 22–24–26. | Kristályterem                      | Eldar Qasımov Leyla Aliyeva Nargiz Birk-Petersen              | 42                 | Light Your Fire!      |           |
| 2013 | Malmö                        | SVT                          | 2013. május 14–16–18. | Malmö Arena                        | Petra Mede                                                    | 39                 | We Are One            |           |
| 2014 | Koppenhága                   | DR                           | 2014. május 6–8–10.   | B&W Hallerne                       | Lise Rønne Nikolaj Koppel Pilou Asbæk                         | 37                 | #JoinUs               |           |
| 2015 | Bécs                         | ORF                          | 2015. május 19–21–23. | Wiener Stadthalle                  | Alice Tumler Arabella Kiesbauer Conchita Mirjam Weichselbraun | 40                 | Building Bridges      |           |
| 2016 | Stockholm                    | SVT                          | 2016. május 10–12–14. | Ericsson Globe                     | Måns Zelmerlöw Petra Mede                                     | 42                 | Come Together         |           |
| 2017 | Kijev                        | UA:PBC                       | 2017. május 9–11–13.  | Nemzetközi Kiállítási Központ      | Olekszandr Szkicsko Timur Mirosnicsenko Volodimir Osztapcsuk  | 42                 | Celebrate Diversity   |           |
| 2018 | Lisszabon                    | RTP                          | 2018. május 8–10–12.  | Altice Arena                       | Catarina Furtado Daniela Ruah Filomena Cautela Sílvia Alberto | 43                 | All Aboard!           |           |
| 2019 | Tel-Aviv                     | KAN                          | 2019. május 14–16–18. | Expo Tel-Aviv                      | Assi Azar Bar Refaeli Erez Tal Lucy Ayoub                     | 41                 | Dare to Dream         |           |
| 2020 | Rotterdam                    | AVROTROS, NPO, NOS           | 2020. május 12–14–16. | Rotterdam Ahoy                     | Chantal Janzen Edsilia Rombley Jan Smit                       | 41                 | Open Up               |           |
| 2021 | Rotterdam                    | AVROTROS, NPO, NOS           | 2021. május 18–20–22. | Rotterdam Ahoy                     | Chantal Janzen Edsilia Rombley Jan Smit Nikkie de Jager       | 39                 | Open Up               |           |
| 2022 | Torino                       | RAI                          | 2022. május 10–12–14. | Pala Alpitour                      | Alessandro Cattelan Laura Pausini Mika                        | 40                 | The Sound of Beauty   |           |
| 2023 | Liverpool                    | BBC                          | 2023. május 9–11–13.  | Liverpool Arena                    | Alesha Dixon Graham Norton Hannah Waddingham Julija Szanyina  | 37                 | United by Music       |           |
| 2024 | Malmö                        | SVT                          | 2024. május 7–9–11.   | Malmö Arena                        | Malin Åkerman Petra Mede                                      | 37                 | United by Music       |           |
| 2025 | Bázel                        | SRG SSR                      | 2025. május 13–15–17. | St. Jakobshalle                    | Michelle Hunziker Hazel Brugger Sandra Studer                 | 37                 | United by Music       |           |
| 2026 | Bécs                         | ORF                          | 2026. május 12–14–16. | Wiener Stadthalle                  |                                                               |                    | United by Music       |           |

### Logó és tematika

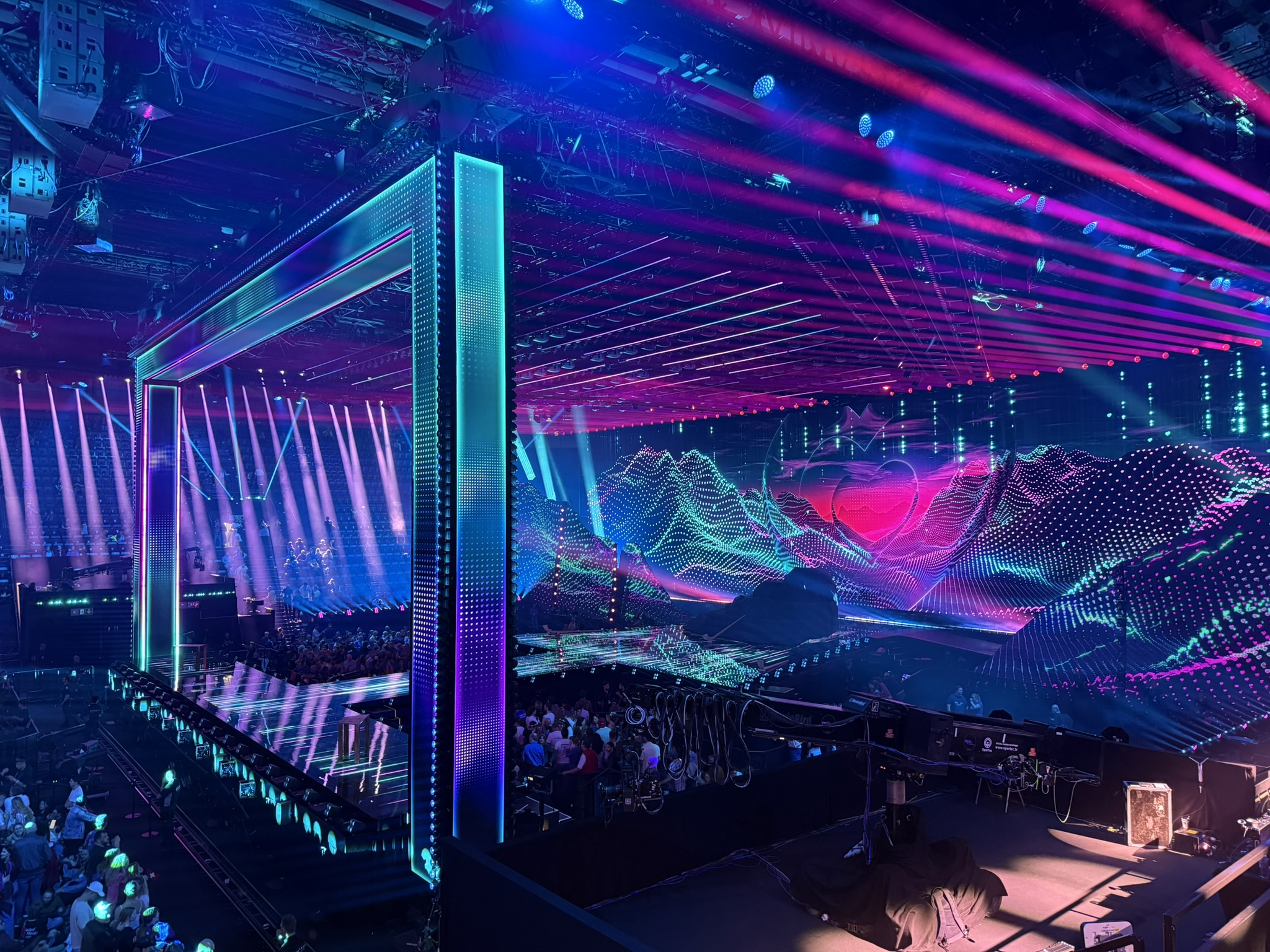
A 2025-ös Eurovíziós Dalfesztivál színpadja a bázeli St. Jakobshalléban

2004-ig minden verseny egy saját, egyedi logót és vizuális arculatot használt, melyet az adott házigazda műsorszolgáltató határozott meg. Az egységes vizuális identitás megteremtése érdekében a 2004-es Eurovíziós Dalfesztivál előtt egy általános logót vezettek be. Ezt jellemzően egy egyedi tematika és szlogen kíséri, amelyet a mindenkori rendező műsorszolgáltató kifejezetten a versenyhez tervez. Az Eurovision felirat közepén, a V betűt formáló szívecskében a rendező ország zászlaja helyezkedik el – egyedüli kivétel ez alól a 2023-as Eurovíziós Dalfesztivál, amikor Ukrajna tiszteletére az egyesült királyságbeli Liverpool rendezte a versenyt, de a megjelenésben az ukrán nemzeti zászló színei voltak láthatóak. A dalfesztivál eredeti logóját a londoni JM International tervezte, és 2014 nyarán, a verseny közelgő hatvanadik évfordulójára alakította át az amszterdami Cityzen Agency. Tizenegy évvel később, 2025. augusztus 18-án mutatták be a legújabb logót, melyet a hetvenedik évforduló alkalmából készített el a brit Pals.
Egy egyedi szlogen és tematika a 2002-es Eurovíziós Dalfesztivál óta a verseny legtöbb kiadásához kapcsolódik, és a műsor producerei ezt használják fel a vizuális identitás megalkotásakor, beleértve a színpadtervezést, a nyitó és vendégprodukciókat, valamint a fellépések előtti kisfilmeket, az úgynevezett képeslapokat is. 2023. november 14-én jelentették be, hogy a 2024-es Eurovíziós Dalfesztiváltól kezdve minden alkalommal a United by Music (magyarul: A zene által egyesülve) lesz a verseny hivatalos jelmondata. A fő ok a 2023-as szlogen megtartására mellett a folytonosság és következetesség biztosítása volt. Az állandó jelmondathoz minden évben más grafikát készítenek a szervezők.
Ezeket a bejátszásokat a fellépő dalok előtt vetítik, és először az 1970-es Eurovíziós Dalfesztiválon alkalmazták. Kezdetben ez csupán a verseny felpörgetésére tett kísérlet volt, miután számos ország úgy döntött, hogy inkább nem vesz részt a dalfesztiválon. Ezt követően a képeslapok a műsorok rendszeres elemeivé váltak, melyek általában kiemelik a házigazda országot, és bemutatják a soron következő nemzet előadóit.

### Előkészületek

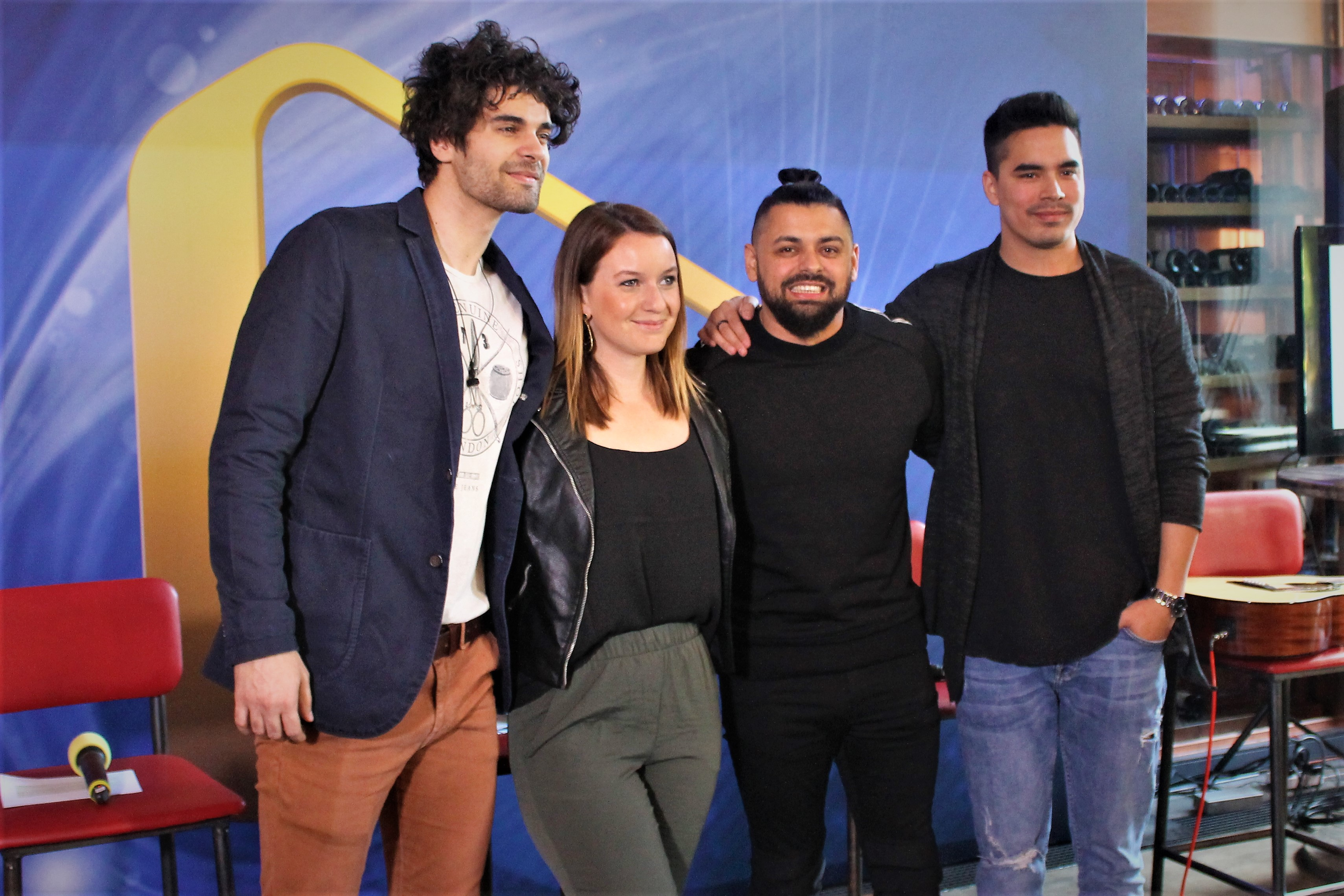
A 2019-es Eurovíziós Dalfesztivál magyar delegációjának egy része a dalfesztivál helyszínére való indulás előtt Budapesten: Freddie és Rátonyi Kriszta, az műsor magyarországi kommentátorai; Pápai Joci, a verseny magyar résztvevője és Feng Ya Ou Ferenc, vokalista

A helyszínen az előkészületek általában körülbelül hat héttel a döntő előtt kezdődnek el, így a versenyző művészek érkezése előtt lezajlik minden építési munka és a műszaki próba. A delegációk jellemzően két-három héttel az élő műsorok megkezdése előtt érkeznek meg a rendező városba, és minden résztvevő műsorszolgáltató egy delegációvezetőt jelöl ki, aki a küldöttség napirendjének a koordinálásáért felelős, és egyben ő az adott ország hivatalos kapcsolattartója az EBU-val. A szervezők a delegációknak több hivatalosan akkreditált szállodát választanak, és külön erre a célra dedikált buszjáratokkal szállítják a fellépőket a verseny helyszínére és vissza. Az egyes országok delegációjának tagjai között szerepelnek az előadók, a zeneszerzők, a szövegírók, a vokalisták, a táncosok, a sajtó képviselői és – azokban az években, amikor élő zenekar is jelen volt a versenyeken – a karmester. A legtöbbször jelen van egy kommentátor is, aki az arénában, a közönség mögött elhelyezett, dedikált fülkében kommentálja az eseményt hazája rádiós és/vagy televíziós adásában az ország saját nyelvén. A magyar közvetítés kommentátorai jellemzően a helyszínről jelentkeztek be élőben – ez alól 2005 és 2010 volt kivétel.

### Próbák és sajtótájékoztatók

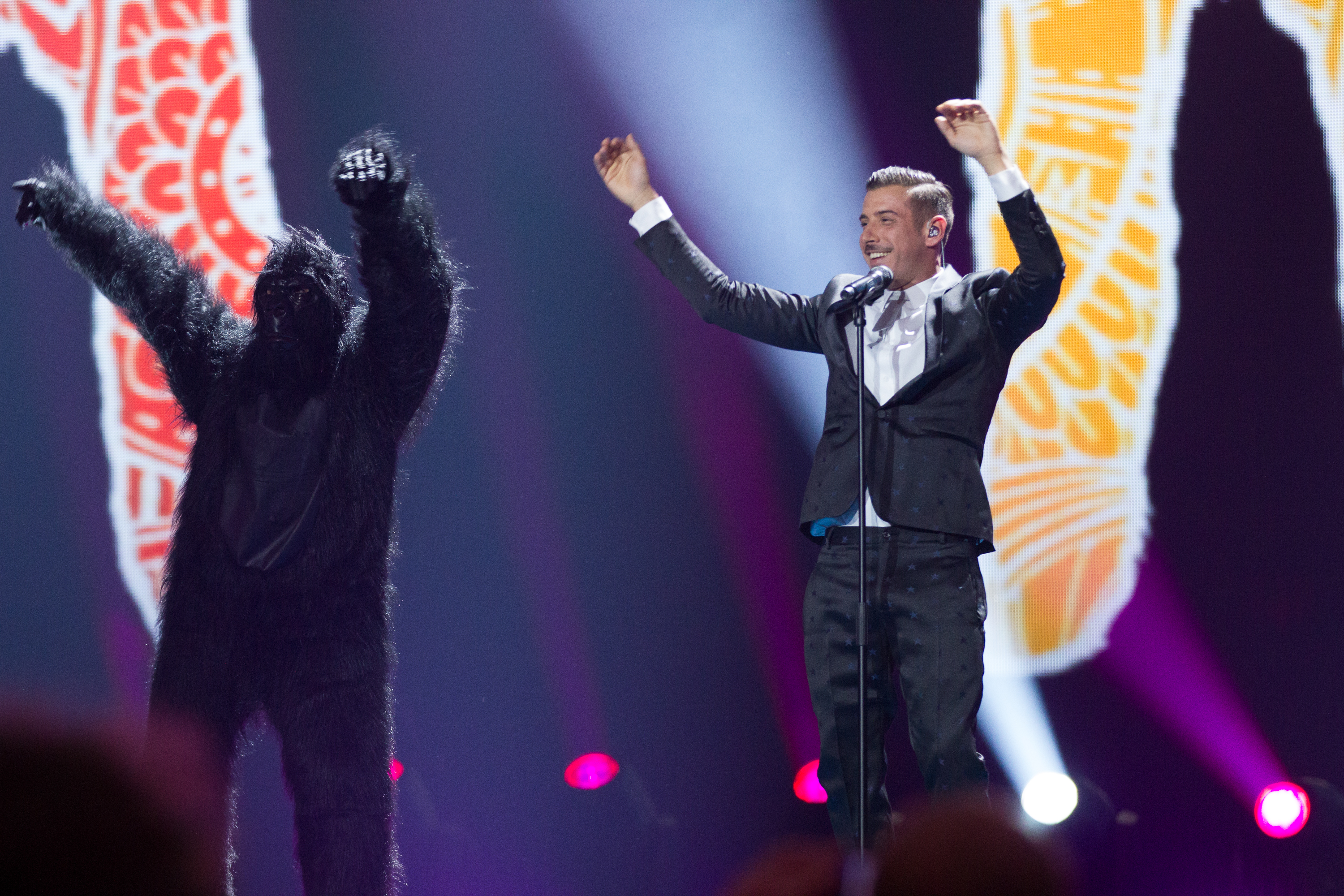
Az olasz Francesco Gabbani első próbája a 2017-es Eurovíziós Dalfesztiválon Kijevben

Hagyományosan a delegációk a verseny előtti vasárnap érkeztek meg a rendező városba, hogy jelen lehessenek a hétfő reggel kezdődő próbákon, azonban az elődöntők 2004-es bevezetésével és így a résztvevők számának megemelkedésével az első próbák már az Eurovíziós Hét előtti héten elkezdődtek. Minden ország két egyéni próbát tart: az első egy 30 perces és zárt ajtók mögött tartják, míg a második 20 perces, és az akkreditált újságírók számára nyilvános. Ez utóbbi felvételét használhatják abban az esetben, ha az ország előadója nem tud fellépni a későbbi próbákon vagy az élő show-kon. Eddig egyszer, a 2021-es Eurovíziós Dalfesztiválon volt ennek a használatára szükség, mivel az izlandi delegáció egyik tagjának a koronavírus PCR-tesztje pozitív lett, így nem tudtak fellépni élőben sem a második elődöntőben, sem a döntőben. Ezen túl eddig egyszer fordult elő olyan eset, hogy egy előadó magán a dalfesztiválon sem tudott megjelenni. A koronavírus-járvány miatt bevezetett korlátozások miatt az Ausztráliát képviselő Montaigne nem tudott elutazni a 2021-es Eurovíziós Dalfesztivál helyszínére, így neki az előre rögzített live-on-tape felvételét vetítették az első elődöntő során.
Az elődöntősök technikai próbái az élő műsorok előtti héten kezdődnek, az országok jellemzően abban a sorrendben próbálnak, ahogyan a verseny során fellépnek. A hét vége felé tartják a rendező ország és az Öt Nagy próbáit. A próbákat követően a delegációk találkoznak a műsor produkciós csapatával, hogy megvitassák a kameraállásokat, a világítást és a koreográfiát a legjobb esztétikai hatás elérésének érdekében az élő televíziós adásokra. Ezen a ponton jelentheti be a delegációvezető a különleges igényeit a fellépéshez, és kérheti ezek biztosítását a rendező műsorszolgáltatótól. A próbaheteken Meet and Greet sajtótájékoztatókat tartanak ezután, ahol az akkreditált rajongók és újságírók kérdezhetik a delegációkat. Minden élő műsort három főpróba előz meg, ahol az egész műsort ugyanúgy lepróbálják, mint ahogy a televízióban is látható lesz. A második főpróbát, más néven zsűri show-nak hívják, és az adott adás előtti este tartják. Ez szolgál az élő műsor tartalékaként egy esetleges technológiai meghibásodás esetén. 2022-ig az egyes országok szakmai zsűrijei itt értékelték az elhangzó produkciókat. A 2023-as Eurovíziós Dalfesztiváltól már csak azért szavaznak, hogy ha valamelyik ország telefonos szavazása érvénytelen lenne, akkor az ő szavazataikat számolják bele a végeredménybe. Az elődöntőkből továbbjutó országok küldöttségei részt vesznek a saját elődöntőjük utáni sajtótájékoztatón, a győztes delegáció pedig a döntőt követő győztesek sajtótájékoztatóján is.

### Partik

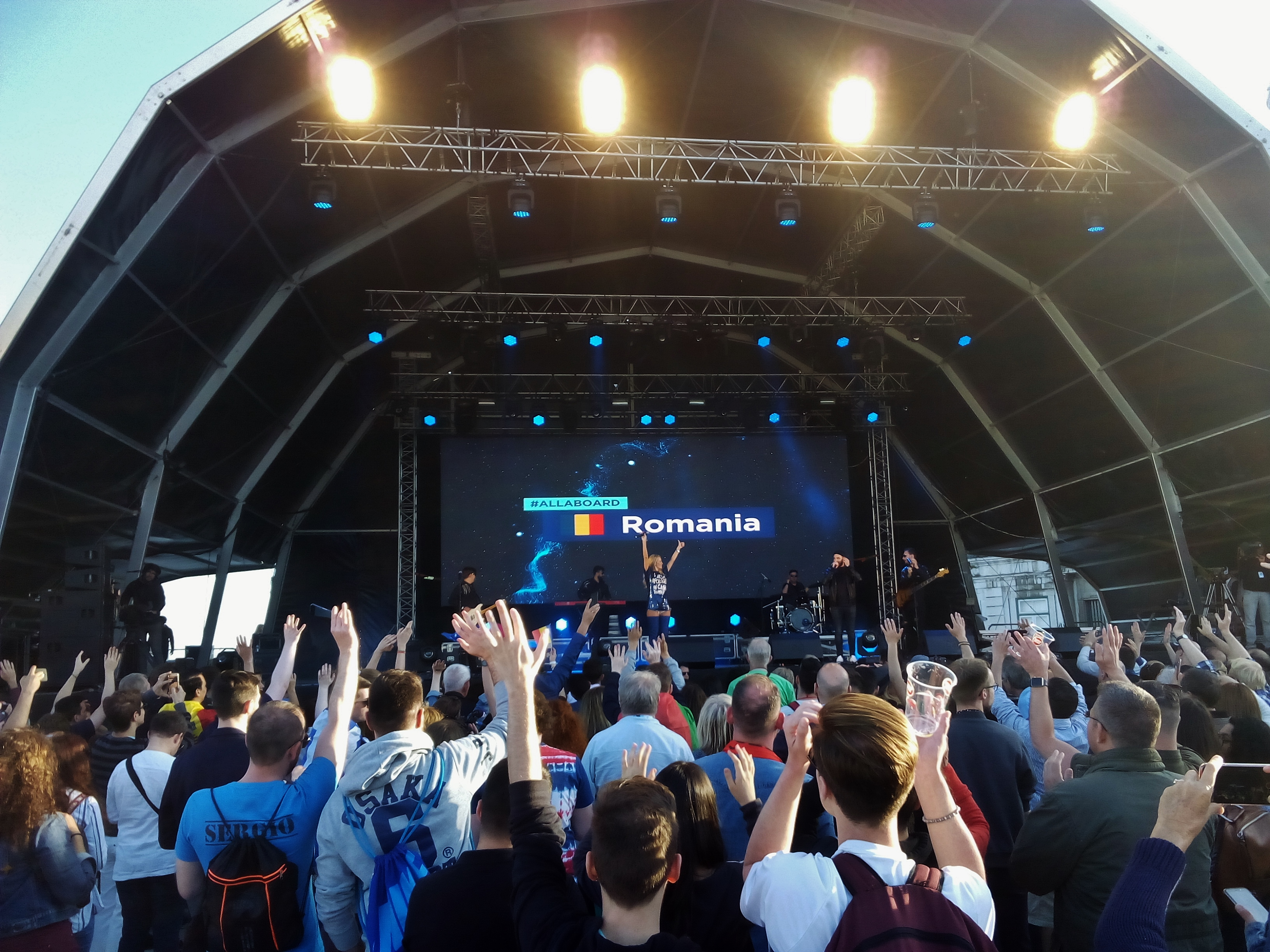
A Romániát képviselő The Humans együttes a 2018-as Eurovíziós Dalfesztiválon, a Eurovision Village-ben

Az Eurovíziós Hetet megelőző vasárnap hagyományosan egy fogadást tartanak, ahol a városvezetés megünnepli, hogy a városukba jött az Eurovíziós Dalfesztivál. Ezt általában egy nagy, a város tulajdonában lévő helyszínen tartják a belvárosban. Az összes delegációt meghívják és a partit általában vörös szőnyeges bevonulás és élő zene kíséri, melyet az érdeklődök az interneten is figyelemmel követhetnek. Az elődöntők és a döntő után partikat tartanak több erre alkalmas helyen a városban. Egy Euroclubot is üzemeltetnek a hét mindennapján, ami egy eurovíziós témájú éjszakai szórakozóhelyet jelent, ahová az összes akkreditált személyt meghívják. Ez alatt az egy hét alatt több delegációnak is szokása külön bulikat tartani a hivatalosan szponzoráltak mellett, azonban jellemzően a nemzeti delegációk a hivatalos Euroclubban tartják meg az ünnepléseiket. Emellett létrehoznak egy Eurovision Village (Eurovíziós falu) elnevezésű hivatalos rajongói zónát is, amely ingyenesen nyitva áll a közönség számára. A verseny művészei itt élőben lépnek fel, és az élő műsorokat itt lehet kivetítőkön keresztül figyelemmel követni.

### Költségvetés

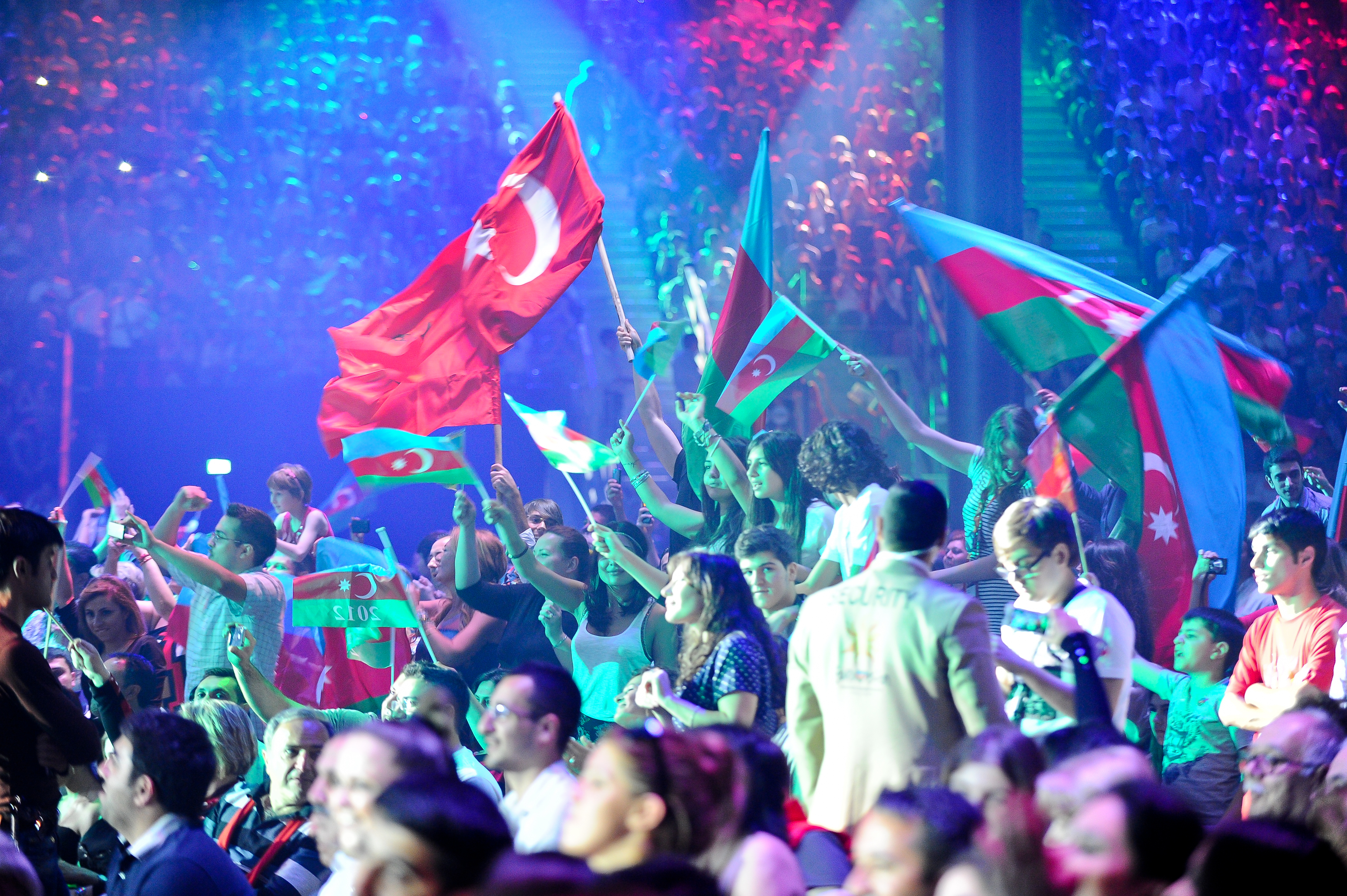
A közönség egy része bakui Kristályteremben a 2012-es Eurovíziós Dalfesztiválon

A dalfesztivál költségeinek nagy részét az esemény szponzorai és a többi részt vevő állam hozzájárulásai állják (a részvételi és közvetítési díjakkal együtt). A rendezés költségeit, melyek 2007-ben elérték a 13 millió eurót, kiegészítheti állami támogatás és egyéb szponzorálás is. A műsor ideje alatt a legtöbb országban nincsen reklámszünet, bár vannak olyan országok, ahol a szavazások előtt ez engedélyezett. A verseny költségeinek körülbelül a fele–harmada terheli a rendező országot. Ugyanakkor a rendezés még így is megterhelő lehet a rendező ország számára, különösen a kisebbekben. Észtország közszolgálati televíziója 2002-ben a szponzori támogatásokkal, jegyeladásokkal nullszaldós eredményt ért el az Eurovíziós Dalfesztivál 26 millió dolláros rendezési költségei mellett. Azerbajdzsán viszont 2012-ben a valaha volt legdrágább dalfesztivált rendezte meg. A költségeket 64 millió dollárra becsülték, amihez nagyban hozzájárult az, hogy a Kaszpi-tenger partjára felépített Kristályterem kifejezetten az Eurovíziós Dalfesztivál miatt készült el, és ez volt az első nagyszabású rendezvény, amit ott tartottak meg. Koppenhágában 2014-ben az eredeti költségvetés háromszorosába került a dalfesztivál megrendezése, ugyanis a verseny helyszínéül szolgáló elhagyatott, használaton kívüli hajógyár és a környék rehabilitációja a műsor idejére többe került, mint amennyivel előzetesen kalkuláltak.

### Ügyvezető igazgatók

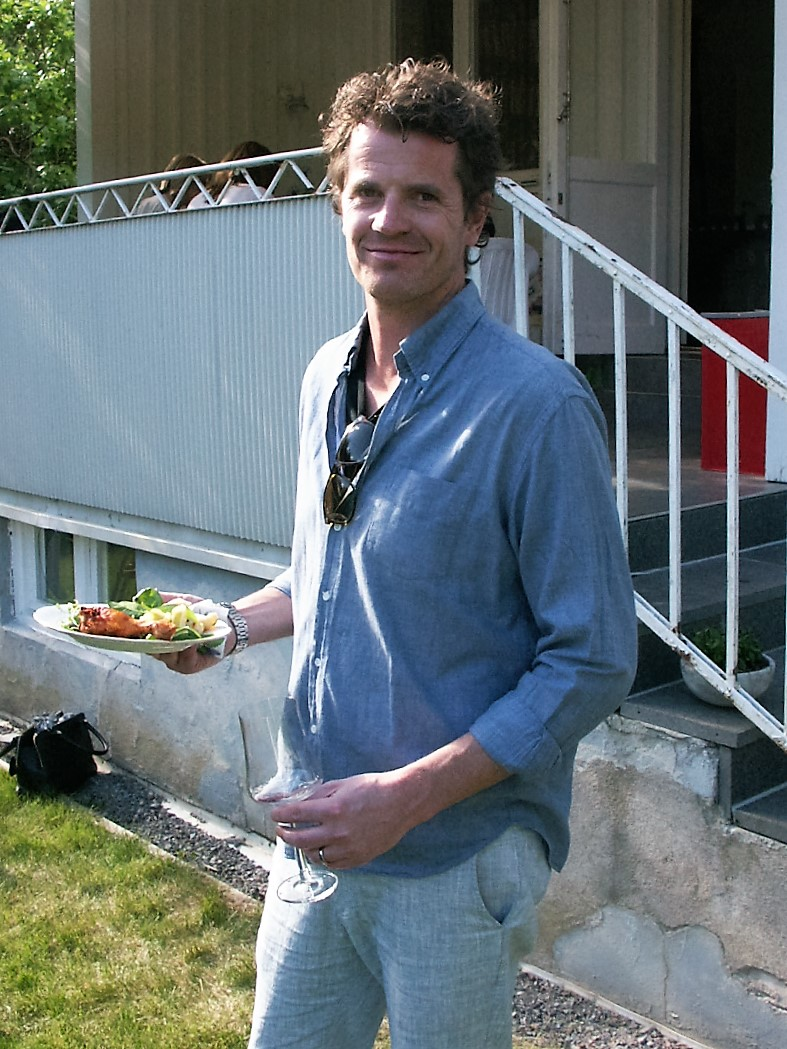
Martin Österdahl, az Eurovíziós Dalfesztivál ügyvezető igazgatója volt 2021 és 2025 között

Az alábbi személyek voltak az Eurovíziós Dalfesztiválok ügyvezető igazgatói (executive supervisor).
| Időszak   | Ügyvezető igazgató      | Származási ország  |
| --------- | ----------------------- | ------------------ |
| 1956–1963 | Nem volt                | Nem volt           |
| 1964–1965 | Miroslav Vilček         | Jugoszlávia        |
| 1966–1977 | Clifford Brown          | Egyesült Királyság |
| 1978–1992 | Frank Naef              | Svájc              |
| 1993–1995 | Christian Clausen       | Dánia              |
| 1996      | Christine Marchal-Ortiz | Franciaország      |
| 1997      | Marie-Claire Vionnet    | Franciaország      |
| 1998–2002 | Christine Marchal-Ortiz | Franciaország      |
| 2003      | Sarah Yuen              | Egyesült Királyság |
| 2004–2010 | Svante Stockselius      | Svédország         |
| 2011–2020 | Jon Ola Sand            | Norvégia           |
| 2021–2025 | Martin Österdahl        | Svédország         |
| 2026–     |                         |                    |

## Szabályok
A versenyt az Európai Műsorsugárzók Uniója (EBU) szervezi meg évente a házigazda ország résztvevő műsorszolgáltatójával együttműködve. Az eseményt az EBU által kijelölt ügyvezető igazgató (executive supervisor) felügyeli, valamint a Referenciacsoport, melyet egy-egy kijelölt delegációvezető képvisel a részt vevő műsorszolgáltató részéről. A dalfesztivál legutóbbi ügyvezető igazgatója Martin Österdahl volt, aki 2020-ban vette át ezt a tisztséget Jon Ola Sandtól, és 2025 nyarán mondott le. Az EBU minden versenyre előírja a részletes szabályokat, melyet a Referenciacsoport tagjai hagynak jóvá. Ezek a szabályok az idők során változtak, és jellemzően többek között körvonalazzák a versengő dalok alkalmasságát, a határidőket, a verseny formátumát, valamint a győztes meghatározását és az eredmények bemutatásának módját használó szavazási rendszert. Ezek mellett sok szabály foglalkozik olyan dolgokkal is, mint a szponzori megállapodások, a műsor közbeni reklámblokkok beiktatásának a lehetősége és a műsor újrasugárzásának joga.

### Dalok és a nyelvhasználat

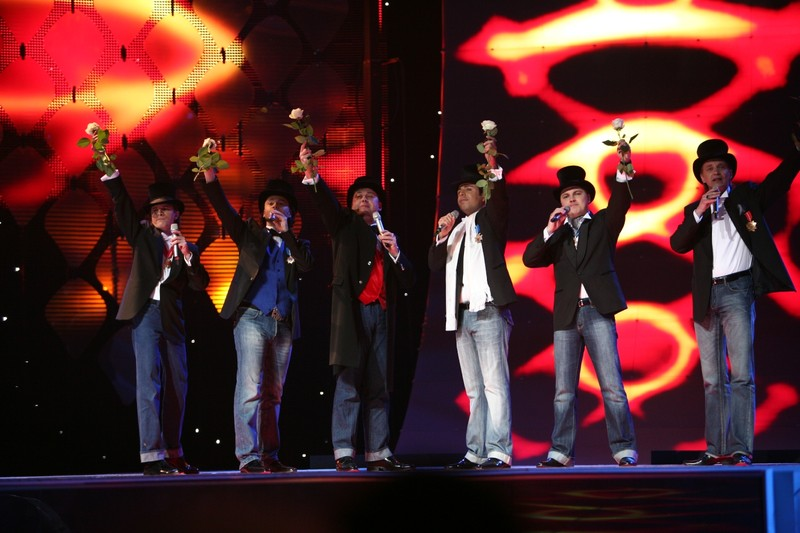
A lett Bonaparti.lv a 2007-es Eurovíziós Dalfesztiválon Helsinkiben

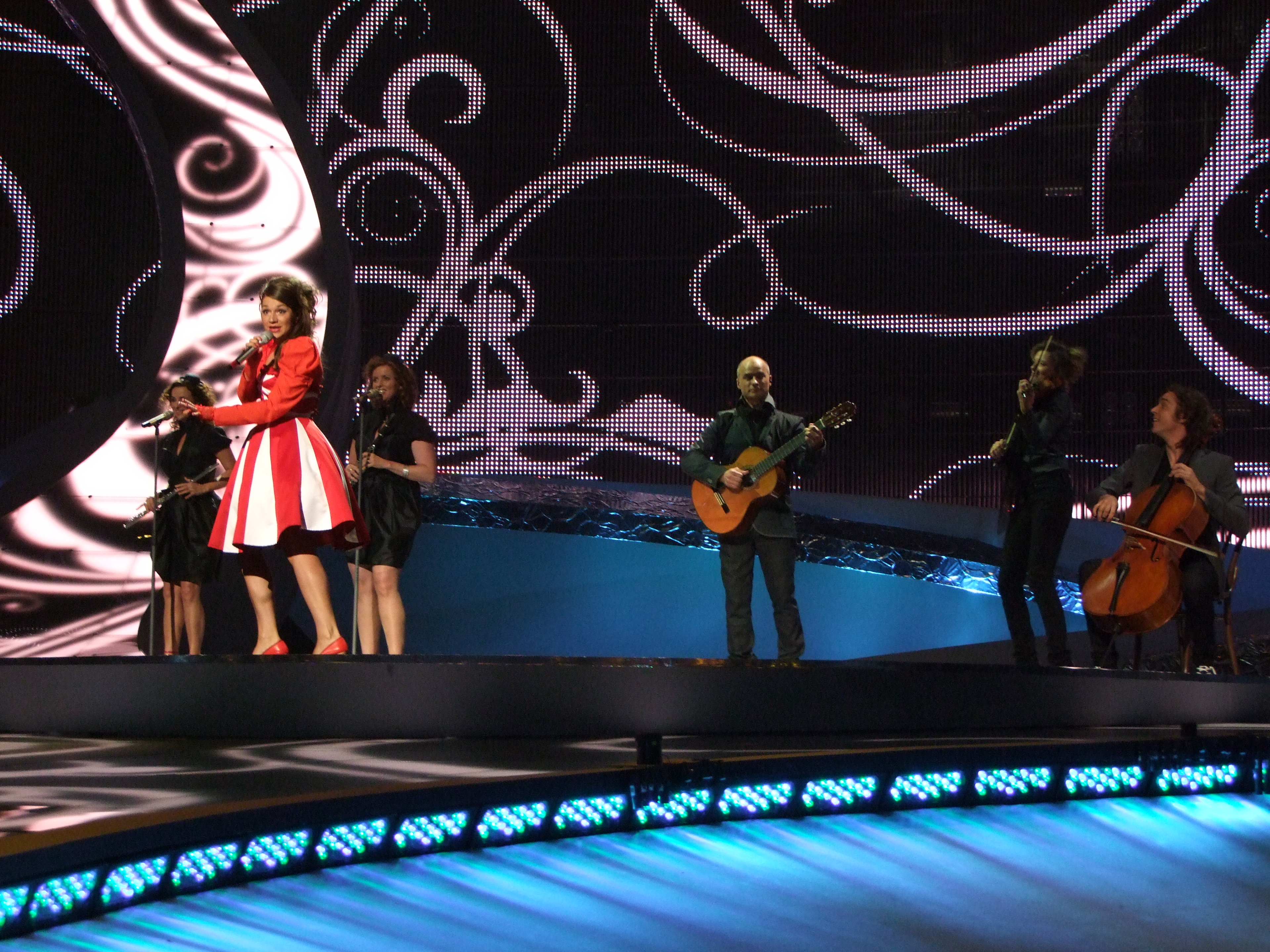
A belga Ishtar együttes a 2008-as Eurovíziós Dalfesztiválon Belgrádban

Az első két dalfesztiválon még nem volt korlátozás a dal hosszát illetően, de mivel 1957-ben az olasz induló több mint öt és fél percig énekelt, ezért egy három és fél perces limitet vezettek be a következő évtől kezdődően. Jelenleg minden részt vevő dal maximum három perc hosszúságú, vagy attól rövidebb lehet. Ez a szabály csak az élő műsorban előadott dalváltozatra vonatkozik. Ahhoz, hogy az adott év versenyén szereplő dalok jogosultak legyenek a részvételre, az előző év szeptemberének első napja előtt nem kerülhetnek kereskedelmi forgalomba. Minden pályaműnek tartalmaznia kell éneket és valamilyen szöveget, és a tisztán instrumentális dalok nem engedélyezettek. A versengő pályaművek bármilyen nyelven előadhatók, legyen az természetes vagy mesterséges nyelv, valamint a részt vevő műsorszolgáltatók szabadon dönthetik el, milyen nyelven adják elő pályaművüket.
Az anyanyelven éneklést megkövetelő szabályt az évek során többször megváltoztatták. A verseny megalapításakor eredetileg semmilyen korlátozást nem vezettek be, azonban először az 1965-ös Eurovíziós Dalfesztiválon a svéd Ingvar Wixell a dalát teljes egészében angol nyelven adta elő, ezért a következő évben új szabályt vezettek be, mely szerint a dalokat a részt vevő ország valamelyik hivatalos nyelvén kell elénekelni. Ez volt a műsor történetében az első alkalom, hogy egy ország teljes egészében idegennyelvű dallal nevezett. Ezt a szabályt először 1973-ban törölték el, majd a legtöbb országban 1977-ben állították vissza. Az 1970-es évek közepén több ország is kihasználta az újonnan szerzett szabadságot azzal, hogy a nem angol anyanyelvű országok is angolul léptek fel, többek között az ABBA is 1974-ben. Ezután 1977-ben az EBU úgy döntött, hogy újra visszatér a nemzeti nyelvi megkötéshez, ugyanakkor külön engedményt tettek Németországnak és Belgiumnak, mert az általuk előadandó dal kiválasztásának folyamata már túl előrehaladott stádiumban volt ahhoz, hogy azt megváltoztassák. A nyelvhasználatra vonatkozó szabályt legközelebb 1999-ben törölték el, és azóta is minden részt vevő ország maga választhatja meg, hogy milyen nyelven adja elő a dalát.
Ez a nyelvi szabadság vezetett odáig, hogy a 2003-as belga együttes, az Urban Trad egy teljesen kitalált nyelven énekelt, mellyel egészen a második helyig jutottak. A 2006-os holland induló, a Treble, félig angolul, félig egy kitalált nyelven énekelt, míg 2008-ban a belga Ishtar is egy halandzsa nyelven adta elő az O Julissi című dalát. Mára már jelentős túlsúlyba kerültek az angol nyelven előadott dalok: a 2004-es Eurovíziós Dalfesztivál döntőjében rekordmennyiségű, tizennégy angol nyelvű dal követte egymást a fellépési sorrendben. Ennek köszönhetően 2007-ben a lett Bonaparti.lv úgy döntött, hogy olaszul adja elő a nevezett dalát, ezzel kitűnve a többi angol nyelven előadott versenymű közül. A 2017-es Eurovíziós Dalfesztivál első elődöntőjében résztvevő tizennyolc dalból mindössze egy, a későbbi győztes portugál dal volt az egyedüli, amely nem angol nyelven hangzott el.
További szabály, hogy az egyes produkciók előadása vagy azok dalszövege nem hozhatja rossz hírbe az Eurovíziós Dalfesztivált, valamint nem lehet teret adni nyilvánvaló politikai állásfoglalásoknak sem.

### Élő zene és az előadók

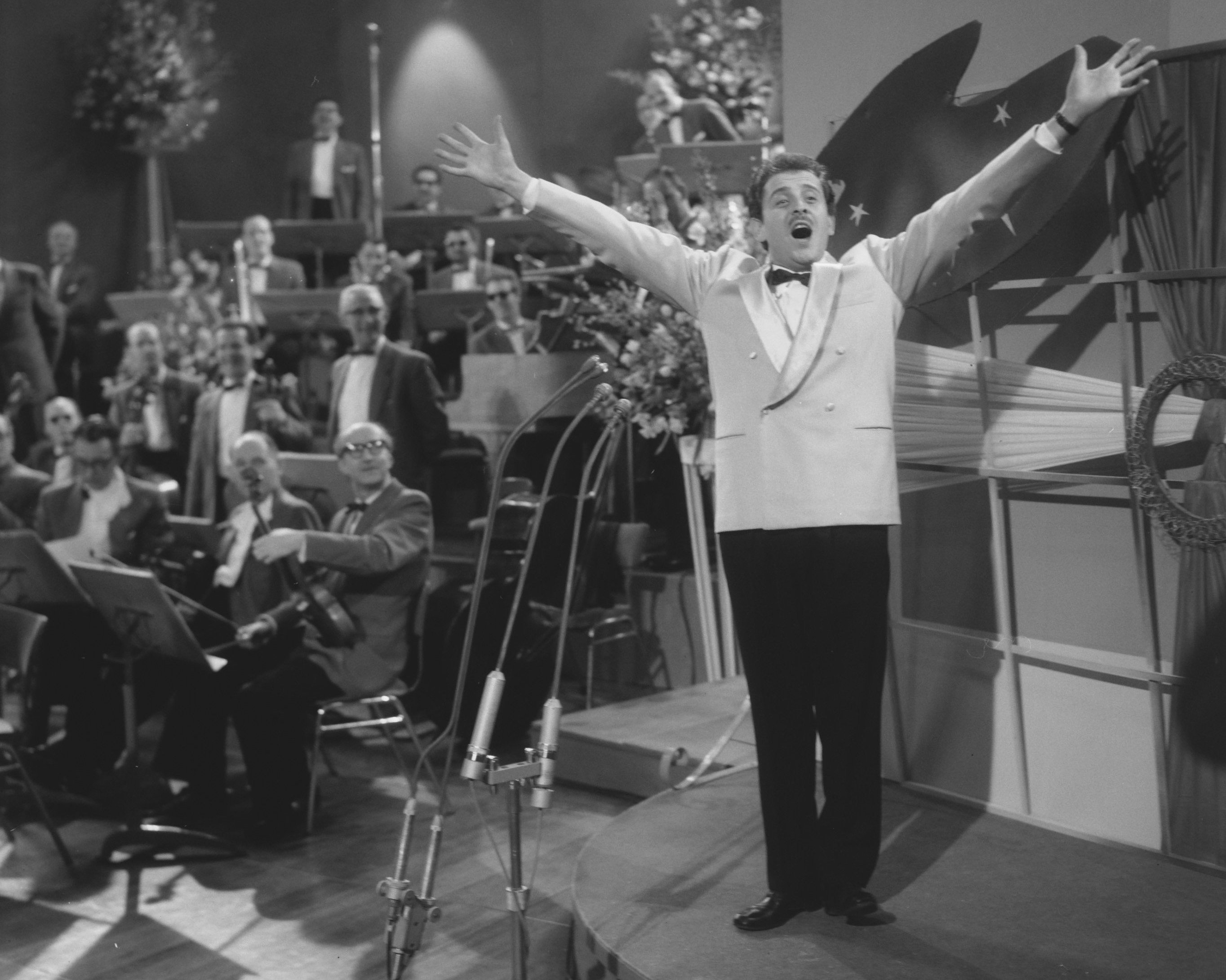
A zenekar 1998-ig szerves része volt a versenynek (Domenico Modugno az 1958-as Eurovíziós Dalfesztiválon)

Az első dalfesztivál szabályai szerint csak egyéni előadók nevezhettek a versenyre, ezt a következő évben módosították, hogy lehetővé tegyék a duettek versenyzését, majd ezt követően először az 1971-es Eurovíziós Dalfesztiválon engedélyezték a együttesek szereplését is. Jelenleg a versenyelőadások során a színpadra fellépő személyek száma legfeljebb hat főben van korlátozva, valamint élő állatok nem szerepeltethetőek. Az 1990-es Eurovíziós Dalfesztivál óta minden versenyzőnek legalább 16 évesnek kell lennie az első élő műsor napján, amelyben fellép, így Sandra Kim, aki 13 évesen nyerte meg az 1986-os Eurovíziós Dalfesztivált, a a verseny legfiatalabb nyertese marad, amíg ez a szabály érvényben van. A fellépő előadók állampolgársága vagy születési országa nincs korlátozva, és a részt vevő műsorszolgáltatók szabadon választhatnak előadót bármely országból. Több énekes is más állampolgárságú, vagy az általa képviselt államtól eltérő országban született. Egy előadó nem versenyezhet egynél több ország színeiben egy adott évben, de a későbbiekben van erre lehetősége. Például a Feminnem együttes 2005-ben Bosznia-Hercegovinát, míg 2010-ben Horvátországot képviselte. A dalszerzőkre nem vonatkozik ez a szabály: egy évben akár több versenyművet is jegyezhet ugyanaz a művész. 2012-ben Peter Boström a svéd és a norvég dal szerzői között is jelen volt – érdekesség, hogy az előbbivel a döntő első, az utóbbival pedig az utolsó helyét szerezte meg.
1956 és 1998 között a rendező ország feladata volt, hogy élő zenekart biztosítson a résztvevőknek. 1973-ig minden zenét a rendező által biztosított zenekarnak kellett játszania. 1973-tól előre felvett háttérzene is engedélyezett volt, ugyanakkor a rendező országnak továbbra is biztosítania kellett az élő zenekart, hogy a résztvevőknek választási lehetőségük legyen. Amennyiben háttérsávot alkalmaztak, az abban hallott összes hangszernek jelen kellett lennie a színpadon. 1997-ben már minden hangszeres zenét előzetesen fel lehetett venni, de a rendező országnak továbbra is zenekart kellett biztosítania a produkciókhoz. 1999-ben a szabályokat módosították, így a rendezőknek már nem volt kötelező a zenekar biztosítása, csak ha úgy döntenek. A rendező műsorszolgáltató abban az évben az izraeli IBA volt, akik a zenekar mellőzése mellett döntöttek a költségek csökkentése érdekében. Így 1999 lett az első év, amikor minden dalt előre felvett háttérzenével (de élő vokál kíséretében) adtak elő. A zenekar azóta sem volt látható a dalfesztiválon; utolsó alkalommal a BBC által 1998-ban Birminghamben rendezett Eurovíziós Dalfesztiválon voltak jelen. Jelenleg minden hangszeres zenét a versenydalokhoz előzetesen fel kell venni, és az előadások során élő hangszerek használata nem megengedett.
A műsorban minden vokált 2019-ig élőben kellett elénekelni, nem szólalhatott meg emberi hang a háttérzenében. 1999-ben a horvát dal zenéjében olyan hangok voltak, melyek gyanúsan emberi hangnak hallatszottak. A horvát delegáció azt állította, hogy azok nem emberi hangok voltak, hanem vokált utánzó, digitálisan előállított hangok. Az EBU ennek ellenére úgy határozott, hogy a horvátok megszegték a szabályokat, és a jövőbeni kvalifikációk alapjául szolgáló ötéves pontátlagukban az adott évben kapott pontjaikat 33%-kal csökkentették. A 2021-es Eurovíziós Dalfesztivál óta opcionálisan előre rögzíthetőek bizonyos hangsávok, de lehetőség van arra is, hogy a korábbi szabályokhoz igazodva élőben, vokalisták kísérjék az énekest. Ezt a változtatást kísérleti jelleggel vezették be, hogy a 2020-as Eurovíziós Dalfesztivál törlését követően rugalmasak legyenek a szervezők, valamint hogy megkönnyítsék a verseny és az ott elhangzó dalok modernizációját.

### Fellépési sorrend

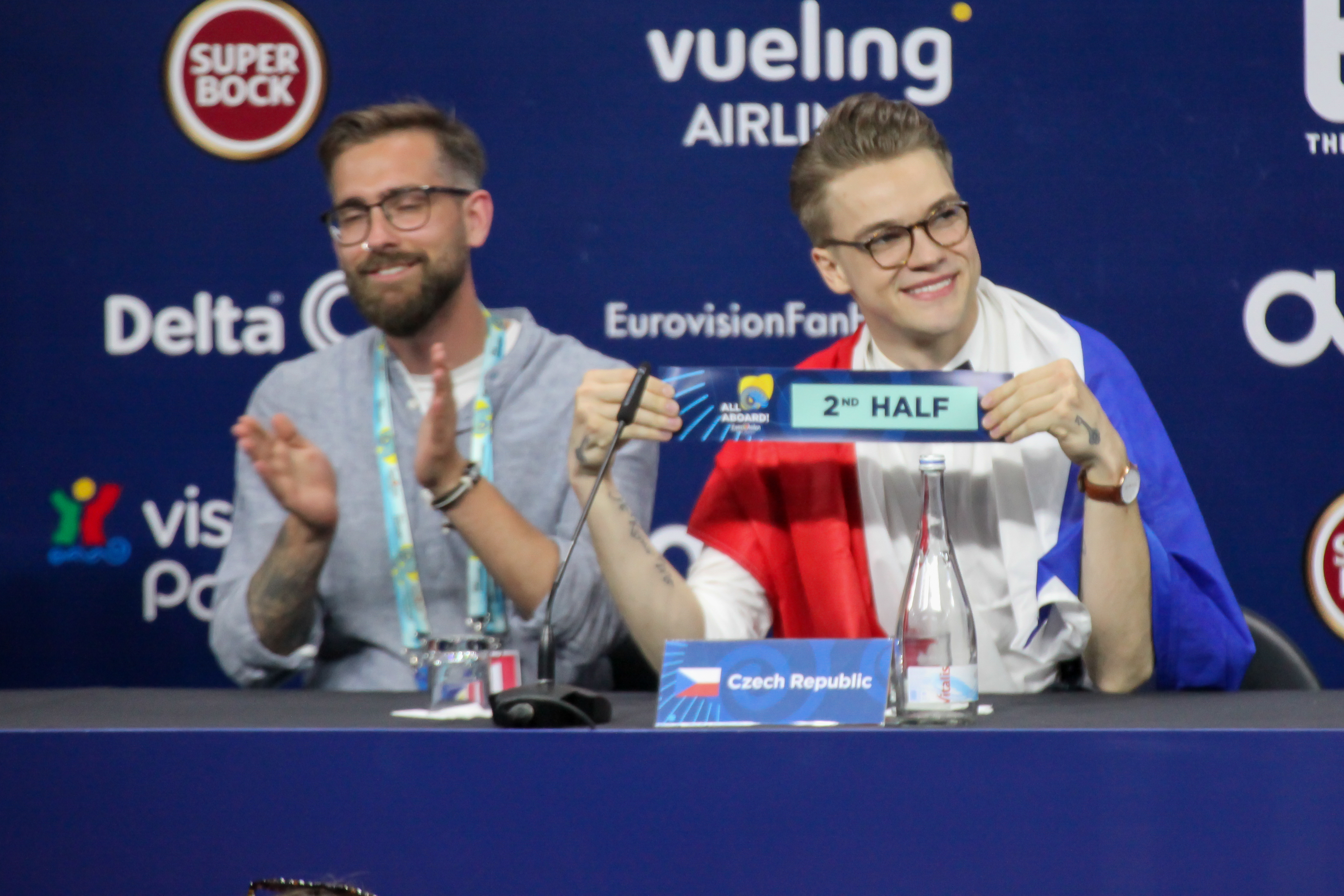
A cseh Mikolas Josef a 2018-as Eurovíziós Dalfesztivál első elődöntőjét követő sajtótájékoztatón a döntő második felébe allokáló cédulát húzott

2013 óta az országok fellépésének sorrendjét a műsor producerei határozzák meg, és a nyilvános bejelentés előtt jóváhagyásra benyújtják az EBU ügyvezető igazgatójának, valamint a Referenciacsoportnak. A korábbi években alkalmazott véletlenszerű sorsoláshoz képest ez egy nagyobb változás volt, melyet annak érdekében vezettek be, hogy jobb élményt nyújtson a műsor a televíziónézőknek, és hogy minden dal kiemelkedjen – elkerülve az olyan eseteket, amikor a hasonló stílusú vagy tempójú dalokat egymás után adják elő.
Az elődöntős rendszer két elődöntősre bővülésének 2008-as bevezetése óta minden évben tartanak egy sorsolást a dalfesztivál előtt, ahol kisorsolják, hogy melyik ország melyik elődöntőben fog részt venni. Az országok földrajzi elhelyezkedésük és szavazási szokásaik alapján kerülnek szétosztásra, majd véletlenszerű sorsolással kerülnek a két elődöntő egyikébe. Továbbá az országokat ezután szétosztják, hogy az adott elődöntő első vagy második felében versenyeznek majd. Miután az összes dalt kiválasztották, a producerek meghatározzák az elődöntők fellépési sorrendjét. Az alapból döntős országok véletlenszerűen kerülnek besorolásra az egyik elődöntőkbe, ahol szavazati joggal rendelkeznek, valamint előadójuk 2024 óta be is mutatja versenydalát a fellépő produkciók között.
Az elődöntők továbbjutóinak a győztesek sajtótájékoztatóján véletlenszerűen kisorsolják, hogy a műsor első vagy második felében vehetnek részt. Az alapból döntősök számára is véletlenszerűen sorsolják ki, hogy hanyadik félben fognak fellépni, kivéve a rendező országot, amelynek pontos pozícióját egy külön sorsolással határozzák meg a március közepén tartandó delegációvezetők találkozóján. A döntő rajtsorrendjét a második elődöntőt követő éjjeli órákban véglegesítik a producerek, majd a jóváhagyást követően közzéteszik nyilvánosan. A fellépési sorrend a dalok zenei tulajdonságainak, a színpadi teljesítményének, a kellék- és világítástechnikai összeállításának, valamint az egyéb produkciós szempontoknak a figyelembevételével történik.

### Szavazás

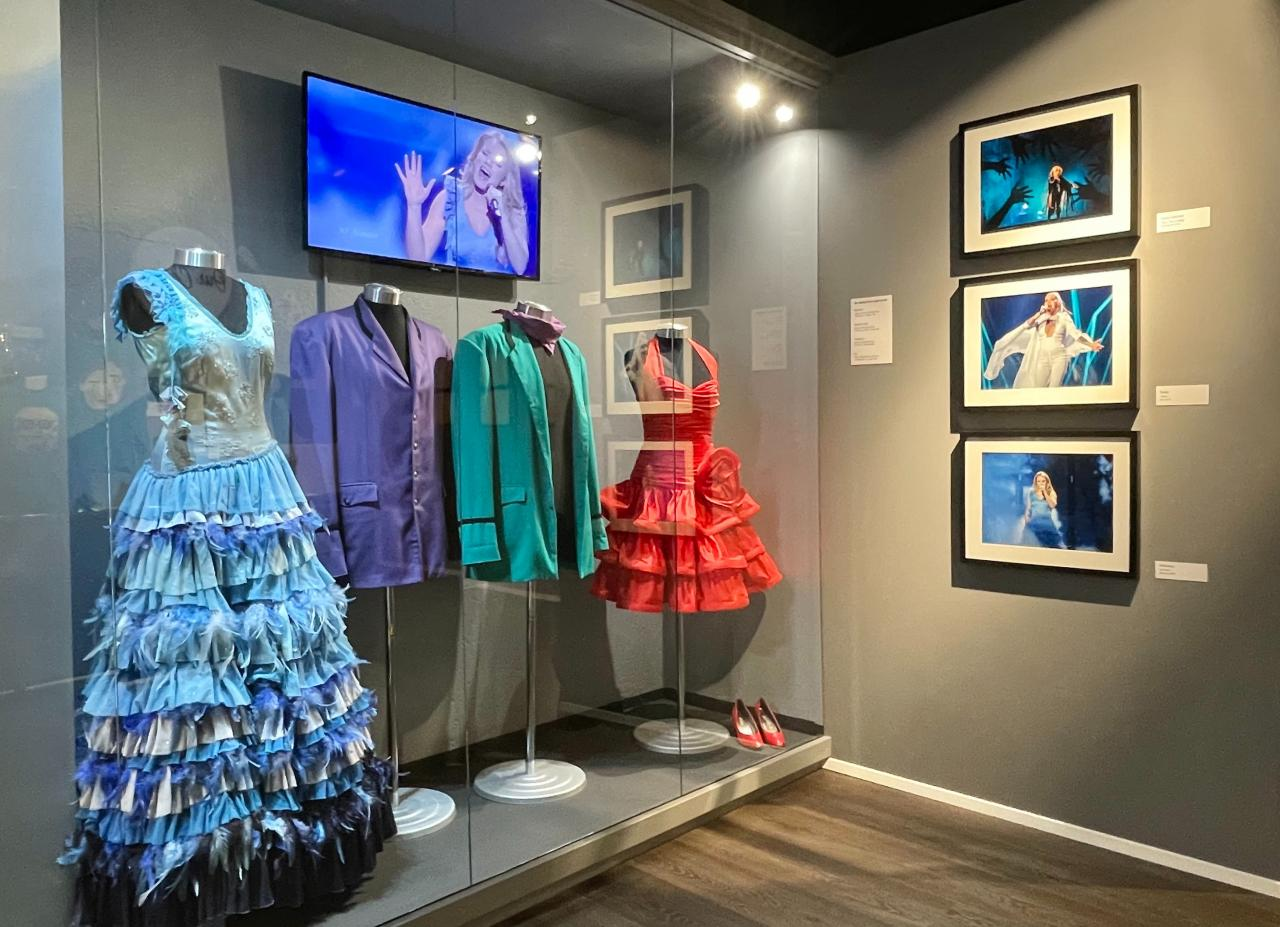
Eurovíziós múzeum az izlandi Húsavík városában

2023-tól a verseny eredményének megállapítása rangsorolásos módszer szerint történik. Minden ország 1–8, 10 és 12 ponttal jutalmazza azt a tíz kedvenc dalt, amelyekre az adott ország közönsége vagy a szakmai zsűri szavazott, és a leginkább preferált dal 12 pontot kap. Az elődöntőkben minden országból elsősorban az nézők telefonon, SMS-ben vagy a hivatalos eurovíziós applikáción keresztül leadott szavazatai alapján alakul ki a végeredmény, míg a a döntőben minden ország kétszer osztja ki a pontjait: egyet a televíziónézők és egyet az adott ország öt zenei szakemberéből álló zsűri ítélnek oda. 2023-tól bizonyos kiválasztott, de nem részt vevő országok nézői is szavazhatnak a verseny adásai során. A nézők egy online platformon keresztül adhatják le a szavazatokat, amelyeket összesítenek, és egy extra országként számítanak bele a végeredménybe az innen érkezett pontok. Ez a rendszer az 1975 óta használatban lévő szavazási módszer módosítása, ugyanis először ekkor vezették be a 12 pontos rendszert, de országonként egy-egy adag ponttal. 2016 és 2022 között egy hasonló felépítést alkalmaztak, ahol mindkét elődöntőben és a döntőben is két-két adag pontot osztottak ki – egyet a zsűri, egyet pedig a közönség. Először 1957-ben vezették be, hogy a nemzeti zsűri és az egyes országok közönsége nem szavazhat a saját dalára, mely szabály azóta is érvényben van.
Történelmileg egy adott ország pontjai fölött egy belső zenei zsűri döntött, de 1997-ben öt ország (Ausztria, Franciaország, Németország, Svédország és az Egyesült Királyság) a telefonos szavazással kísérletezett, országaik közönségének megadva a lehetőséget, hogy tömegesen szavazzanak kedvenc dalaikra. A kísérlet sikeres volt, és 1998-tól minden országot arra bíztattak, hogy a telefonos szavazást alkalmazzák, ahol csak lehetséges. Egy tartalék zsűrit továbbra is készenlétben tartott minden ország arra az esetre, ha a telefonos szavazás sikertelen lenne (műszaki vagy egyéb problémák miatt). Napjainkban a telefonos szavazás mellett SMS-ben és a hivatalos eurovíziós applikáción keresztül is lehet szavazni. A szavazás akármelyik módját használják – telefon, SMS, applikáció vagy szakmai zsűri – továbbra sem lehet ugyanarra az országra szavazni, mint ahol a szavazatot leadták. Mikor elterjedt a telefonos szavazás, akkor már általában csak a miniállamok – Monaco, Andorra, San Marino – használták a zsűri szavazást, mivel ezeknek az országoknak nincs kiépített, saját mobilhálózatuk, így az ottani szavazatok valamelyik szomszédos ország telefonos eredményeihez adódnak hozzá. 2008 után ismét nagy szerephez jutott a tartalék zsűri, mivel mindkét elődöntőből a zsűri listája alapján dőlt el egy-egy továbbjutó kiléte. 2009-ben a döntőben már egy szakmai zsűri és a telefonos szavazatok közösen alakították ki az egyes országok pontjait, 2010-től 2022-ig ezt már az elődöntőkre is bevezették, egyúttal eltörölve a 2008-as és 2009-es elődöntőkben alkalmazott zsűris szabadkártyát. A döntőben 2023-tól továbbra is a zsűri és a közönségszavazás egyvelegét használják a végeredmény megállapítására.

#### Szavazási rendszerek
| Szavazási rendszer | Alkalmazás évei            |
| --- | -------------------------- |
| Mindegyik országnak (Luxemburg kivételével) volt 2 zsűritagja, akik 2 pontot adtak a kedvenc daluknak. A luxemburgi zsűri nevében a svájci zsűri szavazott. A részletes eredményeket nem hozták nyilvánosságra, csak a győztest jelentették be. | 1956                       |
| Mindegyik országnak 10 zsűritagja volt, akik 1 pontot adtak a legjobbnak ítélt dalnak. | 1957–1961, 1967–1970, 1974 |
| Mindegyik országnak 10 zsűritagja volt, akik 3, 2 és 1 pontot adtak a legjobbnak ítélt daloknak. A pontokat összeadták, és az első három dal kapott 3, 2 és 1 pontot. | 1962                       |
| Mindegyik országnak 20 zsűritagja volt, akik 5, 4, 3, 2 és 1 pontot adtak a legjobbnak ítélt daloknak. A pontokat összeadták, és az első öt dal kapott 5, 4, 3, 2 és 1 pontot. | 1963                       |
| Mindegyik országnak 10 zsűritagja volt, akik tetszőlegesen elosztottak 3 pontot a dalok között. A pontokat összeadták, és az összesített lista első három helyezettje kapott 5, 3 és 1 pontot. Ha csak egy dalra szavazott az összes zsűritag, akkor az 9 pontot kapott, ha csak kettőre, akkor azok 6 és 3 pontot kaptak.                                                                                            | 1964–1966                  |
| Mindegyik országnak 2 zsűritagja volt a helyszínen, egy 25 évnél idősebb és egy 25 évnél fiatalabb. Mindkét zsűritag 1 és 5 között pontozta az összes dalt. | 1971–1973                  |
| Mindegyik ország a 10 kedvenc dalára szavaz, melyek 1-8, 10, és 12 pontot kapnak. | 1975–2015                  |
| Mindegyik ország közönsége és zsűrije külön-külön a 10 kedvenc dalára szavaz, melyek 1–8, 10 és 12 pontot kapnak. Az összesített pontszámokat összeadják. | 2016–2022                  |
| Az elődöntőkben mindegyik ország közönsége a 10 kedvenc dalára szavaz, melyek 1–8, 10 és 12 pontot kapnak. A döntőben mindegyik ország közönsége és zsűrije külön-külön a 10 kedvenc dalára szavaz, melyek 1–8, 10 és 12 pontot kapnak. Az összesített pontszámokat összeadják. Mindegyik adásban a nem részt vevő országok szavazásának eredményei egy extra ország szavazataiként számítanak bele a végső pontokba. | 2023–                      |

#### A szavazatok bejelentésének módja

Digitális eredménytábla a 2004-es Eurovíziós Dalfesztiválon, miközben Johnny Logan bejelenti Írország közönségszavazásának pontjait

Miután a vendégprodukciók sora és a közönségszavazás véget ért, az összes pontot összeszámolják, a műsorvezetők egyesével felhívják az összes részt vevő országot, hogy jelentsék be a szavazásuk végeredményét. 1956-ban a szavazatokat még nem jelentették be, egy zsűri egyszerűen tudatta a közönséggel a műsor végén, hogy Svájc egyik dala győzött. Természetesen szavazás ekkor is volt, csak annak eredménye soha nem került nyilvánosságra. 1957 óta az egyes országok szavazatait a verseny közvetítésének részeként, egy speciális szavazási szakaszban hirdetik ki, és egy kiválasztott szóvivőt bíznak meg minden országban a pontok bejelentésével. Ez a szóvivő jellemzően jól ismert a saját hazájában; a korábbi szóvivők között voltak eurovíziós előadók és híres műsorvezetők is. Történelmileg a pontok bejelentése az országokból telefonvonalon keresztül zajlott, majd először 1994-ben történt műholdas kapcsolat segítségével, így lehetővé téve azt, hogy a közönség és a tévénézők vizuálisan is lássák a szóvivőket. A bejelentkezések során az egyes országok a szóvivőjüket az adott ország egy híres helyét mutató háttér előtt filmezik. Az évek során hagyománnyá vált, hogy a szóvivők rövid üzenetben megköszönik a műsorvezetőknek és a szervezőknek a műsort, mielőtt az országuk által kiosztott pontokat bemutatnák. A szavazatokat 1980-tól növekvő sorrendben olvassák fel, a 12 ponttal zárva. A pontokat a dalfesztivál műsorvezetői megismétlik angolul és franciául, így ez eredményezi az elhíresült douze point felkiáltást, amikor a műsorvezető elismétli a legmagasabb pontszámot franciául is. 2006 és 2015 között az EBU a műsor idejének csökkentése mellett döntött, és mivel nagyrészt az egyes pontok bejelentése vette el a legtöbb időt, így a 2006-os Eurovíziós Dalfesztivál óta a pontok 1-től 7-ig automatikusan megjelentek a képernyőn és a bemondók csak a 8, 10 és 12 pontok nyerteseit olvasták fel egyesével. 2016-tól azonban radikálisan megváltozott a szavazás: a korábbi években a szakmai zsűrik és a tévénézők szavazatait összesítve hirdettek eredményt országonként, míg 2016-tól mind a zsűrik, mind a telefonos szavazatok külön-külön számítanak bele a végeredménybe. A pontok kihirdetésénél csak a 12 ponttal jutalmazott ország neve hangzik el élőben.
A pontozás során kialakult eredményről a nemzeti zsűri és a közönség televíziós szavazása dönt. A döntőben az egyes országok zsűrijének szavazatai egymás után hozzáadódnak a tabellán az összesített eredményhez, ahogy a verseny műsorvezetői kapcsolják sorban a szóvivőket. Az eredményjelző tabellát hagyományosan a színpad szélén helyezték el, és manuálisan frissítették, ahogy minden ország leadta szavazatát. 1988-ban ezt egy számítógépes virtuális táblázatra cserélték le. A szakmai zsűri 1–8 és 10 pontjai megjelennek a képernyőn és automatikusan felkerülnek az eredményjelzőre, majd az ország szóvivője közli, hogy melyik ország kapja tőlük a 12 pontot. Miután az összes ország zsűripontjait bejelentették, az műsorvezetők közlik, hogy az egyes döntősök hány pontot kaptak a közönségtől. Az egyes országok pontjait összesítve, egyetlen értékként jelentik be. 2019 óta a zsűri szavazatai alapján növekvő sorrendben hozták nyilvánosságra a közönségpontokat, és elsőként az az ország kapja meg a pontjait, amelyik a legkevesebb pontot kapta a zsűritől. A döntő után az Eurovíziós Dalfesztivál hivatalos honlapján közzéteszik a részletes eredményeket, beleértve az egyes országok televíziós szavazásainak rangsorát, valamint a zsűri és az egyes zsűritagok szavazatait is. A döntőben az adott nemzeti műsorszolgáltató a saját közönségpontjait általában megjeleníti a képernyőn a győztes kihirdetését követően.
1957 és 2003 között az országokat a daluk előadásának sorrendjében hívták, vagy jellemzően a kezdeti években fordított sorrendben. 2004-ben az országokat az ISO kódjuk szerinti ábécésorrendben hívták. 2005-ben a nem továbbjutó elődöntősök szavazatait jelentették be először, az elődöntős fellépési sorrendjükben, majd a döntősök jelentették be szavazataikat az előadásuk sorrendjében. 2006 és 2010 között minden évben külön sorsolást tartottak a szavazatok bejelentési sorrendjének megállapítására, azóta pedig a verseny szervezői állítják össze, hogy a végeredmény szempontjából legizgalmasabb sorrendben következzenek egymás után a szóvivők. A pontozás az EBU szavazási megfigyelőjének elnökletével történik, aki felelős azért, hogy a pontokat rendben és sorban kiosszák. A megfigyelőt előre értesítik a következő öt ország szavazatairól, hogy kizárják a taktikai szavazással való visszaéléseket; például ha egy ország megváltoztathatná a szavazatait az előző országok szavazási trendjei szerint.

#### Döntetlen eredmények

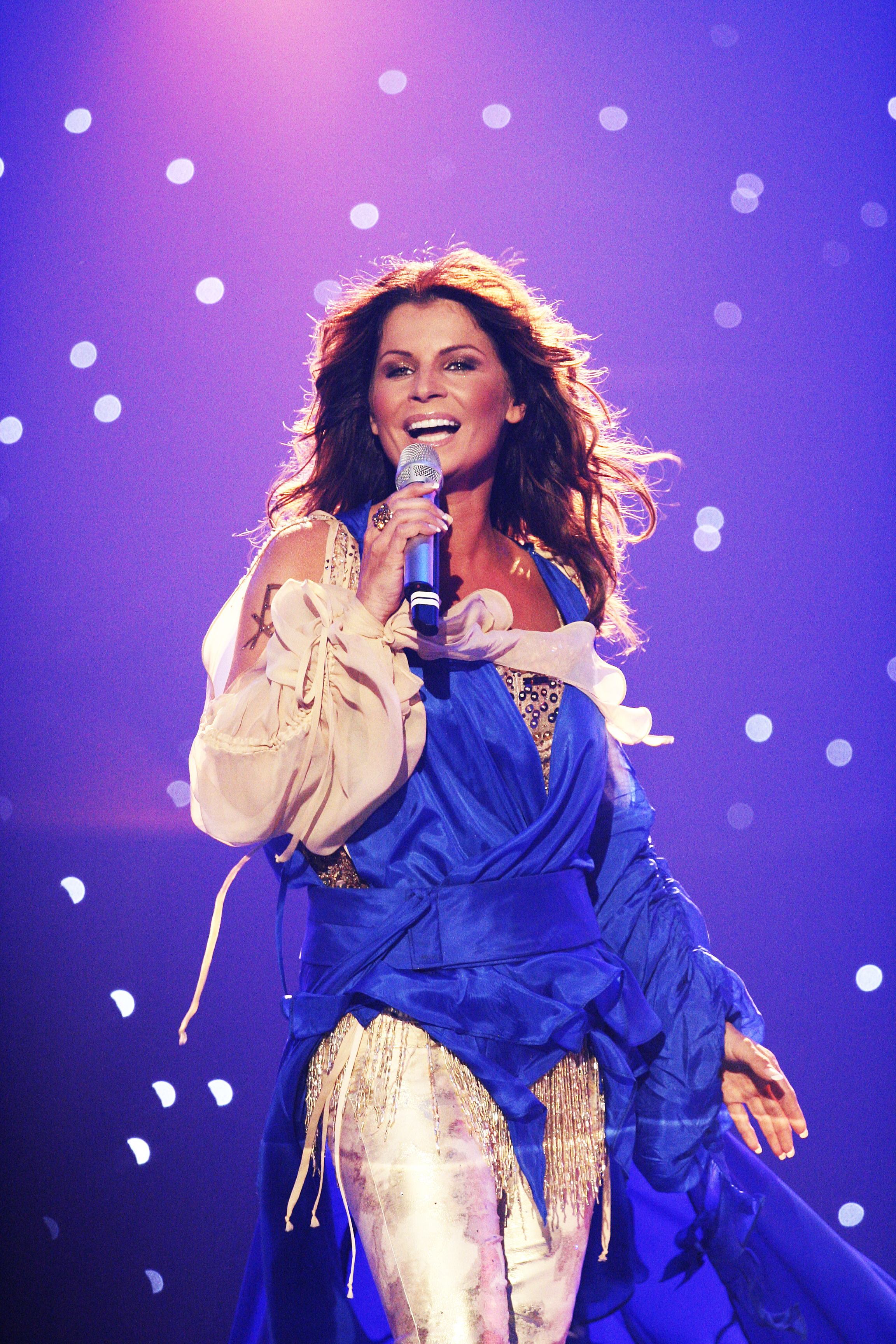
Carola, az 1991-es Eurovíziós Dalfesztivál győztese (a képen a 2006-os Eurovíziós Dalfesztiválon)

Ha két vagy több ország ugyanannyi ponttal végez bármelyik helyen, akkor a döntetlent meg kell állapítani, hogy végső helyezésben melyik végzett előrébb. 2016 óta országonként összevont közönség és zsűrieredményt számítanak ki, és azt az országot tekintik magasabb helyezettnek, amelyik több pontot szerzett a közönségszavazáson.
1969-ben még nem volt a döntetlen esetére kidolgozott rendszer, és négy ország – Franciaország, Spanyolország, Hollandia és az Egyesült Királyság – is első lett a pontjaik alapján. Mivel nem voltak előre meghatározott szabályok erre az esetre, mind a négy országot győztesnek kiáltották ki. Ez elégedetlenséget okozott a legtöbb nem nyertes ország körében és tömeges visszalépésekkel fenyegették a szervezőket. Ausztria, Finnország, Svédország, Norvégia és Portugália nem vett részt az 1970-es Eurovíziós Dalfesztiválon az előző évi eredménnyel szembeni tiltakozásként. Ez arra késztette az EBU-t, hogy dolgozzon ki egy döntetlent feloldó szabályt. Amennyiben az este végén az első helyezésért döntetlen alakulna ki, akkor megszámolják, hány országtól kaptak pontokat a döntetlen országok, és amelyik a legtöbb másik országtól kapott pontot, az lesz a győztes. Ha az eredmény még így is döntetlen, a maximális pontszámok (12 pont) elnyerésének a számát hasonlítják össze. Ha még mindig döntetlen lenne, akkor a 10 pontok számát, majd a 8-akét és így tovább hasonlítják össze. Abban a matematikailag nagyon valószínűtlen esetben, ha még mindig döntetlen lenne az állás, akkor a fellépési sorrendben hamarabb szereplő országot kiáltják ki győztesnek. Ugyanezt a módszert alkalmazzák az elődöntő tizedik, vagy a döntő tizedik helyénél, ami az utolsó olyan helyezés volt, mellyel automatikusan kvalifikált az ország a következő évi döntőbe 2003 és 2007 között.
1969 óta az első alkalom, hogy két vagy több ország döntetlen volt az első helyért, 1991-ben történt, amikor Franciaországnak és Svédországnak is összesen 146 pontja volt. Az 1991-es döntetlent feloldó szabályok még nem tartalmazták a kitételt a pontot ítélő országok számának összehasonlítására (mellyel Franciaország nyert volna), hanem a 12 pontok odaítéléseinek a számolásával kezdték. Mind a franciák, mind a svédek négyszer kaptak 12 pontot, ám mivel Svédország többször kapott 10 pontot, ezért őket mondták ki a győztesnek a műsor végén.

#### Legmagasabb pontszámok
A pontszámítás 2016-os megváltoztatásának köszönhetően a maximálisan megszerezhető pontszámok megduplázódtak, így a korábban részt vett versenydalok lejjebb rangsorolódtak.
| #   | Ország             | Év   | Előadó                     | Dal                  | Pontszám | Pontszám | Pontszám | Helyezés |
| #   | Ország             | Év   | Előadó                     | Dal                  | Zsűri    | Közönség | Összesen | Helyezés |
| --- | ------------------ | ---- | -------------------------- | -------------------- | -------- | -------- | -------- | -------- |
| 1.  | Portugália         | 2017 | Salvador Sobral            | Amar pelos dois      | 382      | 376      | 758      | 1.       |
| 2.  | Ukrajna            | 2022 | Kalush Orchestra           | Stefania             | 192      | 439      | 631      | 1.       |
| 3.  | Bulgária           | 2017 | Kristian Kostov            | Beautiful Mess       | 278      | 337      | 615      | 2.       |
| 4.  | Svájc              | 2024 | Nemo                       | The Code             | 365      | 226      | 591      | 1.       |
| 5.  | Svédország         | 2023 | Loreen                     | Tattoo               | 340      | 243      | 583      | 1.       |
| 6.  | Horvátország       | 2024 | Baby Lasagna               | Rim Tim Tagi Dim     | 210      | 337      | 547      | 2.       |
| 7.  | Ukrajna            | 2016 | Jamala                     | 1944                 | 211      | 323      | 534      | 1.       |
| 8.  | Izrael             | 2018 | Netta                      | Toy                  | 212      | 317      | 529      | 1.       |
| 9.  | Finnország         | 2023 | Käärijä                    | Cha Cha Cha          | 150      | 376      | 526      | 2.       |
| 10. | Olaszország        | 2021 | Måneskin                   | Zitti e buoni        | 206      | 318      | 524      | 1.       |
| 11. | Ausztrália         | 2016 | Dami Im                    | Sound of Silence     | 320      | 191      | 511      | 2.       |
| 12. | Franciaország      | 2021 | Barbara Pravi              | Voilà                | 248      | 251      | 499      | 2.       |
| 13. | Hollandia          | 2019 | Duncan Laurence            | Arcade               | 237      | 261      | 498      | 1.       |
| 14. | Oroszország        | 2016 | Sergey Lazarev             | You Are the Only One | 130      | 361      | 491      | 3.       |
| 15. | Olaszország        | 2019 | Mahmood                    | Soldi                | 219      | 253      | 472      | 2.       |
| 16. | Egyesült Királyság | 2022 | Sam Ryder                  | Space Man            | 283      | 183      | 466      | 2.       |
| 17. | Spanyolország      | 2022 | Chanel                     | SloMo                | 231      | 228      | 459      | 3.       |
| 18. | Ukrajna            | 2024 | Alyona Alyona & Jerry Heil | Teresa & Maria       | 146      | 307      | 453      | 3.       |
| 19. | Franciaország      | 2024 | Slimane                    | Mon amour            | 218      | 227      | 445      | 4.       |
| 20. | Svédország         | 2022 | Cornelia Jakobs            | Hold Me Closer       | 258      | 180      | 438      | 4.       |
| 21. | Ausztria           | 2025 | JJ                         | Wasted Love          | 258      | 178      | 436      | 1.       |
| 22. | Ciprus             | 2018 | Eleni Foureira             | Fuego                | 183      | 253      | 436      | 2.       |
| 23. | Svájc              | 2021 | Gjon’s Tears               | Tout l’univers       | 267      | 165      | 432      | 3.       |
| 24. | Norvégia           | 2009 | Alexander Rybak            | Fairytale            | —        | —        | 387      | 1.       |
| 25. | Izland             | 2021 | Daði og Gagnamagnið        | 10 Years             | 198      | 180      | 378      | 4.       |

### Közvetítési szabályok
A részt vevő műsorszolgáltatóknak élőben kell közvetíteniük legalább azt az elődöntőt, amelyben versenyeznek, vagy az automatikusan döntős országok esetében azt az elődöntőt, amelyben szavazniuk kell, valamint a döntőt teljes egészében. Ez magában foglalja az összes versenyprodukciót, a szavazást segítő rekapitulációs videót, amely az előadások rövid részleteit tartalmazza, magát a szavazást, az elődöntő eredményhirdetését, és a döntőben győztes dal előadását. A másik elődöntő közvetítéséről az egyes műsorsugárzók döntenek, de szavazati joggal ott nem rendelkeznek. Az automatikusan döntősöket egy sorsolással szétosztják a két elődöntő között: az egyiket nekik is kötelező közvetíteniük, és szavazniuk is kell az ottani résztvevőkre. A másik elődöntőben ők sem rendelkeznek szavazati joggal. 1999 óta azok a műsorszolgáltatók, akik ezt kérik, lehetőséget kaptak arra, hogy reklámszünetet iktathatnak be a műsorrendben szereplő rövid, nem lényeges szünetekben. Kivételes körülmények között, például egy hirtelen kialakuló vészhelyzet miatt a résztvevő műsorszolgáltatók késleltethetik vagy elhalaszthatják az esemény közvetítését. Amennyiben egy műsorszolgáltató nem sugározza a műsort az előre egyeztetett szabályok szerint, az EBU szankciókat vethet ki rá. A versenyen nem részt vevő országok több műsorszolgáltatója korábban már sugározta a versenyt. Magyarországon a rendszerváltás előtti években a legtöbbször a Magyar Televízió közvetítette a dalfesztiválokat, de 2010-ben, amikor nem volt magyar előadó a versenyen, az akkori Duna Televízióban volt látható a közvetítés. 2020 óta egyetlen magyar tévécsatornán sem láthatóak az verseny adásai.
Ahogy a nemzeti televíziótársaságok csatlakoznak és kilépnek az EBU által közvetített eurovíziós műsorfolyamból, az EBU/Eurovízió állomásazonosító logója (nem tévesztendő össze magának a dalfesztiválnak logójával) jelenik meg. A kísérőzene, amely más eurovíziós adásokban is használatos, Marc-Antoine Charpentier Te Deum-jának a Marche en rondeau előjátéka. Ugyanazt a logót használja az Eurovíziós Hálózat és az Európai Műsorsugárzók Uniója is. A legújabb emblémát az Eurovíziós Hálózat 2012-ben vezette be, és ez az azonosító jelenik meg a műsorok elején és végén, amit a hálózaton keresztül továbbítanak.
Az EBU mostanra, két verseny kivételével valamennyi dalfesztiválnak a felvételét őrzi az archívumában. Ez egy 2011-ben indított projektnek köszönhető, amelynek célja volt az összes műsor felvételeinek és a kapcsolódó anyagoknak az egybegyűjtése a rendezvény 60. évfordulója előtt. Habár kamerakészülékek jelen voltak, hogy gyakorolhassák az 1956-os első verseny páneurópai közvetítését azon néhány néző számára, akik rendelkeztek tévékészülékkel, de a közönség elsősorban a rádión keresztül tudta követni az eseményt. Az egyetlen elérhető videós anyag egy kineszkópos felvétel Lys Assia győztes dalának előadásáról. Az 1964-es Eurovíziós Dalfesztiválról sem létezik teljes felvétel, az esetlegesen fennmaradt példányokról pedig ellentmondóak a különböző jelentések. Mindkét versenyről léteznek hangfelvételek, és maradt fenn néhány videós anyag is.
Néhány alkalommal fordult elő, hogy egy résztvevő ország nem tudta vetíteni a műsor valamelyik adását élőben. A 2000-es Eurovíziós Dalfesztivál élő közvetítésének estéjén a hollandiai Enschede városában felrobbant egy petárdaraktár, és a baleset miatt a holland NOS tévécsatorna megszakította a műsort, így a holland szavazatokról akkor a tartalék zsűri döntött. 2012-ben Albániában egy súlyos, tizenhárom halálos áldozatot követelő buszbaleset miatt gyásznapot rendeltek el az Eurovíziós Dalfesztivál első elődöntőjének napjára, ezért a közszolgálati televízió levette programjáról a műsort, így onnan is csak a zsűri szavazatok számítottak bele a végeredménybe. 2023-ban a szerb közszolgálati televízió döntött úgy, hogy a dalfesztivál elődöntőinek a közvetítése a harmadik számú csatornájukon lesz látható, a pár nappal korábbi iskolai lövöldözéseket követő nemzeti gyász miatt.

## A verseny bővülése
Az első 1956-os Eurovíziós Dalfesztiválra benevezett eredeti hét országból a versengő nemzetek száma az idők során folyamatosan nőtt. 1965-ben, a tizedik versenyen 18 ország vett részt, 1990-re már 22 ország indult el rendszeresen minden évben. 1993-ban 25 ország szerepelt a versenyen, köztük abban az évben először Bosznia-Hercegovina, Horvátország és Szlovénia, akik külön neveztek Jugoszlávia felbomlása miatt.
A szavazási rendszer és egyéb versenyszabályok minimális módosítása mellett a műsor formátumában alapvető változtatásokat nem vezettek be egészen az 1990-es évek elejéig, amikor a rendszerváltásokkal kapcsolatos események hatására egyre nagyobb érdeklődést váltott ki a dalfesztivál a volt keleti blokk új országaiból, különösen az OIRT hálózat (Intervízió) és az EBU 1993-as egyesülését követően. Mivel a dalfesztivál egy élőben sugárzott televíziós műsor, ezért egy észszerű határt kellett szabni a hosszának. Az elmúlt években a névleges limit három óra volt, de az adások esetenként ezen túlnyúltak. 2005-ben a verseny kevéssel volt rövidebb három és fél óránál, viszont 2015-ben kereken négy óra volt a döntő hosszúsága, 2019-ben óta pedig ezt is rendszeresen túllépik.

### Előkvalifikációs fordulók és a leminősítés rendszere
Több leminősítési vagy kvalifikációs rendszert kipróbáltak, hogy limitálják az adott évben részt vevő országok számát. 1993-tól több ország szeretett volna indulni a dalfesztiválon, mint amennyi észszerű keretek közt elfért volna egy televíziós műsorban. A versenyre előzetesen 29 ország jelentkezett, viszont az EBU szerint ennyien nem fértek volna bele egyetlen televízióműsorba. Ezt követően először vezettek be egy előválogatási módszert a versengő pályaművek számának csökkentése érdekében. Közép- és Kelet-Európa hét országa indult el Ljubljanában a Kvalifikacija za Millstreet (Kvalifikáció Millstreet-re) elnevezésű előkvalifikációs fordulóban, egy hónappal az Eurovíziós Dalfesztivál előtt. A hét ország szavazását követően Bosznia-Hercegovina, Horvátország és Szlovénia versenyzői jutottak ki az írországi Millstreetben rendezett versenyre. Észtország, Magyarország, Románia és Szlovákia kénytelenek voltak még egy évet várni az első részvételükre.
Az 1994-es Eurovíziós Dalfesztiválon egy új leminősítéses rendszert vezettek be, mely szerint a legalacsonyabb helyezést elért országoknak ki kell hagyni a következő évi versenyt, hogy olyanoknak adják át a helyüket, amelyek az előző alkalommal nem vettek, vagy nem vehettek részt. 1993-ban az utolsó hét helyen végzett ország kénytelen volt kihagyni a következő évi versenyt, helyettük érkezett a Kvalifikacija za Millstreet-en négy sikertelenül szerepelt ország, valamint lehetősége nyílt debütálni Litvániának, Lengyelországnak és Oroszországnak is. Ezt a rendszert alkalmazták ismételten az 1995-ös Eurovíziós Dalfesztivált megelőzően is, de 1996-ban új szabályokat vezettek be. Ekkor a versenyt megelőző hónapokban egy audioselejtezőt tartottak előkvalifikációs fordulóként. Ezt a rendszert elsősorban azért vezették be, hogy Németországot, a dalfesztivál egyik legnagyobb pénzügyi befizetőjét benn tudják tartani a műsorban, ugyanis a korábbi rendszert használva kiszorultak volna a résztvevők közül. A norvégok, mint a verseny házigazdái alanyi jogon részt vehettek, viszont a további 29 ország a 22 kiadó helyért küzdött meg. Az audioselejtezőt követően Németország végül így sem jutott tovább, és csatlakozott Dánia, Észak-Macedónia, Izrael, Magyarország, Oroszország és Románia énekeseihez, akik nem vehettek részt az oslói versenyen. 1997-től ismételten az 1993 és 1995 között használthoz hasonló kiesési rendszert vezettek be, ahol az egyes országok előző öt versenyen elért átlagpontszámait használták annak meghatározására, hogy mely országok kapnak leminősítést. Ezt 2001-ben ismét megváltoztatták az 1993 és 1995 között használt rendszerre, ahol csak az adott évi verseny eredményei számítottak a leminősítésnél.

### ANagy országok (Öt Nagy)

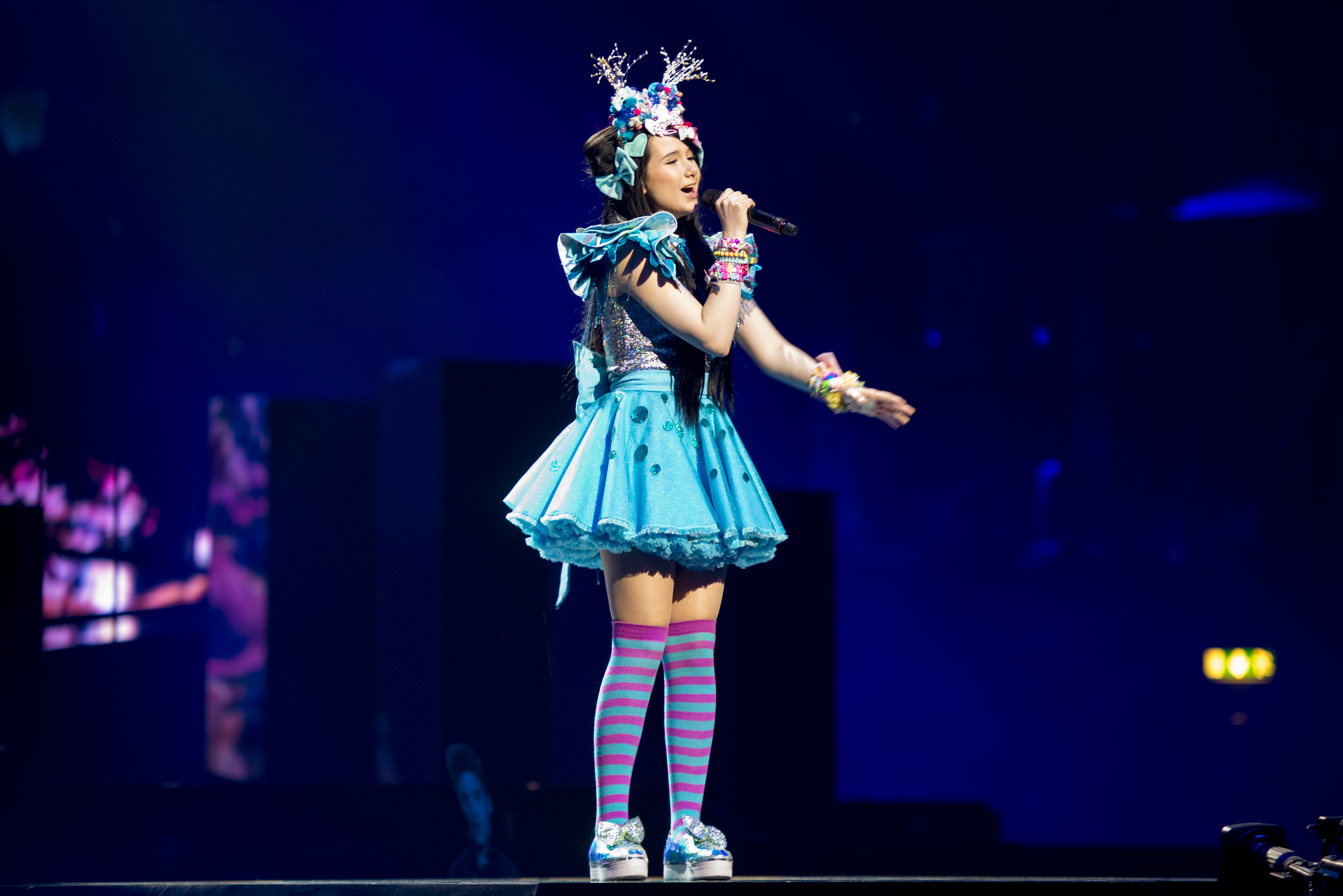
Jamie-Lee Kriewitz, Németország versenyzője a 2016-os Eurovíziós Dalfesztiválon Stockholmban

Németország 1996-os sikertelen indulása miatt új szabályt alkottak, és 1999-ben bevezették, hogy az Egyesült Királyság, Franciaország, Németország és Spanyolország mentességet kap a kiesés alól, ami automatikusan feljogosította őket arra, hogy részt vegyenek a 2000-es versenyen és az azt követő összes dalfesztiválon, függetlenül az előző évi eredményeiktől. Ezen országok közszolgálati televíziótársaságai azok az EBU-tagok, amelyek minden évben jelentős mértékben finanszírozzák a versenyt. Az érinthetetlen státuszuk miatt később a Négy Nagy (Big Four) néven váltak ismertté ezek az országok.
Ez a csoport 2011-ben kibővült, amikor Olaszország tizenhárom kihagyott év után ismét versenyezni kezdett. Ekkor a megnevezés Öt Nagyra (Big Five) változott. Eredetileg azért hozták létre a nagy országokat, hogy a verseny legnagyobb pénzügyi támogatóinak jelentős anyagi hozzájárulása ne maradjon el egyik évben sem, azonban az elődöntők 2004-es bevezetése óta az Öt Nagy a rendező országgal együtt minden évben automatikusan a döntő résztvevője.
Továbbra is viták folynak arról, hogy ez a státusz rontja-e az országok eredményeit: az automatikusan döntős, kiemelt helyzetükből fakadó ellenszenv, és az a potenciális versenyhátrány, hogy kevesebb időt töltöttek a színpadon, mint azok az országok, akik az elődöntőből jutnak tovább a döntőbe. Azonban ez jóval összetettebb ettől, ugyanis az Öt Nagy ország eredményei igen eltérőek voltak a különböző években. 2005-ben a nagy országok és a házigazda Ukrajna végzett a döntő utolsó öt helyén, míg 2021-ben a döntő első két helyén is automatikusan döntős ország szerepelt. A rendszer 1999-es bevezetése óta kétszer, 2010-ben és 2021-ben végzett az első helyen az Öt Nagy ország egyike.
Ennek a státusznak a létezése más versenyző országoknak a nemtetszését váltotta ki, és többek között Törökország arra hivatkozott, hogy nagy országok, és a szavazási szabályok miatt nem neveznek több versenyzőt a dalfesztiválra. Az ország legutóbb 2012-ben szerepelt a műsorban.

### Az elődöntők bevezetése

A döntőbe jutás átlaga országonként (2004–2025; az automatikusan döntősök nincsenek megjelenítve)

A 2003-as Eurovíziós Dalfesztiválon további új országok jelentkezésének eredményeként 2004-től már egy elődöntőt is megrendeznek, így a verseny kétnapossá vált. Minden döntőből az első tíz helyen végzett ország automatikusan bejut a következő év döntőjébe a Négy Nagy mellett, ami azt jelenti, hogy az összes többi országnak az elődöntőben kell versenyeznie a tíz továbbjutást érő helyért. Ebbe a tíz helybe nem számolják bele a nagy országokat, így például 2005-ben Málta annak ellenére volt automatikusan döntős, hogy 2004-ben csak a tizenkettedik helyen zártak, mivel a Négy Nagy ország közül kettő, Spanyolország és Németország is az első tíz között végzett. 2004 és 2007 között így huszonnégy ország indulója vehetett részt a döntőkben.
Az Isztambulban megrendezett 2004-es Eurovíziós Dalfesztiválon rekordszámú 36 ország vett részt: ekkor debütált Albánia, Andorra, Fehéroroszország és Szerbia és Montenegró, valamint a korábban leminőstett országok is visszatérhettek. 2003 októberében a Magyar Televízió is jelezte az indulási szándékát, és az akkori eurovíziós delegáció vezetője bejelentette, hogy komoly tervek vannak arra, hogy Magyarország újra nevezzen versenyzőt az Eurovíziós Dalfesztiválra. Habár a közzétett résztvevői listán is szerepelt Magyarország neve, egy héttel később, amikor még következmények nélkül vissza lehetett lépni, akkor az MTV bejelentette, hogy pénzügyi problémákra hivatkozva nem tudják lehetővé tenni, hogy delegációt küldjenek Törökországba.
Az elődöntőnek a formátuma hasonló maradt a döntőjéhez, amelyre néhány nappal a finálé előtt került sor. Az előadásokat és a szavazást követően a műsor végén kihirdették az első tíz helyen végző, így a döntőbe jutó országot, amelyet véletlenszerű sorrendben hoztak nyilvánosságra a verseny műsorvezetői. A részletes eredményeket az EBU visszatartja a döntő utánig, hogy az ne befolyásolja a szombati szavazást semmilyen szempontból. Az elődöntőt 2005 és 2007 között is megtartották, azonban a Helsinkiben megrendezett 2007-es Eurovíziós Dalfesztiválra már 42 ország nevezett, így az elődöntőben rekordmennyiségű 28 dal versenyzett a csupán tíz döntős helyért. Mivel a 2007-es versenyen főként csak közép- és kelet-európai országok jutottak tovább az elődöntőből, így a gyengén teljesítő nyugat-európai országokból bírálatok érték a szervezőket, melyeknek következtében bevezettek egy második elődöntőt is a belgrádi 2008-as Eurovíziós Dalfesztiválon. Itt már minden ország a két elődöntő egyikében versenyzett, csupán a rendező ország és a Négy Nagy, majd 2011-től az Öt Nagy kvalifikálta magát automatikusan a döntőbe. Minden elődöntőben 10 továbbjutó hely áll az országok rendelkezésre, a versenyző nemzeteket pedig a két elődöntő között a földrajzi elhelyezkedésük és a korábbi szavazási szokásaik alapján osztják szét, ezzel próbálva csökkenteni a blokkszavazást, hogy kevésbé legyen kiszámítható és aránytalan a végeredmény. Az első elődöntőt az Eurovíziós Hét keddjén, a másodikat csütörtökön rendezik. A húsz elődöntős továbbjutó, és az 5 / 6 automatikusan döntős ország összesen 25 / 26 résztvevőt jelent így a döntőben.

### Sikertelenül pályázó országok
Több ország igyekszik Európán kívülről is jelentkezni a versenybe, de a legtöbbjük egyelőre nem járt sikerrel. Tunézia megpróbált részt venni az 1977-es Eurovíziós Dalfesztiválon, azonban az előadó kijelölése előtt az ország nyilvánosságra nem hozott okok miatt visszalépett a szerepléstől. A tunéziai versenydal fellépési sorrendben a negyedik lett volna ebben az évben. Úgy vélik, hogy a valós indok az lehetett, hogy a tunéziai műsorszolgáltató, az ERTT nem szeretett volna egy versenyen szerepelni Izraellel. 2007-ben a televíziótársaság tisztázta, hogy kormányzati kéréseknek eleget téve nem fognak belátható időn belül elindulni a versenyen.
A libanoni műsorsugárzó a Télé Liban, amely 1950-ben lett tagja az EBU-nak, viszont először csak a 2005-ös Eurovíziós Dalfesztiválon szerettek volna részt venni. Mivel a televíziótársaság kijelentette, hogy az izraeli dal alatt reklámot fognak közvetíteni, így a kiaszbott pénzbüntetés és három év eltiltás miatt nem vehettek részt a versenyen. A libanoni indulót ekkor már kiválasztották: az országot Aline Lahoud képviselte volna Kijevben a Quand tout s'enfuit című dallal.
A katari műsorsugárzó a Qatar Radio, amely 2009-ben még csak társult tagja volt az Európai Műsorsugárzók Uniójának, 2009-ben és 2011-ben is teljes körű tagságot szeretett volna szerezni, hogy elindulhasson a dalfesztiválon, azonban nem vették fel őket az EBU-ba, ami a részvétel egyik alapvető feltétele. Katarnak rendelkeznie kellene egy olyan műsorszolgáltatóval, amely legalább társult tagsággal rendelkezik az EBU-ban ahhoz, hogy esélyük legyen a részvételre. Mivel a Qatar Radio csak egy rádióállomás, az ország az Európai Sugárzási Területen kívül esik, és nem kaphatnak felvételt az Európa Tanácsba sem, így valószínűtlen a részvételük a jövőben. A műsorszolgáltató nagy valószínűséggel a Qatar Television lenne, amely szintén a QGBTC tulajdonában és üzemeltetésében állna. Ha a katari rádiót elfogadják, akkor a televíziós közvetítés mellett sugározhatják a versenyt.
Kazahsztán eddig még soha nem vett részt az Eurovíziós Dalfesztiválon, habár az ország jelenleg is tárgyalásokat folytat az EBU-hoz való csatlakozásáról. Az állami televíziós társaság 2008 óta reménykedik a tagság megszerzésében. Habár indulni még nem tudtak, de ennek ellenére 2010 óta az országban élőben közvetítik az Eurovíziós Dalfesztivált. 2015. december 18-án jelentették be, hogy a Khabar Agencyt, az egyik legjelentősebb kazahsztáni sajtóorgánumot felvették az EBU társult tagjai közé, de a jelenlegi szabályok szerint továbbra sem vehettek volna részt a versenyen. Az ország végül 2018-ban debütált a Junior Eurovíziós Dalfesztiválon, ahol azóta is részt vettek minden évben versenyzőként. 2018. július 30-án az EBU kijelentette, hogy a Kazahsztán meghívására vonatkozó döntést kizárólag a Junior Eurovíziós Dalfesztivál Irányítócsoportja hozta meg, és nincs a terveik között Ausztrálián kívül más társult tagokat meghívni az Eurovíziós Dalfesztiválra. 2018. november 22-én Jon Ola Sand egy sajtótájékoztatón elmondta, hogy "meg kell vitatnunk, hogy meg tudjuk-e hívni Kazahsztánt az Eurovíziós Dalfesztiválra, de ez egy szélesebb körű megbeszélés részét képzi az EBU-n belül." Röviddel ezután azonban tisztázta, hogy nem lesz énekesük a 2019-es Eurovíziós Dalfesztiválon. Kazahsztán debütálása az Eurovíziós Dalfesztiválon azóta sem történt meg.

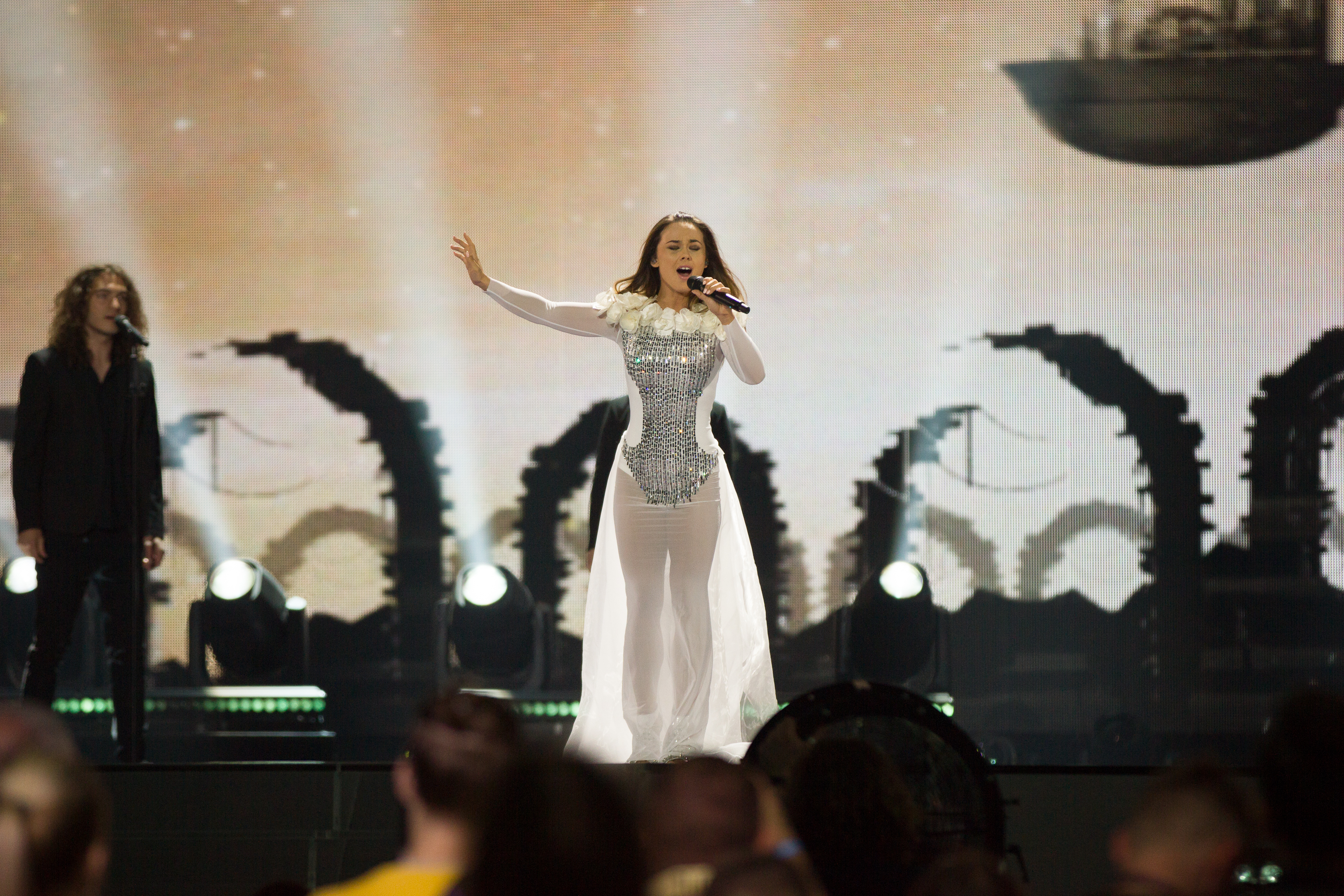
A koszovói születésű Lindita Halimi, Albániát képviselte a 2017-es Eurovíziós Dalfesztiválon Kijevben

Koszovó önálló államként még soha nem vett részt az Eurovíziós Dalfesztiválon, de a versenynek hosszú története van azon az országban. 1961 óta látható a műsor közvetítése, és a koszovói ENSZ-igazgatás kezdete után az RTK közszolgálati műsorszolgáltató az EBU-tól engedélyt kapott a két elődöntő és a döntő sugárzására. Annak ellenére, hogy Koszovó nem vett részt a versenyen, engedélyezték a részvételüket a 2011-es Fiatal Táncosok Eurovíziós versenyén. Mivel Koszovó nem tagja az ENSZ-nek, az RTK pedig nem tagja a Nemzetközi Távközlési Egyesületnek, így az RTK nem pályázhat az EBU teljes jogú tagságára sem. Koszovó Szerbiától való függetlenségének 2008-as kikiáltása után a műsorszolgáltató az EBU-ba való felvételét kérvényezte, és szerették volna a 2009-es verseny résztvevői között látni az országot. A Koha Ditore koszovói újság szerint az Akordet e Kosovës elnevezésű nemzeti döntőn választanák ki a dalt, amely képviselhetné az országot a dalfesztiválon. 2022. május 16-án az RTK főigazgatója, Shkumbin Ahmetxhekaj kijelentette, hogy a műsorszolgáltató az év végén kívánja újra kérvényezni a teljes jogú felvételét az EBU-ba, valamint megerősítette, hogy amennyiben az RTK megkapja az EBU-tagságot, Koszovó részt vehet majd a soron következő Eurovíziós Dalfesztiválon. 1982-ban a Jugoszláviát képviselő Aska együttes egyik tagja koszovói születésű volt, valamint az ország területén született Nevena Božović is, aki a Moje 3 lányegyüttes tagjaként Szerbiát képviselte 2013-ban és szólóban 2019-ben. Koszovói születésű volt még Rona Nishliu és Lindita Halimi is, akik Albánia színeiben versenyeztek a 2012-es és a 2017-es Eurovíziós Dalfesztiválon, majd 2023-ban Albina Kelmendi és családja indult a dalfesztiválon az ország színeiben, akik szintén Koszóvóból származnak.
Liechtenstein az EBU-tagsággal rendelkező nemzeti műsorszolgáltató hiánya miatt nem tudott részt venni eddig az Eurovíziós Dalfesztiválokon. Az 1970-es években Liechtenstein Kormánya kísérletet tett a nemzet részvételére, 1975 novemberében még egy kétdalos nemzeti döntőt is tartottak, ahol kiválasztották Mike Tuttlies és Horst Hornung My Little Cowboy című dalát, melyet Biggi Bachmann adott elő. A dal az ország debütáló pályaműve lett volna az 1976-os Eurovíziós Dalfesztiválon, azonban a liechtensteini kormány félreértette a részvételi szabályokat, a nevezésüket elutasították, mivel nem rendelkeztek saját nemzeti műsorszolgáltatóval, amellyel részt tudnak volna venni. 2008. augusztus 15-én a hercegség kormánya által létrehozott 1FL TV lett az első liechtensteini székhelyű műsorszolgáltató. Ennek a megléte lehetővé tenné, hogy az ország először indulhasson az Eurovíziós Dalfesztiválon, ha úgy döntene, hogy csatlakozik az EBU-hoz, ami a versenyen való részvétel előfeltétele. Nem sokkal a televíziótársaság megalapítása után azonban a műsorszolgáltató bejelentette, hogy jelenleg nem akarnak csatlakozni az EBU-hoz, mivel nem rendelkeznek a dalfesztiválon való részvételhez szükséges költségvetéssel. Azonban 2009 júliusában az 1FL TV hivatalosan is bejelentette, hogy július végéig jelentkeznek az EBU-ba azzal a szándékkal, hogy részt vehessenek a 2010-es Eurovíziós Dalfesztiválon. Ez év novemberében a televíziótársaság mégis úgy döntött, hogy elhalasztják a debütálásukat anyagi okok miatt, így elkezdtek más lehetőségek után kutatni az EBU-tagság jövőbeni finanszírozására. Az 1FL TV legközelebb 2010. július 29-én nyújtotta be EBU-tagság iránti kérelmét. Ha elfogadták volna, a műsorszolgáltató teljes jogú tagságot szerzett volna, és nevezhetett volna a 2011-es Eurovíziós Dalfesztiválra. Liechtenstein azonban nem szerepelt végül a hivatalos résztvevői listán. 2012 végén Peter Kölbel, az 1FL TV igazgatója kijelentette, hogy az ország legkorábban 2013-ban vehetne részt a versenyen. A műsorszolgáltató 2010 óta próbált állami támogatást szerezni a részvételhez, de sikertelenül tette ezt a későbbiekben is. Az ország azóta sem tudta megszerezni az EBU-tagágot, így a versenyen sem tudtak elindulni. A műsorszolgáltató később leállította az EBU-tagsággal kapcsolatos terveit, amikor Peter Kölbel váratlanul meghalt. A liechtensteini kormány támogatására is szükség lenne ahhoz, hogy az EBU-taggá válást és a verseny részvételi díjának költségeit fedezni tudják. 2022. augusztus 9-én Sandra Woldt, az 1FL TV új igazgatója bejelentette, hogy a műsorszolgáltató nem kíván EBU-tagságot szerezni, így kizárttá vált az Eurovíziós Dalfesztiválon való debütálás is a jövőben.

## Vendégprodukciók

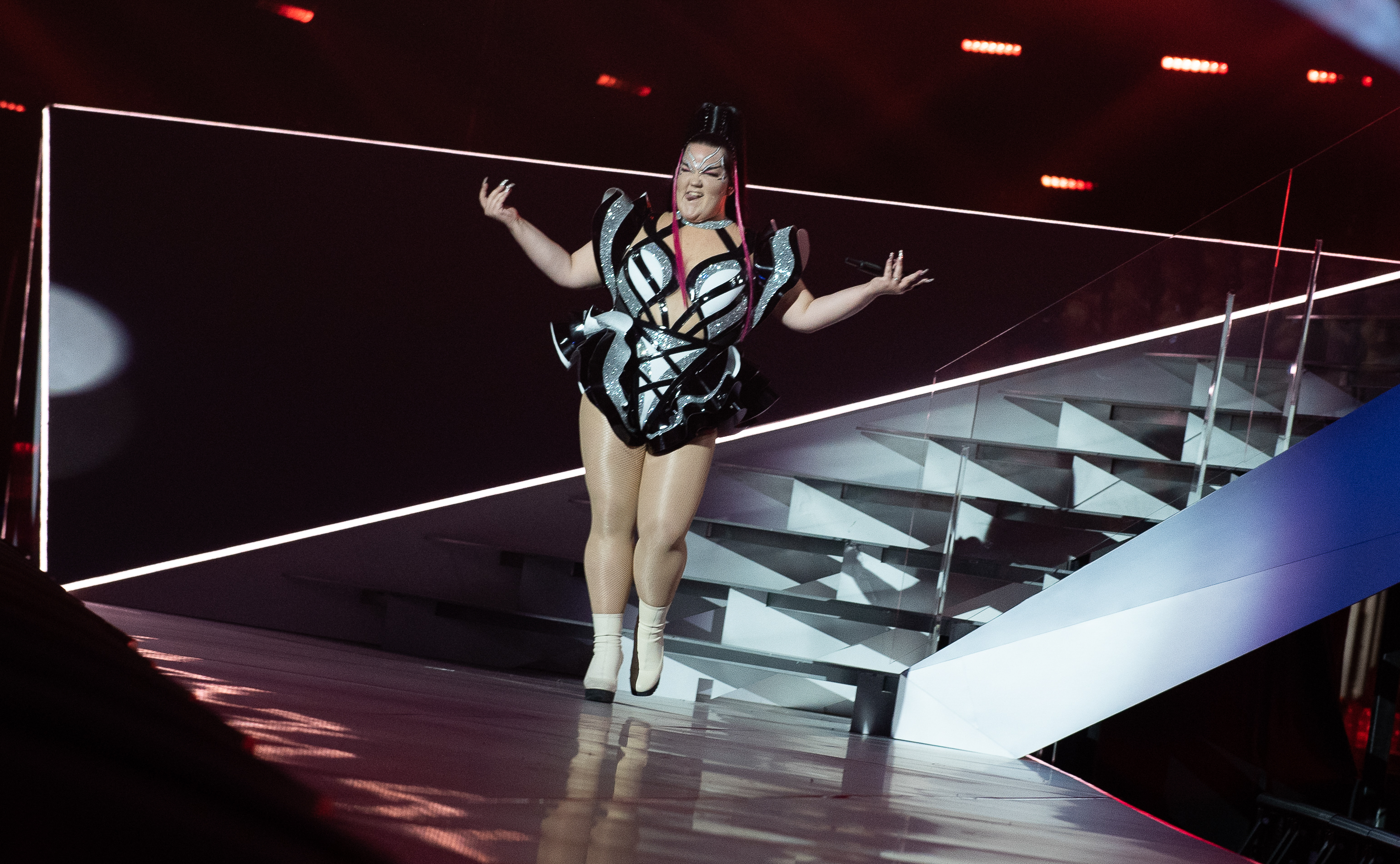
Netta, a 2018-as Eurovíziós Dalfesztivál győztese a következő évi verseny első elődöntőjének egyik vendégfellépője volt Tel-Avivban

A dalfesztiválon a helyi és nemzetközi énekesek fellépése mellett az első Eurovízió óta nem versenyző művészek és zenészek is fellépnek, és az élő show-műsor kötelező elemivé váltak.  Ezek az előadások nagyon változatosak: zenei, művészeti, táncos és cirkuszi előadásokat is felvonultatnak, és a korábbi résztvevőket is rendszeresen meghívják vendégfellépésekre, valamint a regnáló győztes hagyományosan minden évben visszatér, hogy előadja az előző évi versenydalát, valamint gyakran bemutatja egy új szerzeményét is.
A verseny nyitóelőadásai és a vendégfellépések, amelyeket az utolsó versenydalt követően és a szavazás eredményhirdetése előtt tartanak, emlékezetes részévé vált a dalfesztiválnak, amelyben nemzetközileg ismert előadók és helyi hírességek egyaránt részt vesznek. A verseny szervezői ezeket az előadásokat előszeretettel használják saját országuk kultúrájának és történelmének felfedezésére, például az Athénban megrendezett 2006-os versenyen így tettek a Görög dal 4000 éve című előadásban; míg más előadások inkább komikus jellegűek voltak, mint ahogyan 2016-ban a Love Love Peace Peace előadásában is történt, amely egy humoros ódája magának a dalverseny történetének és ikonikus előadásainak. A Riverdance, amely később a világ egyik legsikeresebb táncprodukciója lett, először az 1994-es írországi verseny egyik vendégfellépéseként indult; a hagyományos ír zene és a tánc hétperces előadása később teljes színpadi show-vá bővült, amelyet világszerte több mint 25 millióan láttak, és elindította a vezető táncosok, Michael Flatley és Jean Butler karrierjét.
Más, nem versenyfellépő művészek között szerepel a dán europop csapat, az Aqua, akik 2001-ben, és az orosz popduó, a t.A.T.u, akik 2009-ben léptek fel vendégelőadóként, valamint az amerikai Justin Timberlake és Madonna, akik 2016-ban és 2019-ben szerepeltek a műsorban. A további jelentős művészek között van Ronan Keating (1997), a Boyzone (1997) az Anadolu Ateşi (2004), az Apocalyptica (2007), a Cirque du Soleil (2009), az Alekszandrov-kórus (2009), a Madcon (2010), a Bécsi Fiúkórus (1967 és 2015), Mika (2022), Rita Ora (2023) és az Alcazar (2024) akik szintén felléptek az Eurovíziós Dalfesztivál színpadán, de vendégszerepeltek a zene világán kívülről ismert nevek, köztük színészek, sportolók és űrhajósok is. A vendégelőadásokat gyakran használták a versennyel párhuzamosan zajló globális eseményekre adott válaszul. 1999-ben, Jeruzsálemben úgy zárult a műsor, hogy az összes versenyző előadta Izrael 1979-es győztes dalát, a Hallelujah című dal feldolgozását, tisztelgésül a koszovói háború áldozatai előtt, a Grey People című táncelőadás a 2016-os verseny első elődöntőjében a európai migrációs válságra utalt, és 2022-ben, a Fragile, a People Have the Power és a Give Peace a Chance című dalok előadása Oroszország Ukrajna ellen indított inváziójára reflektált, valamint a béke egyetemes üzenetét hangsúlyozta.

## Kritikák és botrányok
A versenyt több oldalról érte már kritika mind a zenei kínálatát, mind pedig azt illetően, hogy milyen politikai történések befolyásolják magát az eseményt, valamint számos ellentmondásos pillanatnak is tanúi lehettek a nézők a dalfesztiválok története során.

### A zenei stílus és az előadásmód

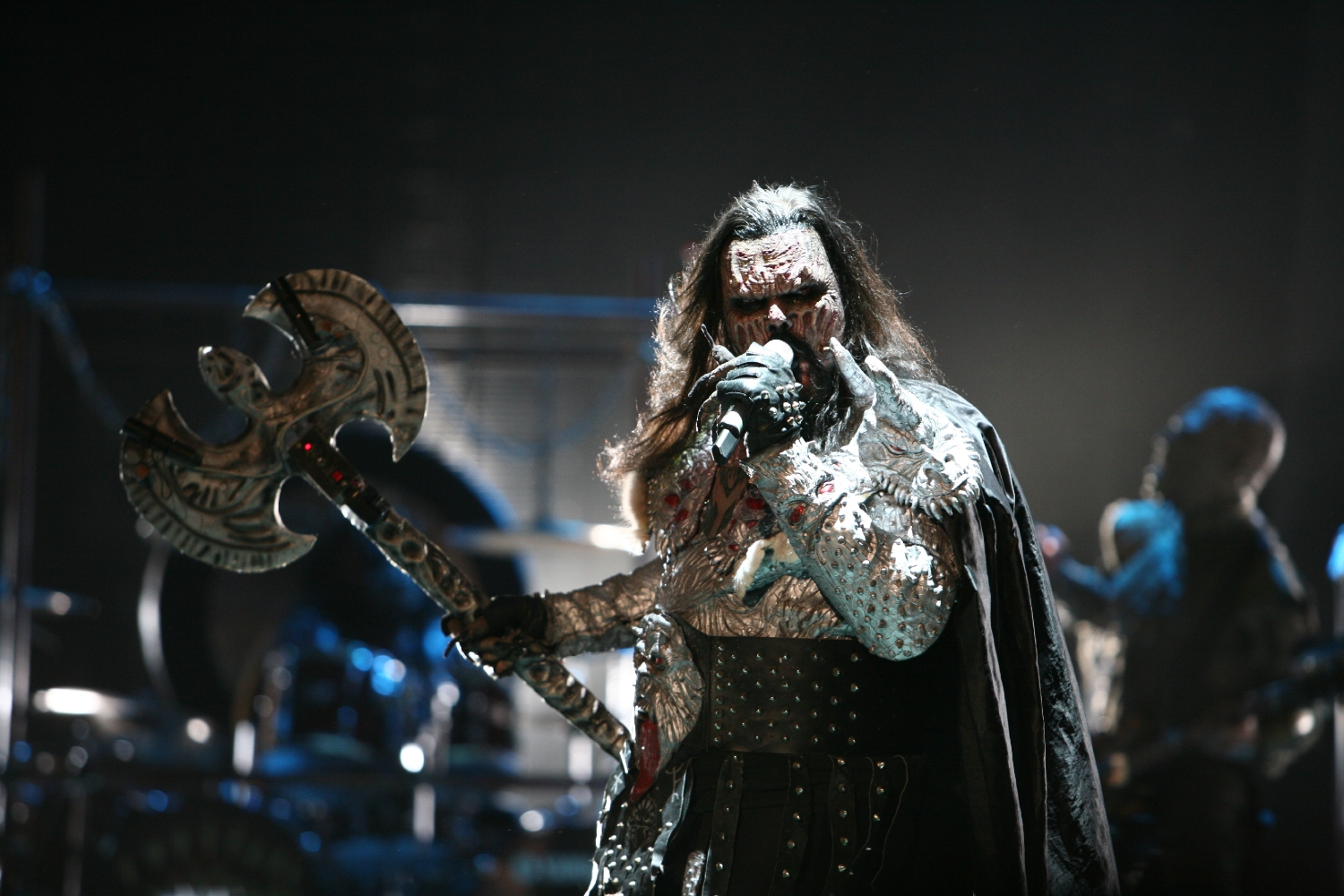
A Lordi a 2006-os Eurovíziós Dalfesztivál győztese a 2007-es verseny vendégfellépőjeként

A korábbi versenydalok zenei minőségét érték kritikák, mivel úgy gondolják, hogy bizonyos műfajokat gyakrabban mutatnak be, mint másokat, csak azért, hogy a lehető legtöbb potenciális szavazót megszólítsák a nemzetközi közönség körében. A szentimentális balladák, a népzenei elemekre építő dalok, valamint az úgynevezett tipikus pop a verseny kötelező alappillérének számított az elmúlt években, ami miatt sokan azt állítják, hogy a verseny kiszámíthatóvá vált. Ezt a trendet azonban 2006-ban megtörte a Lordi heavy metal együttes győzelme. A sajtó és a tévénézők a korábbi versenydalok esetében kigúnyolták az előadás végén jellemző modulációs váltást és a szerelemről, vagy a békéről szóló dalszövegeket, valamint az angol nyelv helytelen kiejtését a nem anyanyelvi beszélőknél. Tekintettel arra, hogy az Eurovíziós Dalfesztivál alapvetően egy televíziós műsor, az évek során az előadók a zenén kívül más eszközökkel is igyekeztek felkelteni a nézők figyelmét: a professzionálisan kidolgozott világítás- és pirotechnika, valamint az extravagáns színházi jelmezek a közelmúlt versenyein állandó elemekké váltak. Ezen taktikákat gyakran kritizálják, hogy a gyenge zenei minőséget kompenzálva elvonják a néző figyelmét a többi, jobb pályaműről.
Ezek közül a jellemzők közül a legtöbbet a sajtó nevetségesnek tart, mások számára éppen ezek az ünneplt dolgok, és a szerves részét képezik annak, ami vonzóvá teszi számukra a versenyt. Bár a fellépők közül sokan a fenti kategóriák valamelyikébe esnek, azonban a verseny a története során a zenei stílusok széles skáláját felvonultatta: volt a dalok között arab, avantgárd, balkáni, északi, görög, latin, metal, pop-rap, rap, rock, dance és népzenei ihletésű zene is többek között.
Leslie Mandoki, aki 1979-ben Németország színeiben a Dschinghis Khan együttes tagjaként indult a dalfesztiválon, 2007-ben megfogalmazott véleménye szerint a verseny teljesen ellaposodott, művészi értelemben a jelentéktelenségbe süllyedt és azon már nem bukkannak fel a zenei világot hosszú távon meghatározó együttesek. Mandokival egy véleményen van Uj Péter is, az Index.hu egykori és a 444.hu jelenlegi főszerkesztője, aki a dalfesztivált az internet korában anakronizmusnak tartja.

### Politikai botrányok
Mivel az előadók és a dalok végső soron egy országot képviselnek, a versenynek számos ellentmondásos pillanata volt abból fakadóan, hogy a részt vevő nemzetek közötti politikai feszültségek és bizonyos esetekben a nyílt hadviselés eredményei az egyes előadásokban és a szavazásban is megmutatkoznak.
Az Örményország és Azerbajdzsán között folyamatosan fennálló konfliktus számos alkalommal érintette a dalfesztivált is. A két ország között a konfliktusok az Eurovíziós Dalfesztiválon is gyorsan eszkalálódtak, mióta mindkét ország versenyezni kezdett a 2000-es években. Számos alkalommal pénzbírságot szabtak ki rájuk és fegyelmi eljárást is kezdeményeztek mindkét ország műsorszolgáltatójával szemben a különböző politikai lépések miatt. 2015-ben az Örményországot képviselő versenydal címét is kénytelenek voltak megváltoztatni annak nyilvánvaló politikai töltete miatt.
Grúzia a moszkvai rendezésű 2009-es Eurovíziós Dalfesztiválra eredetileg a We Don't Wanna Put In című dallal tervezett elindulni, de a nevezésük vitákat váltott ki, mivel úgy tűnt, hogy a dalszövegben Vlagyimir Putyint, Oroszország akkori miniszterelnökét bírálják az orosz–grúz háború miatt. Miután az EBU a dalszöveg megváltoztatására irányuló kérelmét elutasították a grúzok, a műsorszolgáltatójuk úgy döntött, hogy nem vesz részt a versenyen.

#### Fehéroroszország
2021. március 9-én mutatták be a verseny hivatalos YouTube-csatornán az azévi fehérorosz versenydalt, mely a Ya nauchu tebya (I’ll Teach You) címet viselte, és a Galasy ZMesta együttes előadásában szólalt meg. A dal videóklipjét a bemutatást követően több, mint félmillióan nézték meg, és 5 800 kedvelést, valamint több, mint 40 ellenszavazatot kapott. A nyíltan Aljakszandr Lukasenka-párti együttest a rajongók mellett élesen bírálták belarusz ellenzéki, valamint az európai parlamenti képviselők is, akik felhívást is intéztek, követelve a BTRC kizárását az EBU-ból, ezzel lehetetlenné téve az ország részvételét a dalfesztiválon. A dalszöveg egyes részei, mint például a „Megtanítalak táncolni a dallamra” sor széles körben értelmezve az ország nyugati világ által el nem ismert vezetésének való engedelmességre szólított fel, emellett a teljes dal kigúnyolta a 2020-as fehéroroszországi tüntetések résztvevőit és támogatóit. A dal bemutatását követően több Eurovíziós Dalfesztivállal foglalkozó hírportál is bejelentette, hogy a továbbiakban nem hajlandó híreket közölni Fehéroroszország részvételével kapcsolatban. Az EBU két nappal később egy közleményt adott ki, melyben megerősítették, hogy a dal megkérdőjelezi a dalverseny nem politikai jellegét, így visszavonták azt ezen formájában, és törölték a hivatalos videóklipet is, továbbá bejelentették, hogy amennyiben a BTRC nem módosítja a dal szövegét vagy nem választ egy teljesen új dalt, az országot kizárják a versenyből. Március 13-án Aljakszandr Lukasenka, az ország vitatott elnöke bejelentette, hogy új dalt írnak a versenyre, a Galasy ZMesta együttes részvételét a BTRC egy nappal később erősítette meg. Fehéroroszország március végéig kapott haladékot új dal beküldésére. Ezt követően a BTRC egy új szerzeményt nyújtott be ugyanattól az együttestől az egyeztetett időn belül. Az új dal azonban megsértette a verseny azon szabályát is, amely biztosítja, hogy a műsort ne tüntesse fel rossz fényben. Mivel a BTRC nem nyújtott be megfelelő pályázatot a meghosszabbított határidőn belül, Fehéroroszország nem vehetett részt a 2021-es Eurovíziós Dalfesztiválon.

#### Izrael

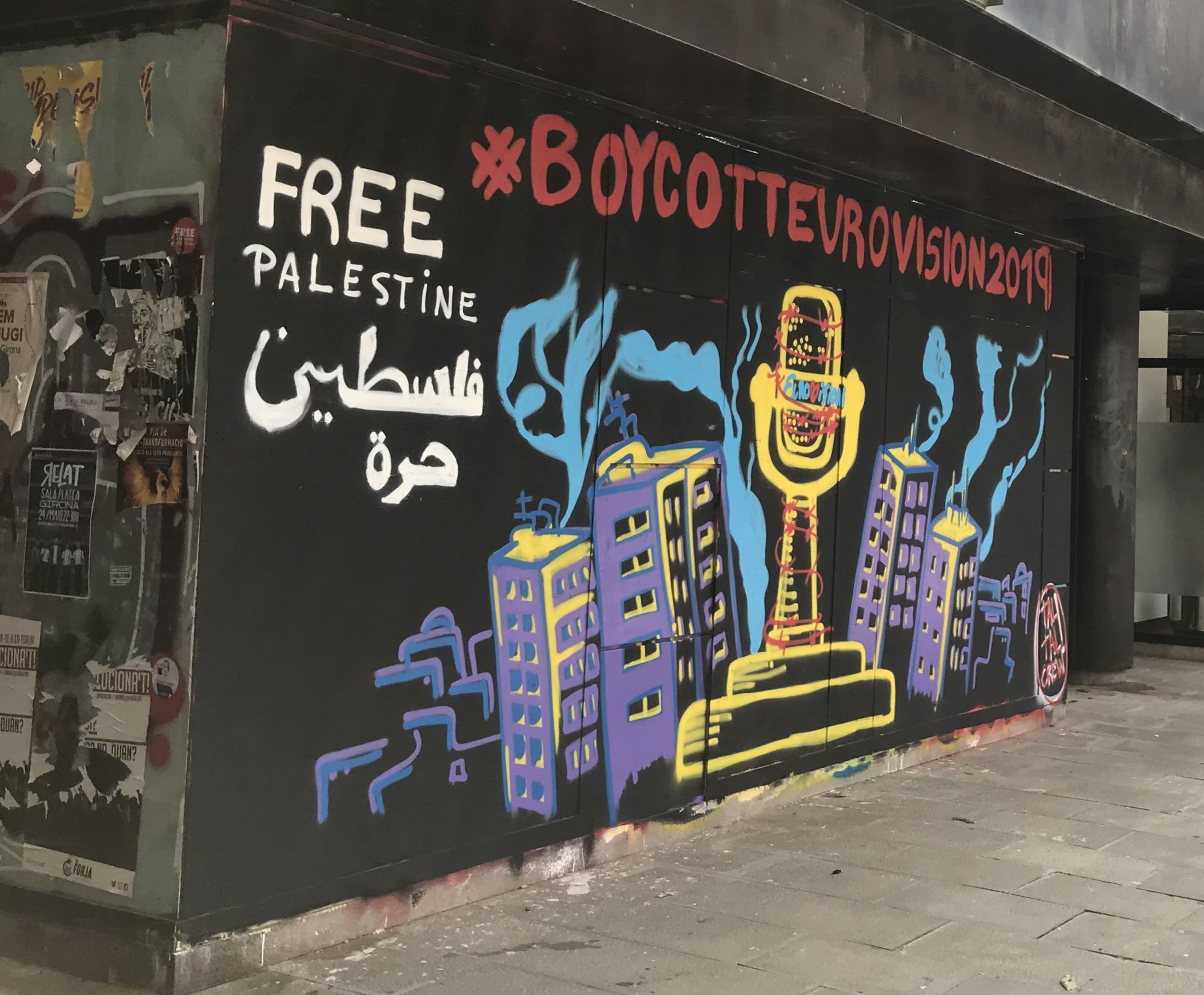
Az izraeli rendezésű 2019-es Eurovíziós Dalfesztivál bojkottjára felszólító falfestés Gironában

Izrael részvétele a megmérettetésen több ellentmondásos pillanatot eredményezett a múltban. Az ország először 1973-ban indult, kevesebb mint egy évvel a müncheni mészárlás után, ami megnövekedett biztonsági jelenlétet eredményezett a rendező városban, Luxembourgban. Izrael 1978-as első győzelme kifejezetten ellentmondásosnak bizonyult az arab világ országai számára, amelyek közvetítették a versenyt. Az izraeli előadók fellépéseikor általában a reklámokat adtak ezekben az országokban, mivel nem ismerték el Izrael létezését. Amikor pedig nyilvánvalóvá vált, hogy megnyerik a versenyt, sok ilyen műsorszolgáltató megszakította a közvetítést. A jordán tévé a szavazás közben például reklámra váltott és virágok képét mutatta. A dalfesztivál után a jordán sajtó nem volt hajlandó elismerni Izrael győzelmét, és Belgiumot jelentették ki győztesnek, akik valójában másodikok lettek. A versenyen való részvételre jogosult arab államok Izrael jelenléte miatt visszautasították az indulást, azonban máig egyetlen arab országként Marokkó egyszer küldött énekest az 1980-as Eurovíziós Dalfesztiválra, mivel Izrael ebben az évben nem szerepelt a résztvevők között. Az izraeli részvételt bírálták ezen felül azok is, akik ellenzik a jelenlegi izraeli kormány politikáját. Különböző politikai csoportok bojkottra szólítottak fel a Tel-Avivban megrendezett 2019-es Eurovíziós Dalfesztivált megelőzően, többek között az ország Ciszjordániában és a Gázai övezetben élő palesztinokkal szemben folytatott politikája miatt. Magyarországon A Dal 2019 első elődöntőjének és a döntőjének a napján is palesztinbarát aktivisták egy csoportja tüntetett Izrael ellen az MTVA székháza előtt, azt követelve, hogy a magyarországi közszolgálati média bojkottálja a Tel-Avivban megrendezésre kerülő Eurovíziós Dalfesztivált. Mások a bojkott ellen kampányoltak, azt állítva, hogy bármilyen kulturális kirekesztés ellentétes lenne a béke előmozdításával kapcsolatban a közel-keleti régióban.
Az Izrael–Hamász háború 2023. október 7-i kitörését követően több felszólalás hangzott el Izraelnek a versenyből való kizárására vonatkozóan a Gázai övezetben folytatott katonai műveletekből eredő humanitárius válságra hivatkozva. Finnország, Izland és Norvégia nemzeti műsorszolgáltatójához több petíciót juttattak el, amelyben azt követelik, hogy gyakoroljanak nyomást az EBU-ra azzal, hogy Izrael részvétele esetén az országuk bojkottálni fogja a versenyt. A RÚV izlandi műsorszolgáltató a nemzeti döntő későbbi győztesével, Hera Björkkel tárgyalt a részvételéről, és közösen döntöttek arról, hogy Izland végül jelen lesz a malmői versenyen. 2024. március 11-ig, a dalbeküldési határidőig egyetlen műsorszolgáltató sem jelezte, hogy bojkottálnák a versenyt az ország részvétele miatt.

#### Magyarország
2019. november 13-án hivatalossá vált, hogy Magyarország nem vesz részt a következő dalfesztiválon, melyet több internetes oldal is azzal magyarázott, hogy vélhetően az MTVA számára túl meleggé vált az Eurovíziós Dalfesztivál. Ezt követően a brit The Guardian is foglalkozott a témával, melynek köszönhetően nemzetközi visszhangot váltott ki a legnagyobb újságoknál. Többek között a The Independent, a Deutsche Welle, a Sky és az SBS is foglalkozott az üggyel. Ennek következményeként az MTVA közleményben reagált az őket ért vádakra, állításuk szerint semmilyen produkció, esemény vagy rendezvény kapcsán nem tartják számon senkinek a szexuális beállítottságát, habár a válogatóműsor kétszeres versenyzője, Petruska András Facebook-oldalán úgy fogalmazott, hogy korábban a műsor készítőivel folytatott beszélgetései során kiderült, hogy az „Eurovízió és az MTVA által képviselt értékek nem egyeztethetőek össze”. Bencsik András, a Magyar Demokrata főszerkesztője még a visszalépés okait firtató cikkek tömeges megjelenései előtt éppen ezeket a felvetéseket erősítette meg, amikor a Hír TV Sajtóklub című műsorában úgy vélekedett Magyarország távolmaradásáról, hogy az „Eurovízió egy gusztustalan homoszexuális flottatüntetés”, valamint azt mondta, hogy „mentálhigiénés okból is örvendetesnek tartom [a visszalépést], mert nagyon sok fiatalkorú azt hitte, hogy ez egy 18 éven aluliaknak való dolog, miközben itt ilyen visítozó transzvesztiták meg szakállas nők rombolták a közízlést” – utalva a dalfesztivál korábbi győzteseire, Dana Internationalre és Conchita Wurstra, akik 2019-ben vendégfellépőként szerepeltek a versenyen. A dalfesztiváltól való visszalépést követően ez volt az első alkalom, hogy az MTVA megszólalt az ügyben, majd innentől kezdve napi szinten jelentek meg kormányközeli politikai elemzők nyilatkozatai az M1 aktuális csatorna különböző műsoraiban, melyben balliberális csúsztatásnak és a közmédia lejáratásának nevezték az Eurovíziós Dalfesztivállal kapcsolatos írásokat. Mindezek ellenére az MTVA továbbra sem indokolta, hogy miért döntöttek úgy, hogy nem indulnak a megmérettetésen.
Bubnó Lőrinc, a magyar eurovíziós delegáció korábbi vezetője 2020 novemberében a Humans of Eurovision podcast-ben elmondta, hogy szerinte egyrészt a pénzügyi helyzetre lehet hivatkozni az ország távolmaradását illetően, ugyanis ha ilyenkor dönteni kell a közmédiában, akkor az Eurovíziós Dalfesztivál az elsők között lesz szüneteltetve. Másrészről szerinte a magyar embereknek még időre van szüksége ahhoz, hogy a nyugat-európai társadalmi értékeket, beleértve az LMBTQ-csoporthoz tartozó embereket elfogadják. Az egykori cseh eurovíziós delegációvezetővel, Jan Bors-szal folytatott beszélgetésben ezt a két dolgot nevezte meg a fő okoknak, ami miatt Magyarország nem vesz részt többé a dalfesztiválon. 2023-ban Wolf Kati, az Eurovíziós Dalfesztivál korábbi résztvevője és A Dal tehetségkutató műsor zsűritagja egy podcast-ben elmondta, hogy szükség lenne indulnia a versenyen Magyarországnak, valamint szerinte nem csak kizárólagosan A Dal létezhet, mint új zenéket felvonultató műsor, hanem lehetne csinálni mellé dedikáltan egy eurovíziós válogatót is. A beszélgetésben továbbá kifejtette, hogy a popzene nincs olyan módon képviseltetve sem a magyar rádiókban, sem A Dalban, mint azokban az időkben, amikor Magyarország is nevezett versenyzőt a nemzetközi megmérettetésre. Wolf Kati úgy gondolja, fontos katalizátorként szolgálna a könnyűzene feltörekvő előadóinak is, hogy egy nemzetközi közönség előtt megmutathatnák, hol tart a magyar zene egy adott évben.

#### Oroszország és Ukrajna

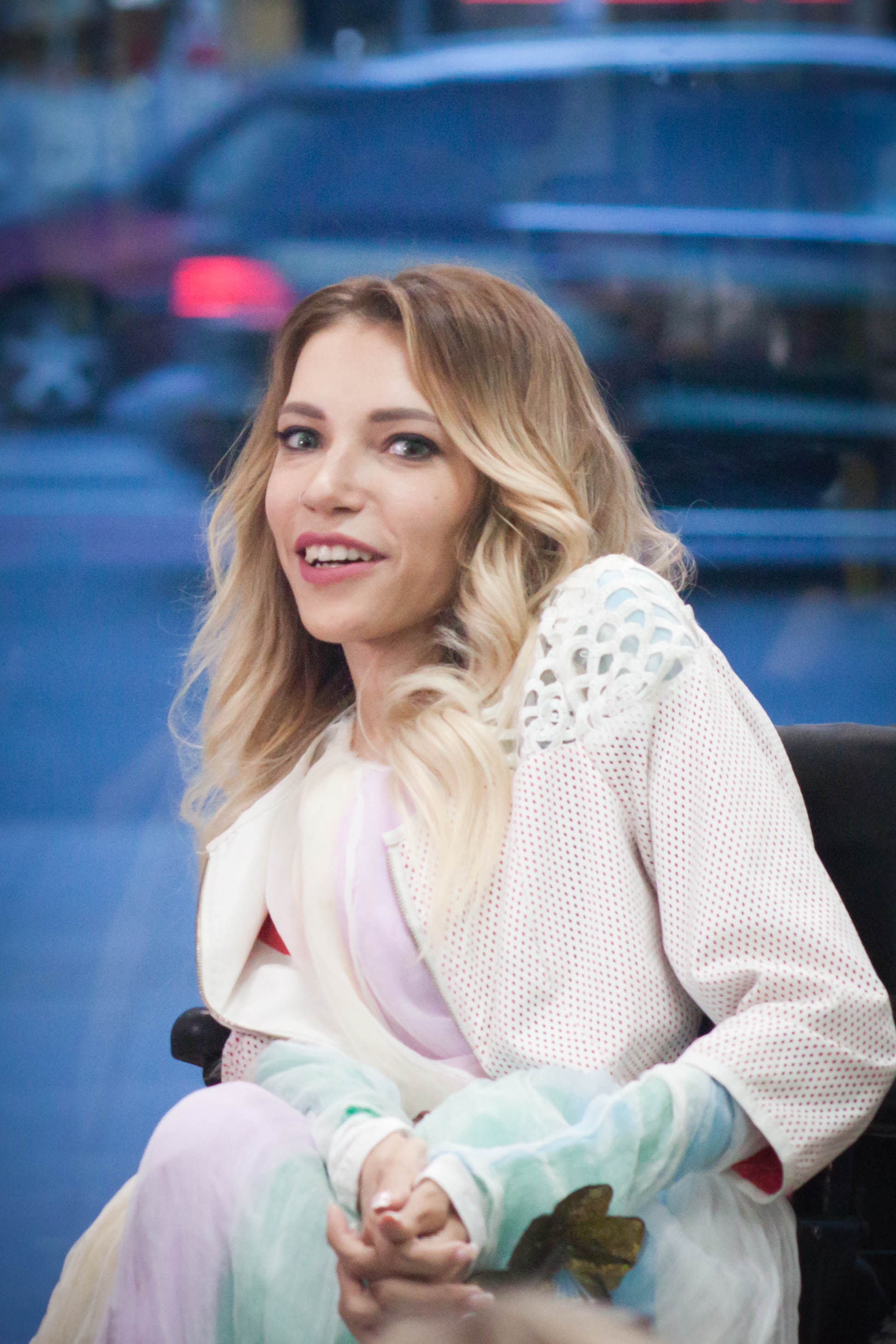
Julija Szamojlova a 2018-as Eurovíziós Dalfesztiválon képviselhette Oroszországot

Az Oroszország és Ukrajna közötti viszonyok a versenyben eredetileg kifejezetten pozitívak voltak, de ahogy a két ország politikai kapcsolatai megromlottak, úgy vált bonyolultabbá a helyzetük a dalfesztiválon is. Többen panaszt emeltek Ukrajna 2016-os győztes dala ellen, melynek a dalszövege a krími tatárok Sztálin általi 1944-es deportálásáról szólt. Az orosz delegáció állítása szerint aktuálpolitikai áthallások is voltak a dalban, mivel két évvel korábban Vlagyimir Putyin hozzácsatolta a Krímet Oroszországhoz.
2017. március 13-án az Ukrán Biztonsági Szolgálat (SZBU) bejelentette, hogy az orosz versenyzővel, Julija Szamojlovával kapcsolatban vizsgálatot folytat, mivel az énekesnő 2015-ben, már a félsziget Oroszország általi elcsatolása után, koncertet adott a Krímben. Az ukrán törvények szerint a nem Ukrajnából történő beutazás a területre három év Ukrajnából való kitiltást eredményezhet. Március 22-én vált hivatalossá, hogy az SZBU döntése alapján az orosz versenyző három évig nem utazhat be Ukrajna területére, így a 2017-es Eurovíziós Dalfesztiválon sem vehet részt. Egy nappal később a verseny szervezői egy korábban még sosem alkalmazott javaslattal álltak elő az énekesnő részvétele érdekében: műholdas kapcsolással közvetítették volna, ahogy az énekesnő Oroszországban előadja Flame Is Burning című dalát. Ezt a javaslatot azonban Vjacseszlav Kirilenko, akkori ukrán miniszterelnök-helyettes és az orosz részvételért felelős Pervij Kanal egyaránt visszautasította. Jon Ola Sand, a dalfesztivál ügyvezető igazgatója később azt javasolta az SZBU-nak, hogy az orosz versenyző Ukrajnából való kitiltása ne lépjen életbe a dalfesztivált megelőzően. Petro Porosenko, Ukrajna elnöke április 4-én az énekesnő kiválasztását Oroszország általi politikai provokációnak nevezte. A konfliktusnak végül az orosz részvételért felelős Pervij Kanal április 13-i hivatalos bejelentése vetett véget, miszerint nem vesznek részt a 2017-es versenyen, és nem is közvetítik azt. Mivel az énekesnő nem tudott részt venni ebben az évben a versenyen, 2018-ban már ténylegesen őt indította Oroszország – azonban a versenyszabályok miatt egy másik, új dallal.
Nem képviselhette Ukrajnát a 2019-es Eurovíziós Dalfesztiválon a nemzeti döntőjükben első helyen végzett Maruv. A UA:PBC az énekesnővel folytatott megbeszélésen nem talált közösen elfogadható megoldást arra, miként képviselhetné hazáját a nemzetközi versenyen. A tévétársaság kiemelte, hogy a dalfesztivál egyik fő alapelve a politikamentesség, azonban szerintük a verseny eredménye „átpolitizálódott”. A Maruv körüli botrányt az váltotta ki, hogy 2019 áprilisában fellépést tervezett Moszkvában és Szentpétervárott, Oroszországban. Amikor kiderült, hogy emiatt veszélybe kerülhet az eurovíziós fellépése, a közösségi médiában közölte, hogy kész lemondani oroszországi fellépéseit. Később azonban az is kiderült, hogy a dal szerzői joga, amellyel hazáját képviselte volna a dalfesztiválon, a Warner Music Russia cégé, amellyel már leszerződött egy szólókoncertre április 6-ra Moszkvába. Az ukrán közmédia viszont csak azzal a feltétellel kötött volna vele szerződést arról, hogy ő képviselje Ukrajnát, ha lemond minden oroszországi fellépéséről. A Vidbir második helyezettje a Freedom Jazz nevű énekes trió lett, de sem ők, sem a harmadik helyen végzett Kazka, valamint a negyedik Brunettes Shoot Blondes sem vállalta a fellépést, mondván hogy a közönség nem őket bízta meg ezzel a feladattal a televíziós válogatóműsor fináléjában. Az ukrajnai műsorszolgáltató február 27-én délután közleményében tudatta, hogy visszalépnek a versenytől, így végül 41 ország részvételével került megrendezésre a 2019-es dalfesztivál Izraelben.
2022-ben Oroszország ukrajnai invázióját követően a versenyre eredetileg nevező oroszok ellen a legtöbb részt vevő ország bojkottra szólított fel, így ennek következtében 2022. február 25-én-én az EBU bejelentette, hogy az országot kizárják a versenyből Ukrajna megszállása miatt. Végül a 2022-es Eurovíziós Dalfesztivál Ukrajna győzelmével zárult.

### Politikai- és blokkszavazás
A versenyről sokan azt gondolják, hogy a szavazás során is tartalmaz olykor politikai elemeket, ugyanis egyes országok gyakrabban és nagyobb mennyiségben szavaznak más országokra a politikai és kulturális kapcsolatok, nem pedig maguk az előadások zenei érdemei alapján. Számos tanulmány és tudományos cikk született ebben a témában, amelyek megerősítették, hogy bizonyos országok úgynevezett „klasztereket” vagy „klikkeket” alkotnak azáltal, hogy gyakran ugyanolyan módon szavaznak egymásra. Egy írásban arra a következtetésre jutottak, hogy a blokkszavazás döntő szerepet játszhat a verseny győztesének eldöntésében, és bizonyíték van arra is, hogy legalább két alkalommal a blokkszavazás volt a döntő tényező a győztes kiválasztásának esetében. Mások úgy érvelnek a blokkszavazás létezése mellett, hogy mivel bizonyos országoknak nagyon hasonló a zenei ízlése, a közös kulturális vagy történelmi kapcsolatok, valamint a nyelvek közötti nagyfokú egyezőség, ezért ebből kifolyólag a kölcsönös érthetőség alapján magas pontokat osztanak ki egymásnak. Így nagyobb valószínűséggel értékelik az ezekből az országokból származó dalokat, nem pedig konkrétan csak a politikai kapcsolatok miatt szavaznak rájuk. Így valószínű, hogy például Görögország és Ciprus azért ad egymásnak gyakran 12 pontot, mert a két országnak közös az anyanyelve és a zenei ipara is, valamint az egyik országban népszerű művészek a másikban is azok. A szavazási minták elemzése olyan példákat tárt fel, amelyek a közös valláson alapuló értékelési preferenciákat, valamint a hazafias szavazást erősítik az országok között, különösen amióta 1997-ben bevezették a telefonos szavazást, így a külföldön élő állampolgárok is voksolhatnak az eredeti származási országuk indulójára.
A verseny szavazási szokásairól olyan újságok is beszámoltak, mint a The Economist vagy a BBC News. A döntős szavazást a Time magazin Béke és Megbékélési Bizottságnak nevezte, mert a korábban háborúban álló, vagy egymással ellenséges országok egymás dalaira szavaznak. A szavazási rendszerrel szembeni elégedetlenség a 2000-es évek közepén volt a legmagasabb, aminek következtében számos ország felhívást kezdeményezett a verseny bojkottálására a szavazási elfogultságok miatt, miután 2007-ben a döntő első tizenhat helyén kelet-európai országok szerepeltek, valamint az elődöntő tíz továbbjutója is kizárólag ebből a régióból került ki. A hagyományos, régi eurovíziós országokból érkező pályaművek gyenge teljesítményét később megvitatták a nemzeti parlamentek is. A szavazással való elégedetlenséget nevezte meg a fő oknak a brit Sir Terry Wogan, aki az Egyesült Királyság kommentátora volt 1980 óta minden versenyen, de 2008-ban lemondott erről a posztról. Válaszul erre a kritikára, az EBU 2008-ban rendezett még egy elődöntőt, amelyben az országokat a földrajzi elhelyezkedésük és a szavazási szokásaik alapján osztották szét, majd 2009-ben újra bevezették a zenei szakemberekből álló zsűrit, annak érdekében, hogy csökkentsék a blokkszavazás negatív hatásait.

### LMBTQ-jelenlét

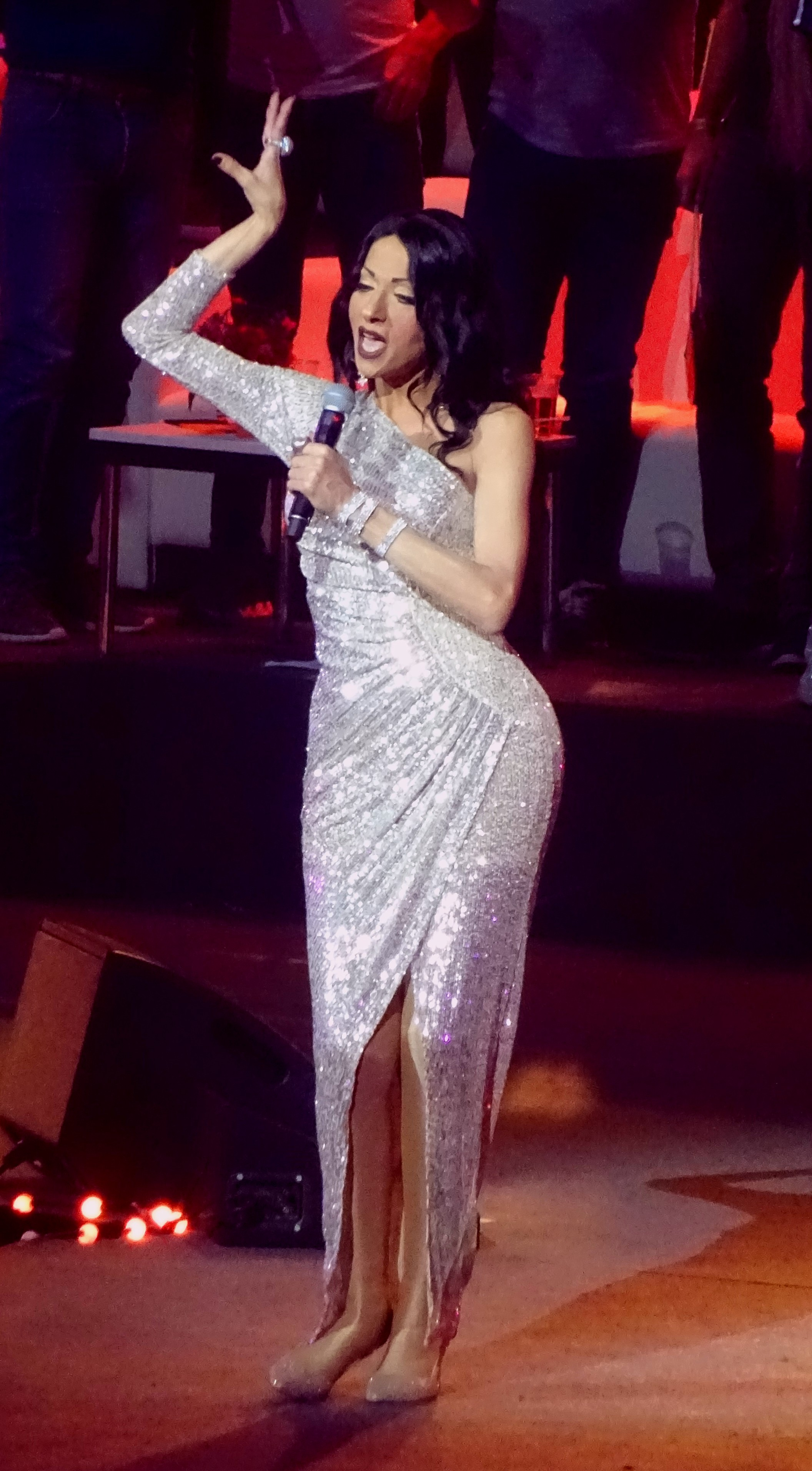
Dana International, a dalfesztivál első transznemű fellépője és győztese

Az Eurovíziós Dalfesztivál régóta nagy rajongótáborral rendelkezik, akik részei az LMBTQ-közösségnek. A verseny szervezői az 1990-es évek óta aktívan dolgoznak azon, hogy ezeket a rajongókat is bevonják az eseménybe. Paul Oscar lett az első nyíltan meleg versenyző, aki 1997-ben Izland színeiben vett részt a versenyen, és a huszadik helyen végzett. 1998-ban az izraeli Dana International győzött, aki a dalfesztivál első transznemű előadója volt, és egyben az első énekes, aki az LMBTQ-közösség tagja. 2021-ben a holland Nikkie de Jager lett az első transz műsorvezetője a versenynek.
Az LMBTQ-közösség számos tagja részt vett azóta a versenyen és győzni is tudott: az osztrák Conchita Wurst „szakállas nő” karakterét a nyíltan meleg Thomas Neuwirth személyesítette meg a 2014-es versenyen; a biszexuális Duncan Laurence nyerte meg a 2019-es versenyt Hollandiából; valamint a 2021-es győztes Måneskin rockzenekar basszusgitárosa, Victoria De Angelis is biszexuális. Marija Šerifović, aki 2007-ben nyerte meg a versenyt, a győzelmét követően 2013-ban állt ki a nyilvánosság elé leszbikusként. Nembináris előadók is felléptek a dalfesztiválon: a 2021-es román versenyző, Roxen, és a 2016-os svájci induló, Rykka is nyíltan felvállata nemi identitását a dalfesztivált követően, míg 2024-ben már a nemzetközi műsor előtt ismert volt, hogy az ír Bambie Thug és a svájci Nemo is nembináris – utóbbi végül megnyerte a versenyt.
Korábbi versenydalok és előadások is tartalmaztak megjegyzéseket az azonos nemű kapcsolatokra; a Nous les amoureux című dal az 1961-es Eurovíziós Dalfesztiválon győzött, és a szövegében utalt Jean-Claude Pascal a homoszexuális kapcsolatok nehézségeire; Krista Siegfrids, a 2013-as versenyen a Marry Me című dalt adta elő, a produkció végén pedig az egyik táncosnőjét szájon csókolta az énekesnő; és Írország 2018-as produkciójában, a Ryan O’Shaughnessy által előadott Together című dalban két férfi táncos jelenített meg egy azonos nemű kapcsolatot. Drag queenek is szerepeltek a versenyen, mint például Verka Serduchka (Ukrajna, 2007), DQ (Dánia, 2007) és a Sestre (Szlovénia, 2002), valamint Conchita Wurst, aki 2014-ben Ausztria színeiben győzni is tudott.
Az utóbbi években Európa-szerte különféle politikai ideológiák ütköztek össze az Eurovízió által kínált platformokon, különösen az LMBTQ-jogokat illetően. Dana Internationalnek az 1998-as birminghami versenyre való kiválasztása ellen az izraeli társadalom ortodox vallási rétegei hangosan tiltakoztak, sőt még halálos fenyegetéseket is küldtek az előadónak. Ebből kifolyólag a dalfesztiválon az izraeli delegáció tartózkodását Birmingham egyetlen golyóálló ablakokkal felszerelt szállodájába szervezték meg. Az egykor rendszeres résztvevő Törökország 2013-ban szállt ki a versenyből: egyrészt a szavazási szabályokkal való elégedetlenségre hivatkoztak, másrészt a török műsorszolgáltató, a TRT az LMBTQ-előadók számának megsokszorozódását említette a bojkottjuk másik okaként. A finn énekesnő és vokalistája között elcsattanó csók miatt nem is volt hajlandó a török köztévé közvetíteni a 2013-as Eurovíziós Dalfesztivált. Az ország azóta sem tért vissza a versenybe.
Az Európa egyes országaiban kialakult LMBTQ-ellenes hangulat miatt a dalfesztivál közönségében többször lehetett hallani, hogy kifütyültek előadókat, különösen amióta bevezették 2013-ban Oroszországban az úgynevezett „melegellenes törvény”-t. Conchita Wurst győzelmét az orosz politikai élet több szereplője kritizálta és nemtetszését fejezte ki a dalfesztivállal kapcsolatban. A versenyben megjelenő LMBTQ-személyek szereplését illetően incidensek történtek olyan országokban is, amelyek nem vesznek részt versenyzőként: például Kínától a 2018-as verseny közvetítési jogait is elvették az első elődöntőt követően, mivel „abnormális szexuális kapcsolatok” és tetoválás megjelenítésére hivatkozva cenzúráztak előadásokat, hiszen ezek ellentétesek a kínai műsorszolgáltatási irányelvekkel.

## Egyéb említésre méltó tények
1974-ben, a portugál E depois do adeus című dal előadása történelmi eseményként vonult be a köztudatba, mint az egyetlen dal az Eurovíziós Dalfesztiválok történetében, amelyet egy forradalom kirobbantására használtak fel. Ezt a dalt ugyanis a portugál diktatúra megdöntésére szolgáló katonai puccs előtti jelzésnek használták fel a szegfűs forradalom idején. Az ezt követő évben, 1975-ben Duarte Mendes Madrugada című dala tisztelgett a forradalom előtt.
Szintén 1974-ben, az olasz dal váltott ki ellentmondásokat a saját hazájában, hiszen Olaszország akkoriban egy népszavazási kampány közepén volt.  Az olaszoknak el kellett dönteniük, hogy támogatják vagy ellenzik a válás lehetőségét biztosító törvény eltörlését. A Rai cenzorai úgy vélték, hogy Gigliola Cinquetti Sì (magyarul: Igen) című dala szubliminális üzeneteket továbbíthat, sőt akár propagandisztikus is lehet a szavazók befolyásolására, ezért magát a dalfesztivált sem közvetítették. A népszavazás eredményeként a nem szavazatok győztek, és a korábbi törvény továbbra is érvényben maradt.
1988-ban Izrael képviselője, Yardena Arazi csak abban az esetben vállalta el országa képviseletét, ha biztos lesz a győzelmében. Miután a sorsolás során Izrael a kilencedik helyet kapta a fellépési sorrendben, Arazi egy jövendőmondóhoz fordult, aki biztosította róla, hogy a kilencedik helyen fellépő dal fogja megnyeri a versenyt. Pár héttel az Eurovíziós Dalfesztivál döntője előtt a ciprusi dal kizárásra került, és Ciprusnak, amely eredetileg másodikként lépett volna fel, vissza kellett lépnie a versenytől. Ennek következtében a teljes fellépési sorrend megváltozott, mindenki eggyel előbbre került: Izrael így nyolcadikként állt színpadra, és Yardena Arazinak nem sikerült győznie: végül a hetedik helyen végzett. Őt követve kilencedikként a Svájcot képviselő Céline Dion énekelt, aki a jövendőmondó jóslatát beteljesítve megnyerte a versenyt.

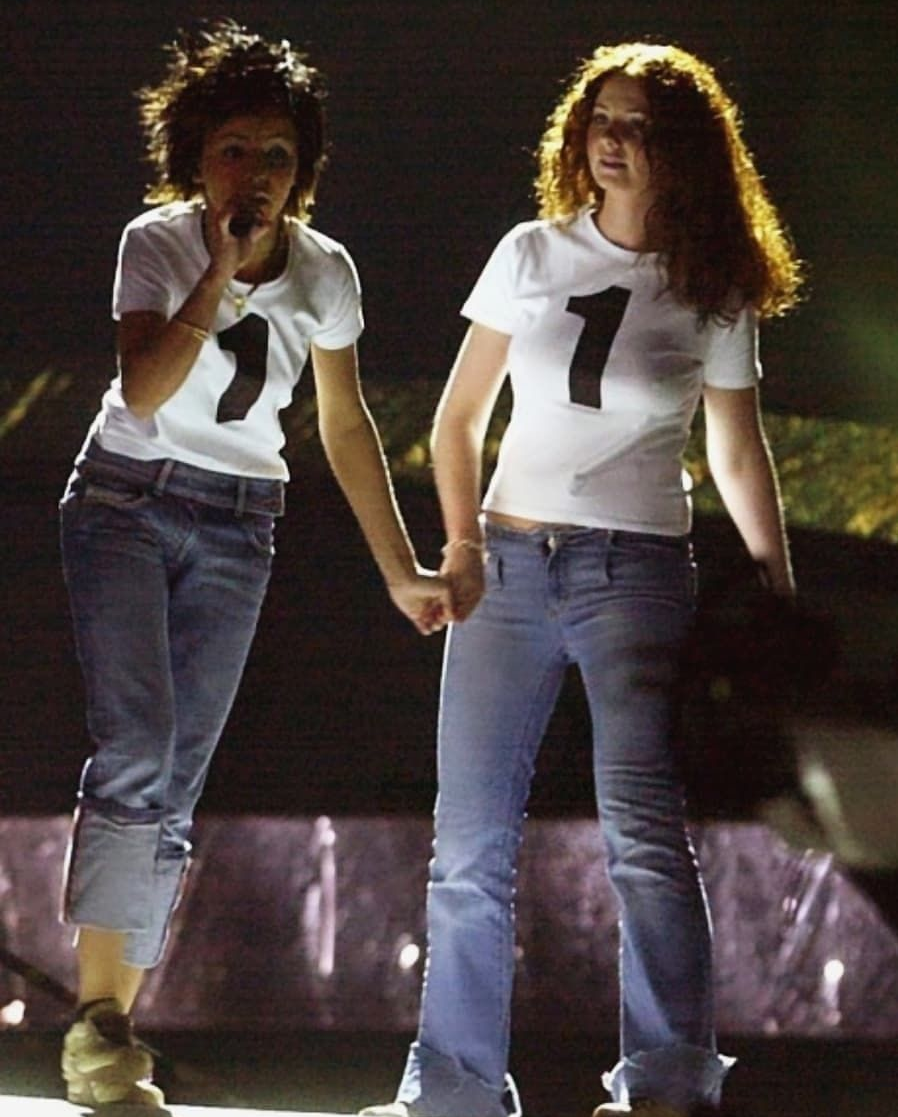
A t.A.T.u képviselte Oroszországot a 2003-as Eurovíziós Dalfesztiválon Rigában

2003-ban Oroszországot a t.A.T.u képviselte, akik már az előző évben hatalmas sikereket értek el nemzetközi szinten az All the Things She Said című dalukkal. A duó tagjairól azt feltételezték, hogy leszbikus kapcsolatot ápolnak egymással. Az egész hír valójában csak egy üzleti húzás volt, amit a menedzserük, Ivan Sapovalov talált ki. A dalfesztivál próbái alatt Katyina és Volkova szeszélyes viselkedésükkel hívták fel magukra a figyelmet, többek között késve érkeztek meg az egyes próbákra, másokat kihagytak, és bojkottálták a sajtókonferenciákat is. Menedzserük később azt is bejelentette, hogy a fellépésük során szájon csókolják majd egymást. Ezt a tervüket azonban vissza kellett vonniuk, miután az EBU kizárással fenyegette az oroszokat.
2006-ban az izlandi versenyző, Silvia Night a próbák alatt tanúsított provokatív viselkedése miatt keltett sok vitát. Valójában az előadó Ágústa Eva Erlendsdóttir színésznő extravagáns díva perszónája. Silvia Night a dalfesztivál teljes ideje alatt nyíltan kigúnyolta a többi versenyzőt, az újságírókkal is méltatlanul bánt, és kellemetlen megjegyzéseket tett a házigazda Görögországról és annak polgárairól. Még azt is állította, hogy a svéd versenyző, Carola meg akarja mérgezni őt. Ezeket a vélhetően viccnek szánt megjegyzéseket a helyszínen jelen lévő média és a szervezők is komolyan vették. A dalt többször kifütyülték a próbák alatt, majd az elődöntős fellépése közben is hangos nemtetszését fejezte ki a közönség. Végül Izland az elődöntőben a tizenharmadik helyen végzett, és nem jutott tovább a döntőbe.
A hardrock zenét játszó Lordi együttes tagjai különböző szörnyek és démonok maszkjait viselték a 2006-os Eurovíziós Dalfesztiválon, és a Hard Rock Hallelujah című dalukkal végül ők lettek a győztesek. A zenekarnak az a szabálya, hogy a tagok sosem mutatkozhatnak nyilvánosan fedetlen arccal. A Lordi lett az első hardrock együttes és az első teljesen maszkban színpadra lépő versenyző a dalfesztiválok történetében. Habár a finn nemzeti válogatóműsorban a nézők szavazatai alapján dőlt el, hogy ki képviselje Finnországot a versenyen, a Lordi győzelme nem hozott kiemelkedő nézettségi adatokat a finn közszolgálati televízió számára. A zenekart azzal vádolták, hogy a sátanizmust népszerűsítik és negatív képet festenek a hazájukról külföldön. A tagok határozottan tagadták ezt, de a viták nem csendesültek, és a finn delegáció rideg fogadtatást kapott a görög szervezőktől Athénban. A látványelemek bonyolultsága (különösen a pirotechnikai elemek miatt), a kameraállások és az áttűnések miatt először került sor teljesen számítógépes vezérlésű előadásra a nemzetközi versenyen. A Lordi fellépését vegyesen értékelték a televíziós kommentátorok: a legtöbben szkeptikusak voltak és a zenekart egy hatalmas tréfaként kezelték. A belga kommentátor, Jean-Pierre Hautier, azt mondta: "Ha ez a zenekar nyer, szívesen átalakulok denevérré." A francia kommentátorok, Michel Drucker és Claudy Siar annyira keményen és lekezelően beszéltek a zenekarról, hogy megbotránkoztatták a francia nézőket és a helyszínen lévő delegációkat is. A kijelentéseik miatt mindketten nyilvánosan elnézést kértek a döntő közvetítését követően.

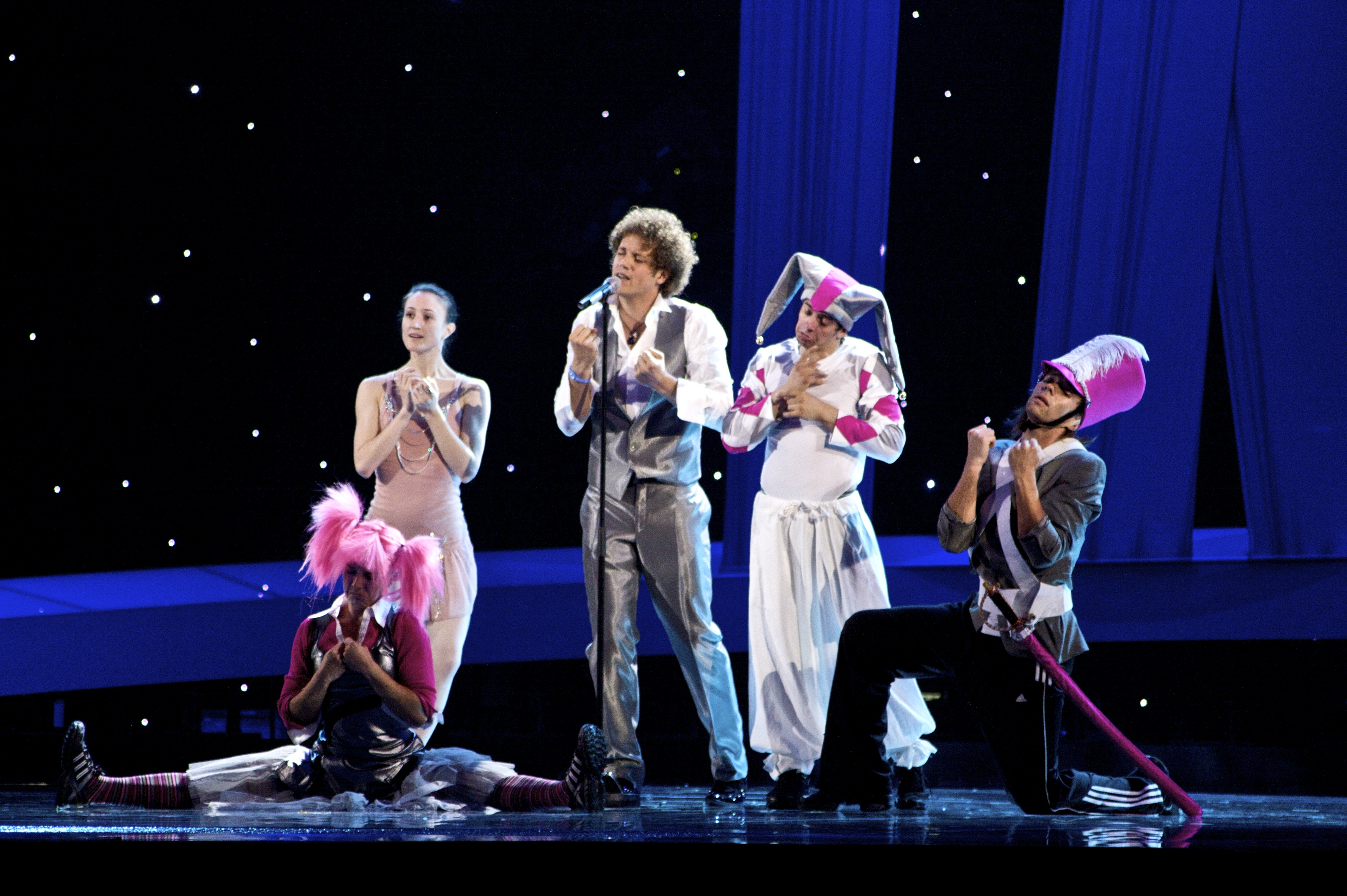
Daniel Diges képviselte Spanyolországot a 2010-es Eurovíziós Dalfesztiválon Oslóban

2010-ben a spanyol versenyző, Daniel Diges fellépése közben egy színpadi rendbontó állt be a táncosok közé az előadása közepén. Később kiderült, hogy Jimmy Jump volt az, aki már számos hasonló akciót hajtott végre. Diges és a táncosai látszólag zavartalanul folytatták a produkciót, miközben a biztonságiak elkapták Jumpot. A szervezők megengedték a spanyol delegációnak, hogy újra előadják a dalukat, miután az összes többi résztvevő fellépett. Spanyolország végül a tizenötödik helyen végzett a huszonöt fős döntőben.
2018-ban a brit SuRie fellépését is egy férfi zavarta meg, aki a színpadra lépve elvette az énekesnő mikrofonját. A férfi a Brexitet követően a dalfesztiválon való brit jelenlét ellen tiltakozott, és a mikrofonnal a kezében a következőket mondta az énekesnőnek: „Modern nácik vannak a brit médiában, szabadságot követelünk! A háború nem béke!” Az énekesnő néhány másodperc múlva visszaszerezte a mikrofont, amit a férfi a biztonsági személyzet beavatkozása közben ejtett el. A BBC először egy újabb fellépést kért a szervezőktől, amit ugyan elfogadtak, de mivel SuRie elégedett volt a produkciójával, így végül úgy döntött, hogy nem lép újra színpadra. Az Egyesült Királyság a pontozás során a huszonnegyedik helyet érte el.

## Kulturális hatás

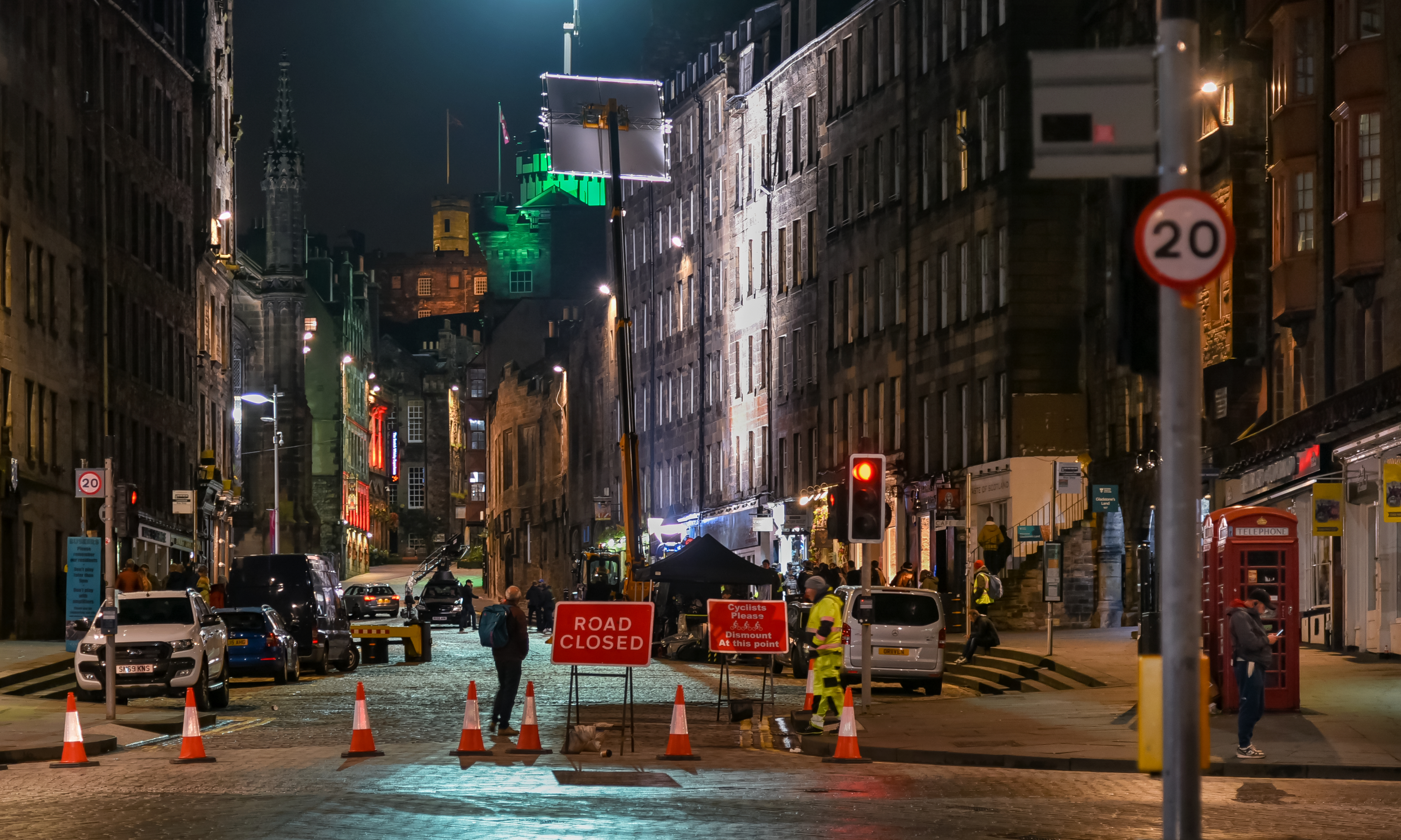
Az Eurovíziós Dalfesztivál: A Fire Saga története című film forgatása 2020-ban Edinburghban

Az Eurovíziós Dalfesztivál világszerte sok követőt szerzett, és évente 100 és 600 millió közötti nézőt ültet le a televíziókészülékek elé. A verseny már a kezdeti évek óta kulturális hatást gyakorolt a világra mindenhol, és rendszeresen a giccset írják le az egyik fontos jellegzetességeként, valamint sokszor megjelenik különböző tévéműsorokban és kabarékban paródiaként, többek között az Edinburgh Fringe és a Melbourne Comedy fesztiválokon is. Magyarországon az Irigy Hónaljmirigy készített paródiashowt a nemzeti dalválasztó műsorról 2013-ban Euroillúziós Dalfesztivál címmel.
Az Eurovíziós Dalfesztivált illetően több említés történik filmekben, televíziós és rádiós sorozatokban, illetve különböző színpadi darabokban. Számos film készült a verseny tiszteletére, köztük Eytan Fox 2013-as izraeli vígjátéka, a Cupcakes, valamint a Netflix 2020-as zenés vígjátéka, Eurovíziós Dalfesztivál: A Fire Saga története. Az utóbbi az EBU támogatásával és együttműködésével készült, a főszerepekben Will Ferrell és Rachel McAdams látható.
A filmek közül megemlíthető még a Jubilee című 1977-es film, amelyben Anglia euróvíziós fellépőjeként utalnak az egyik szereplőre, holott Anglia soha nem szerepelt a dalfesztiválon, mert azon csak EBU tagok indulhatnak, és a BBC az egész szigetországot képviseli Egyesült Királyság néven. Az Ezel – Bosszú mindhalálig című török sorozatban is említést tesznek a dalfesztiválról: az egyik epizód egyik visszaemlékezésében Kenan Birkan Selma Hünelnek mondja, hogy dalával indulhatna az Eurovízión. A történet szerint ez még azelőtt történt, hogy Törökország első dalát indította volna a versenyen 1975-ben. A televíziós feldolgozások közül említésre tarthat számot a Monty Python Repülő Cirkusza Hogyan ismerjük fel a különböző testrészeket? című epizódjának utolsó jelenete, amely tartalmazott egy szkeccset a dalfesztiválról. A versenyzők különböző európai nemzetek rendőrei voltak, a paródia részeként a pontszámokat több nyelven és szörnyű akcentussal – köztük sok nem európaival – mondták be. A 2004 és 2005 között futott How to Start Your Own Country című tévéműsorban Danny Wallace, mint az általa alapított Lovely nevű ország királya megpróbálja beküldeni a saját szerzeményét a Stop The Mugging And Start The Hugging című dalt a 2006-os Eurovíziós Dalfesztiválra. A műsor ekkori ügyvezető igazgatója, Svante Stockselius találkozott Wallace-szal, és tájékoztatta, hogy Lovely nem indulhat el a dalfesztiválon, mivel nincs nemzeti tévé- vagy rádióállomása, és így nem is csatlakozhat az EBU-hoz. Wallace ezután megpróbálta a BBC támogatását megszerezni, de a zsűri nem volt lenyűgözve az ajánlatától.
A 2005-ös MTV Europe Music Awards díjátadón Sacha Baron Cohen műsorvezető kiparodizálta a dalfesztivált rendező kelet-európai országokat. Boratként, a kazahsztáni televízió kitalált riportereként Cohen azzal nyitotta a díjátadót, hogy üdvözölte a nézőket a 2005-ös Eurovíziós Dalfesztiválon. A díjátadó show tartalmazott egyéb, kevésbé nyilvánvaló utalást a dalfesztiválra: mint például a túlságosan hosszúra nyújtott néptánc jelenetek, melyek gyakoriak az Eurovíziós Dalfesztiválok vendégprodukciói között, valamint a kazahsztáni elnök értelmetlen szereplésével, mellyel a 2005-ös kijevi versenyen megjelenő ukrán elnökre, Viktor Juscsenkóra utaltak.
A 2015-ben bemutatott A kém című amerikai akció-filmvígjátékban feltűnt többek között Verka Serduchka és a Serebro is, akik a 2007-es Eurovíziós Dalfesztiválon képviselték Ukrajnát és Oroszországot.
2022-ben a Netflix által bemutatott Emily Párizsban című sorozat harmadik évadjának utolsó részében Benoît közli Mindyvel, hogy a dalukat kiválasztották a következő Eurovíziós Dalfesztiválra. Mivel a sorozat rendezője azt nyilatkozta, hogy a negyedik évadban szeretnék ezt a történetszálat folytatni, így tervben volt, hogy a 2023-as Eurovíziós Dalfesztiválon, Liverpoolban is forgatnak jeleneteket, azonban ez a történetszál végül azzal lett lezárva, hogy bosszúból, illegálisan kiszivárogtatták a nevezendő versenydalukat, így a szervezők kizárták őket a dalfesztiválról.
Dan Mazar és Damien Jones mozifilmet szeretett volna készíteni az Eurovíziós Dalfesztivál kiparodizálásáról Eurovision: The Movie címmel, azonban végül ezt nem forgatták le.

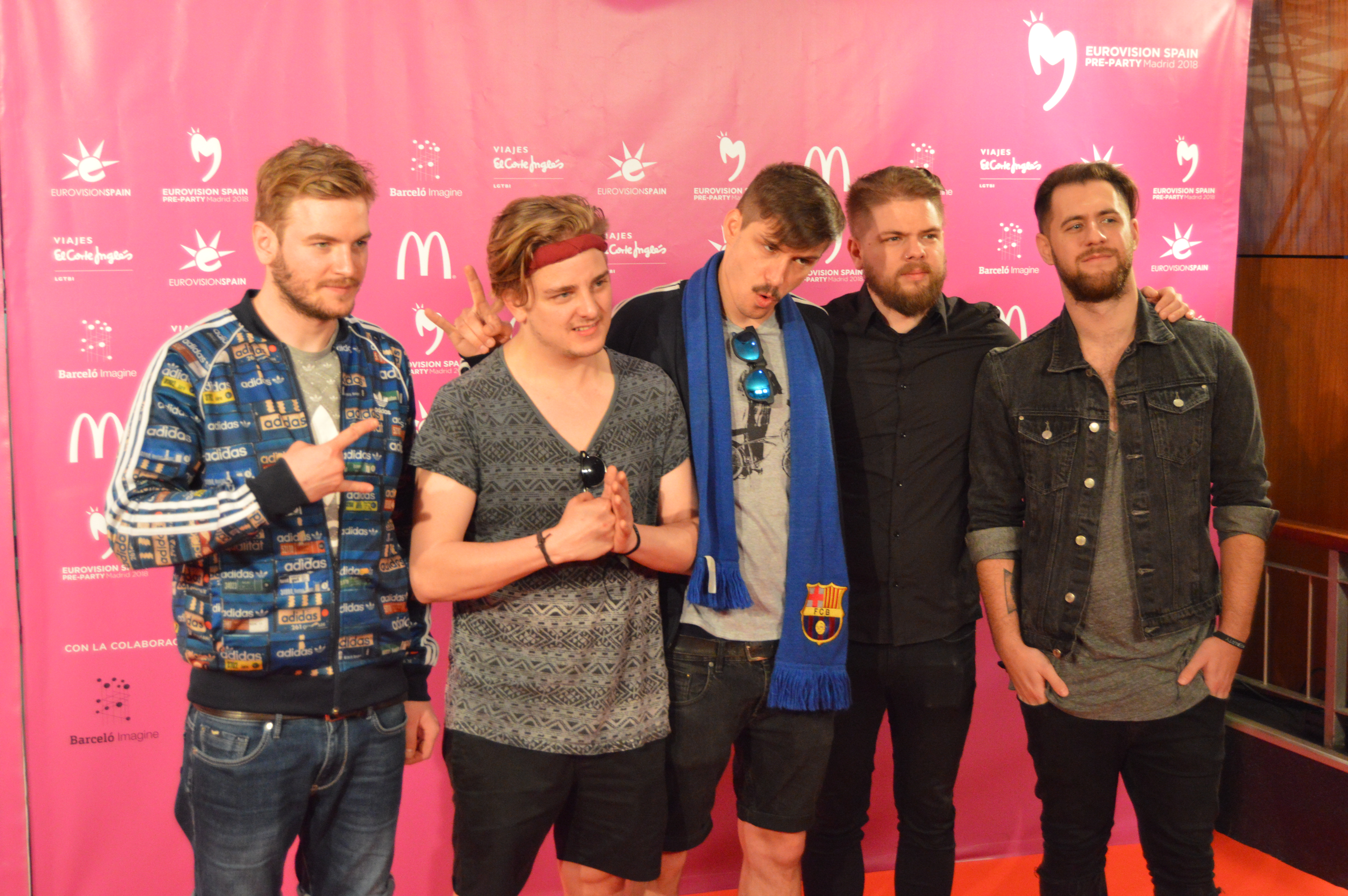
A Magyarországot képviselő AWS együttes a 2018-as Eurovíziós Dalfesztivált megelőzően részt vett a madridi PrePartyES elnevezésű rendezvényen

Dedikáltan az Eurovíziós Dalfesztivál híreivel foglalkozik több különböző független weboldal, blog, rádióadás, YouTube-csatorna, és a rajongói klubok is kiemelt figyelmet fordítanak az eseményre. Az egyik legrégebbi és legnagyobb eurovíziós rajongói hálózat az OGAE, amelyet 1984-ben alapítottak Finnországban, és jelenleg több mint 40 nemzeti egyesületből álló szervezettel rendelkezik szerte a világon. Az egyes kirendeltségek rendszeresen adnak otthont az Eurovíziós Dalfesztivál népszerűsítését és megünneplését célzó eseményeknek, háziversenyeknek, és számos résztvevő műsorszolgáltató szorosan együttműködik ezekkel az egyesületekkel az országok indulóinak kiválasztása során.
Az adott évi versenyt megelőzően több ország rendszeresen tart kisebb helyi rendezvényeket a nemzeti válogatóműsorok márciusi befejezését követően és a májusi nemzetközi verseny előtt, amelyeket „előpartiknak” neveznek. Ezeken az eseményeken jellemzően azok a művészek vesznek részt, akik az adott évi versenyen indulnak, és egy helyszínen történő fellépésből, valamint a rajongókkal és a sajtóval való találkozásból állnak. A Eurovision in Concert, amelyet évente Amszterdamban tartanak meg, volt az egyik első ilyen esemény, amely 2008-ban került először megrendezésre. Azóta meghonosodott több ehhez hasonló rendezvény is, ilyen többek között a London Eurovision Party Londonban, a PrePartyES Madridban, a Barcelona Eurovision Party Barcelonában és az Israel Calling Tel-Avivban. Számos közösségi eseményt tartottak meg virtuálisan, különösen a Covid19-pandémia kitörése után. A Eurovision Again egy olyan kezdeményezés volt, ahol a rajongók szinkronban nézték és vitatták meg a múltbeli versenyeket a YouTube-on és más közösségi platformokon. Az első ilyen esemény az első lezárások idején indult, majd a Twitter egyik legnépszerűbb trendjévé vált Európa-szerte, felkeltve az eurovíziós szervezők figyelmét, akik a hivatalos YouTube-csatornájukon kezdték el közvetíteni a versenyeket. Az EBU-n keresztül a kezdeményezés megszerezte a közvetítési jogot több régebbi verseny első bemutatására a verseny hivatalos YouTube-csatornájára.

## Speciális és hasonló műsorok

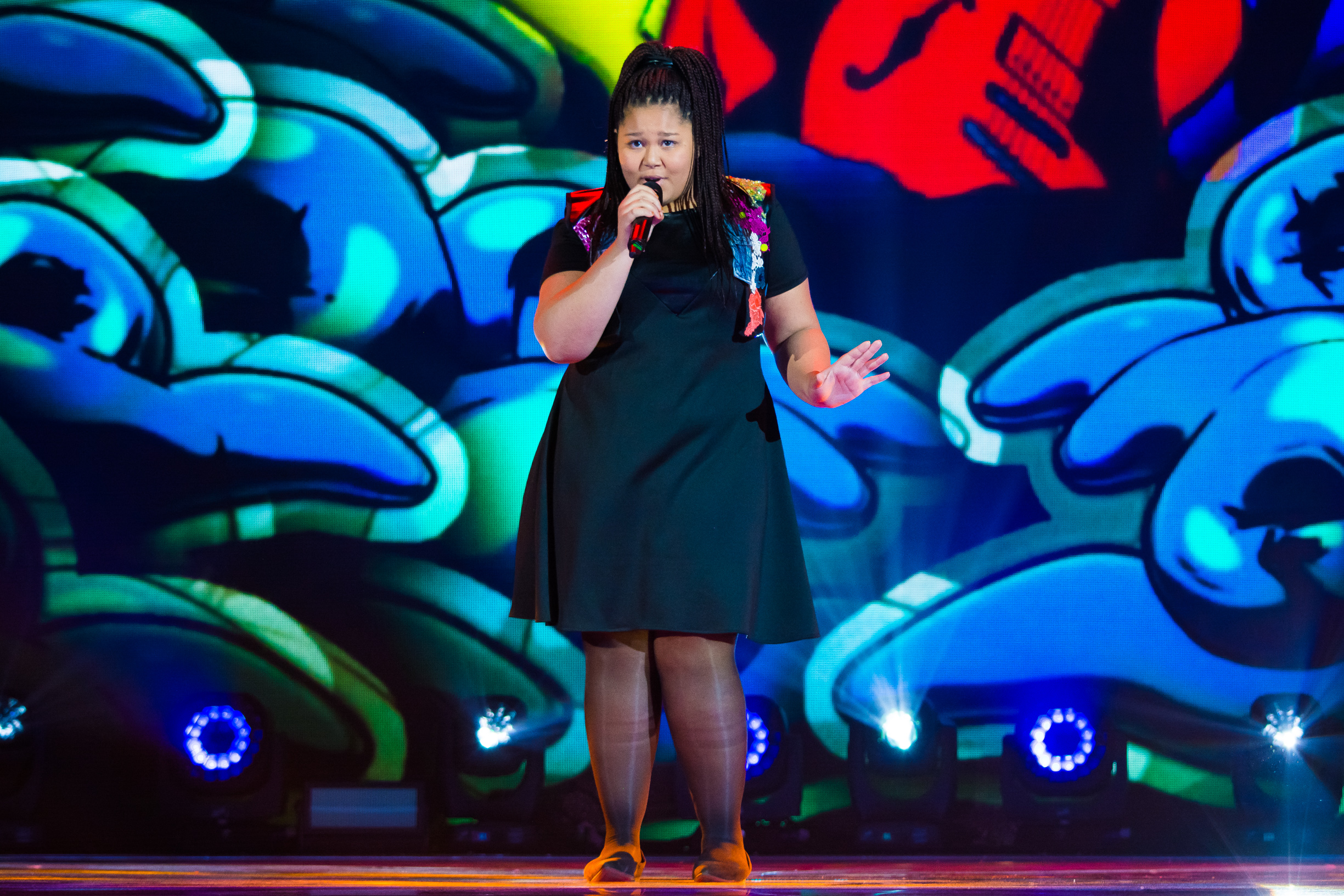
A máltai Destiny Chukunyere nyerte meg a 2015-ös Junior Eurovíziós Dalfesztivált, később 2021-ben a felnőtt versenyen is indult

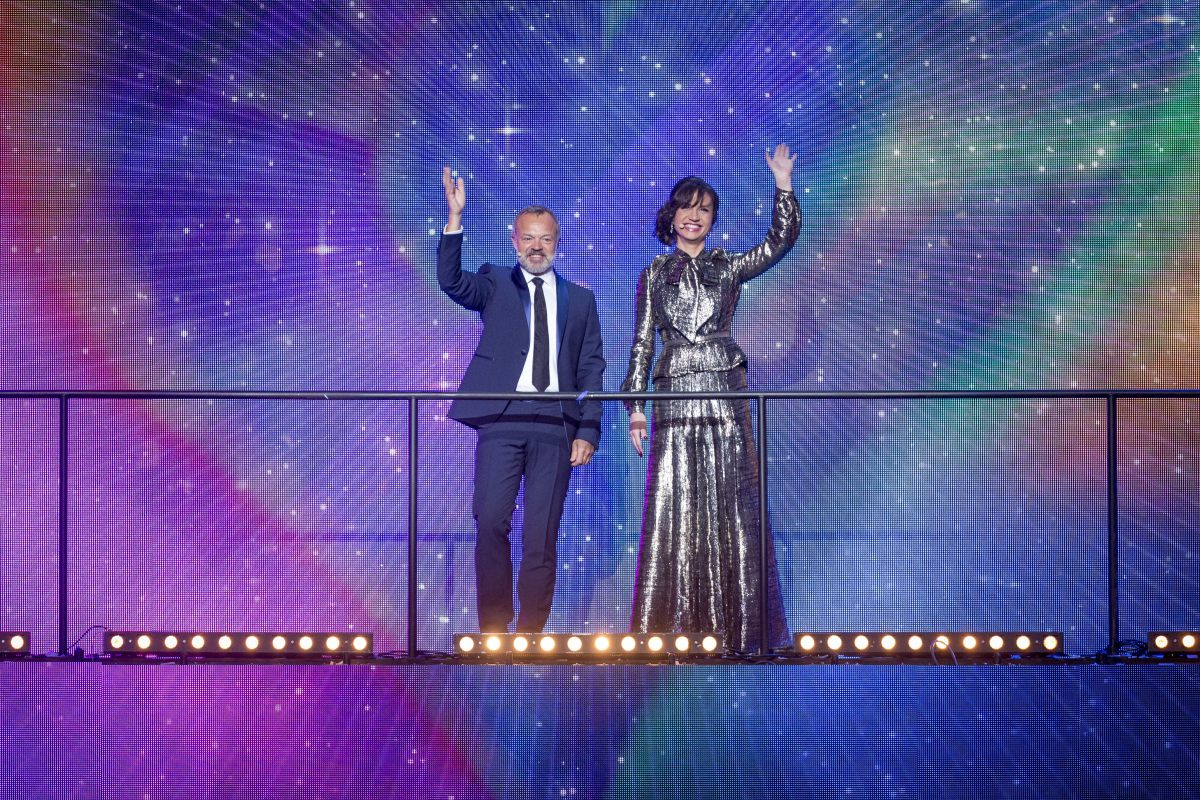
Graham Norton és Petra Mede Az Eurovíziós Dalfesztivál legnagyobb slágerei elnevezésű gálaműsorban, ahol a verseny hatvan éves fennállását ünnepelték

Az évek során az EBU több jubileumi rendezvényt és kapcsolódó versenyt szervezett a Eurovision Live Events márkanév alatt. Emellett a résztvevő műsorszolgáltatók időnként speciális eurovíziós műsorokat rendeltek a hazai közönség számára, és számos más hasonló versenyt is kidolgoztak az EBU keretein kívül, nemzeti és nemzetközi szinten egyaránt.
Az EBU több rendezvényt is tartott a verseny történetének kiválasztott évfordulóira: 1981-ben a műsor huszonöt éves fennállását ünnepelték meg a Songs of Europe című koncerttel; 2005-ben a Gratulálunk: 50 éves az Eurovíziós Dalfesztivál című műsort az ötvenedik születésnap alkalmából rendezték meg, ahol tizennégy előre kiválasztott dalból megszavazták minden idők legjobb eurovíziós dalát; és 2015-ben, a verseny hatvanadik évfordulójának tiszteletére Az Eurovíziós Dalfesztivál legnagyobb slágerei című gálaműsort készítették el, ahol a verseny korábbi résztvevői léptek fel, valamint videós montázst vetítettek a régebbi produkciókból. A 2020-as Eurovíziós Dalfesztivál törlését követően az EBU egy nem kompetitív jellegű műsort szervezett Eurovision: Europe Shine a Light címmel, ezzel tisztelegve a rendezvényen eredetileg részt vevő előadók és dalok előtt.
Más, az EBU által szervezett rendezvények közé tartozik a Fiatal Zenészek Eurovíziós versenye, egy klasszikus zenei megmérettetés a 12 és 21 éves kor közötti fiatal európai zenészeknek; a Fiatal Táncosok Eurovíziós versenye, egy táncverseny a 16 és 21 éves kor közötti nem hivatásos művészek számára; az Eurovíziós Kórusverseny, a nem professzionális kórusok számára, amelyet az Interkultur együttműködésével készítenek a Kórusok Világjátéka mintájára; és a Junior Eurovíziós Dalfesztivál, egy hasonló dalverseny a 9 és 14 év közötti énekesek számára, akik elsősorban európai országokat képviselnek. Az Eurovíziós Táncverseny egy 2007-ben és 2008-ban megtartott rendezvény volt, amelyen táncospárok társastáncot és latin táncot adtak elő.
Az EBU-tól függetlenül is rendeztek hasonló nemzetközi zenei versenyeket. A Sopoti Nemzetközi Dalfesztivál 1961 után került megrendezésre évente; és 1977 és 1980 között az OIRT, az EBU-hoz hasonló kelet-európai műsorszóró hálózat védnöksége alatt Intervíziós Dalfesztivál névre keresztelték át. A versenyt a későbbiekben többször is próbálták újból megtartani, azonban végül 2025-ben Oroszország kormánya döntött úgy, hogy a velük baráti politikát folytató országok között ismét megrendezik a dalfesztivált, lévén, hogy az Eurovíziós Dalfesztivál szervezői kitiltották az orosz állami médiumokat 2022-ben.
Egy ibériai-amerikai versenyt, az OTI Fesztivált korábban Európa, Észak-Amerika és Dél-Amerika hispanofón és luzofón országai között rendezték meg; valamint 2013 óta négyszer rendezték meg a türk országok és autonóm régiók versenyét, a Türkvíziós Dalfesztivált.
Hasonlóképpen, 2022-ben rendezték meg az egyesült államokbeli előadóknak szóló versenyt, az Amerikai Dalfesztivált, ahol a tagállamok és külbirtokok vettek részt. A dalfesztivál kanadai és latin-amerikai adaptációja is be lett jelentve, ám jelenleg még csak tervezés alatt állnak ezek a műsorok. 2023-ban, egy megrendezett versenyt követően az NBC úgy döntött, hogy az Amerikai Dalfesztiválból nem készítenek több évadot.
2017-ben jelentették be, hogy a jövőben megrendezik az ázsiai és óceániai országok számára a Eurovíziós Ázsia-dalfesztivált az Eurovíziós Dalfesztiválok mintájára, azonban 2021-ben közölték, hogy több sikertelen próbálkozás után nem fog elindulni.

## Fordítás
- Ez a szócikk részben vagy egészben  az   Eurovision Song Contest című angol Wikipédia-szócikk fordításán alapul.  Az eredeti cikk szerkesztőit annak laptörténete sorolja fel. Ez a jelzés csupán a megfogalmazás eredetét és a szerzői jogokat jelzi, nem szolgál a cikkben szereplő információk forrásmegjelöléseként.